# Арбат
Арба́т (в народе также Старый Арбат) — улица в Центральном административном округе города Москвы (район Арбат). Проходит от площади Арбатские Ворота до Смоленской площади, лежит между Пречистенкой и Новым Арбатом. Нумерация домов ведётся от площади Арбатские Ворота.

## Географическое расположение
Улица Арбат проходит от площади Арбатские ворота до Смоленской площади, лежит между Пречистенкой и Новым Арбатом. Нумерация домов ведётся от площади Арбатские ворота. Протяжённость Арбата составляет 1,2 километра.
Справа на Арбат выходят Арбатский, Серебряный, Малый Николопесковский, Большой Николопесковский, Спасопесковский и Троилинский переулки; слева — Большой Афанасьевский, Староконюшенный, Калошин, Кривоарбатский, Плотников и Денежный переулки.

## Происхождение названия

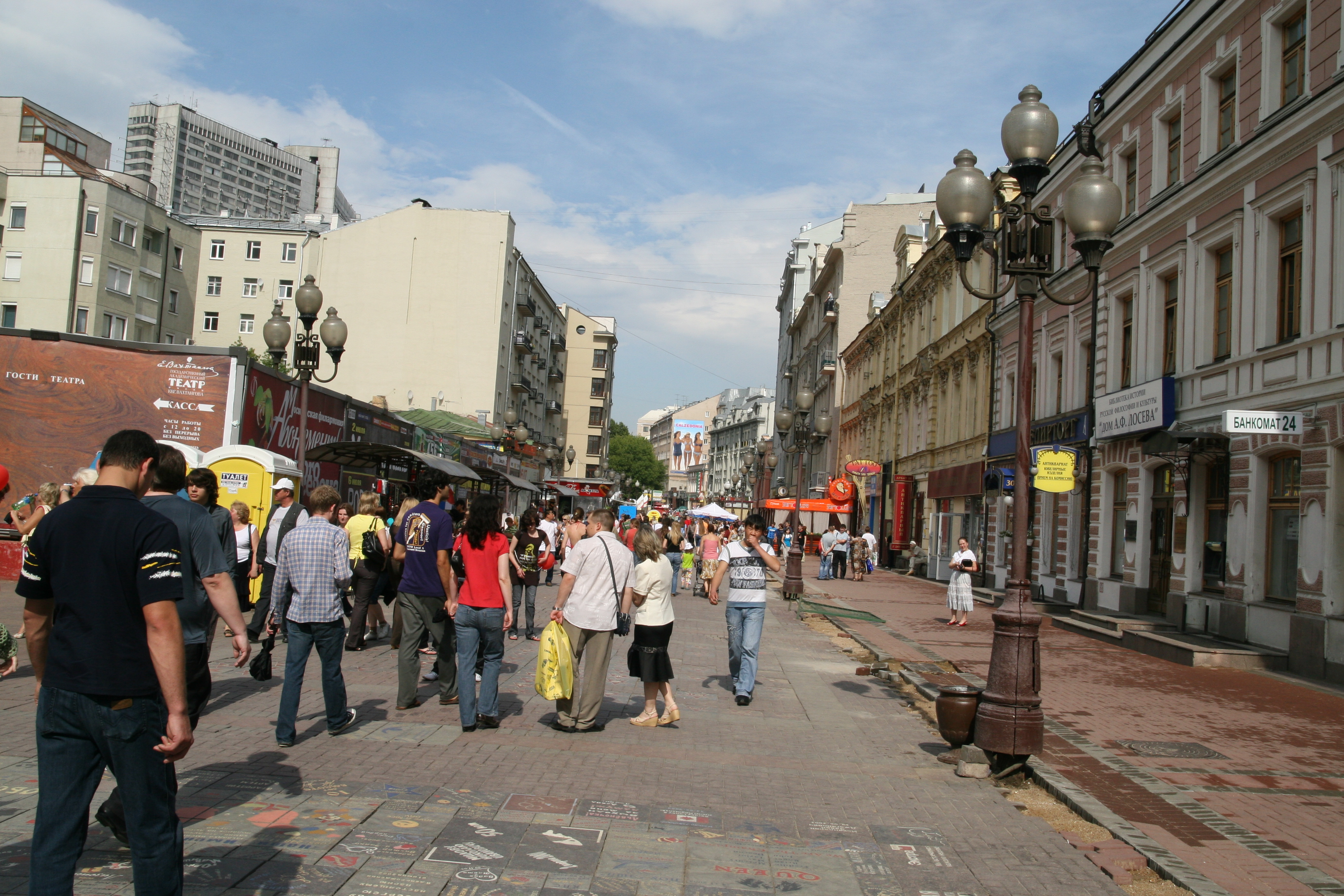
Арбат летом

Своё имя улица получила по названию пригорода — Орбат (Арбат), лежавшего к западу от Кремля. В XVI—XVII веках Арбатом называлась обширная местность, лежавшая между современными Знаменкой и Большой Никитской улицами, при этом основной улицей района была Воздвиженка, которая главным образом и получила название «Арбат».
Название Орбат впервые упоминается в 1475 году: «погорел совсем на Орбате Никифор Басенков».
Однозначного вывода о происхождении этого топонима до сих пор не существует. Согласно версии, впервые предложенной археографом П. М. Строевым и распространившейся в качестве основной в ряде путеводителей, название Арбат было образовано от тюркского слова арба: в районе современной Волхонки находилась Колымажная слобода, где изготавливались различные повозки, в том числе и телеги — арбы. Однако Колымажная слобода и двор появились здесь позже первого упоминания.
Распространение получила гипотеза, выдвинутая историком В. К. Трутовским, согласно которой название Арбат произошло от арабского слова арбад, являющегося множественным числом от рабад — «пригород», «предместье», которое, вероятно, было занесено в Москву торговцами с Востока — крымскими татарами или другими восточными купцами. Этой гипотезы в своих работах придерживаются П. В. Сытин, Ю. А. Федосюк, В. В. Сорокин, Э. Я. Двинский, Г. П. Смолицкая, М. В. Горбаневский и другие историки, топонимисты и москвоведы.
Существуют и иные версии происхождения топонима. Так, историк И. Е. Забелин предположил, что слово Арбат может быть в своей основе русскоязычным и происходить от прилагательного краткой формы горбат, отражающего особенности местности.
Менее распространённые версии связывают происхождение топонима с арабским словом рабат (рибат) — «караван-сарай, странноприимный дом», с русским словом орьба (пахота), с латинским arbutum (вишня), а также с вынесенным из Африки словом бат, которое в сочетании с формантом -р- и приставкой а- образует значение «большая гора без реки». Встречаются также гипотезы о происхождении названия улицы от слов арбуй («язычник», «знахарь») и ропаты (иноверческий храм).
Указом царя Алексея Михайловича в 1658 году улица была переименована в Смоленскую, однако это название не прижилось и закрепилось лишь за не имевшим ранее названия продолжением Арбата в сторону современного Бородинского моста.
Нередко к названию улицы добавляется прилагательное «старый» (Старый Арбат) — в противопоставление с улицей Новый Арбат, проложенной в XX веке.

## История
На рубеже XV—XVI веков местность, располагавшаяся за современной площадью Арбатских ворот, называлась «Вспольем», то есть являлась незаселённым пространством, примыкающим к городским предместьям. Подступы к ним защищал ров, существовавший уже во второй половине XIV века. Отсюда начиналась древняя Можайская дорога, соединявшая Москву с Можайском и Смоленском.

### Первые упоминания
Формирование городской застройки в начале трассы Можайской дороги, по-видимому, началось в последние годы правления Государя всея Руси и великого князя Ивана III, предпринявшего при участии итальянских мастеров масштабную перестройку города. Одним из результатов этой реконструкции стало учреждение на окраинах городских предместий, на «вспольях», дворцовых слобод, населённых мастеровыми людьми, использовавшими в своём производстве открытый огонь. За Арбатом, на Сивцевом вражке, по левой стороне Можайской дороги, были поселены кузнецы, седельники, уздечники и другие ремесленники, обеспечивавшие потребности великокняжеских конюшен и ставшие первыми жителями Конюшенной слободы.
Вот как описывал панораму Москвы имперский посол Сигизмунд Герберштейн, дважды посетивший русскую столицу в первой трети XVI века:
«Сам город деревянный и довольно обширен, а издали он кажется ещё обширнее, чем есть на самом деле, ибо большую прибавку к городу делают пространные сады и дворы при каждом доме; ещё более увеличивается он от растянувшихся длинным рядом в конце его домов кузнецов и других ремесленников, действующих огнём, к тому же между этими домами находятся луга и поля…»
Первоначально название Арбатская (Орбатцкая, Большая Арбатская) улица обозначало Воздвиженку: в 1547 году «загореся храм Воздвижение чеснаго креста за Неглинною на Арбацкой улице на Острове». Позже распространилось и на нынешний Арбат.
Первое упоминание об улице на том месте, где сегодня пролегает улица Арбат, содержится в летописном известии, повествующем об учреждении опричного удела Ивана Грозного в 1565 году, когда государь повелел:
«На посаде улицы взяти в опришнину от Москвы реки: Чертолскую улицу и з Семчиньским селцом и до всполья, да Арбацкую улицу по обе стороны и с Сивцовым Врагом и до Дорогомиловского всполия, да до Никицкой улицы половину улицы, от города едучи левою стороною и до всполия…»
Вероятно, к этому же времени относится и основание на Арбате первой стрелецкой слободы, занявшей обширное пространство в начале правой стороны улицы. Её главным приходским храмом стала церковь Николая Чудотворца «Явленного», отстроенная в камне в 1600 году по указу царя Бориса Годунова.
В своих современных пределах улица Арбат оформилась в конце XVI века, получив начало у Арбатских ворот Белого города, а завершение у одноимённых ворот Скородома (Деревянного города).

### XVII век
После окончания Смутного времени, при новой царской династии, Арбат остаётся местом сосредоточения дворцовых и стрелецких слобод. Самую обширную территорию по левой стороне улицы (район современных Гагаринского, Староконюшенного и Малого Власьевского переулков) занимала Конюшенная слобода, к середине XVII века именовавшаяся уже как Старая Конюшенная. Её население составляли тяглые люди различных профессий, находившиеся в ведении Конюшенного приказа. В начале улицы к Староконюшенной слободе примыкали две небольшие дворцовые слободки — Иконная и Царицына, а с запада (в районе современных Кривоарбатского и Плотникова переулков) — Плотничья слобода, в которой первоначально были поселены казённые плотники, принимавшие участие в восстановлении Москвы после её разорения польскими интервентами. Приходским храмом слободы стала церковь Николая Чудотворца (Живоначальной Троицы), что в Плотниках, известная с 1625 года. За Плотничьей слободой лежала земля стрелецкой слободы, основанной вблизи укреплений Земляного города в 1634 году. Её слободским храмом стала церковь Живоначальной Троицы, известная в 1642 году, как расположенная в Григорьеве приказе Оничкова.
Стрелецкий приказ Григория Михайловича Оничкова (Аничкова), предположительно выведенный на службу в Москву из Новгорода стал последним из четырёх стрелецких приказов, размещённых к этому времени на Арбате. Слободы трёх других стрелецких приказов (с 1682 года — полков) тянулись практически сплошной полосой по правой стороне Арбатской улицы. Судьбы арбатских стрелецких полков оказались различными. Два из них — Афанасьев полк Чубарова и Иванов полк Чёрного приняли участие стрелецком бунте 1698 года и практически в полном составе сложили головы во время массовых казней. Два других полка были выведены на службу в другие города и позднее приняли участие в Северной войне 1700—1721 годов. Слободы всех московских стрелецких полков были ликвидированы особыми царскими указами в 1699 году. Бывшие стрелецкие земли были распроданы лицам различных чинов. Память о стрелецком прошлом Арбата сохраняется в названии Малого Каковинского переулка, названного по фамилии одного из стрелецких командиров, и в названиях Николопесковских переулков, унаследовавших свои имена от стрелецкого храма Николая Чудотворца «на Песках», разобранного в 1932 году.
Таблица: командный состав стрелецких полков, расквартированных на Арбате в XVII в.
| Приход церкви Николая Чудотворца Явленного | Приход церкви Трёх святителей Петра, Алексея и Ионы Московских Чудотворцев (Николая Чудотворца «на Песках») | Приход церкви Спаса Преображения «на Песках» | Приход церкви Живоначальной Троицы      |
| ------------------------------------------ | --- | -------------------------------------------- | --------------------------------------- |
| 1613—1624 — Полтев Борис Иванович          | |                                              |                                         |
| 1624—1648 — Полтев Алексей Борисович       | 1-я половина 1630-х — Бакин (Бокин) Гаврила Васильевич                                                      | 1633—1645 — Аничков Филон Михайлович         | 1634—1645 — Аничков Григорий Михайлович |
| 1655—1668 — Полтев Семён Фёдорович         | начало 1650-х — Кафтырев Иван                                                                               |                                              | 1648—1657 — Азарьев Леонтий Романович   |
| 1668—1679 — Полтев Иван Фёдорович          | 1655—1665 — Коковинский Степан Семёнович                                                                    | 1656—1676 — Полтев Тимофей Матвеевич         | 1667—1675 — Жидовинов Иван Васильевич   |
| 1679—1682 — Янов Степан (Фёдор) Иванович   | 1668—1671 — Янов Степан (Фёдор) Иванович                                                                    |                                              |                                         |
| 1682—1684 — Воейков Семён                  | |                                              |                                         |
| 1684—1689 — Ефимьев Роман Сергеевич        | 1689—1696 — Обухов Алексей Лаврентьевич                                                                     |                                              |                                         |
| 1696—1698 — Чубаров Афанасий Алексеевич    | 1696—1699 — Кривцов Михаил Фомич                                                                            | 1690—1706 — Анненков Григорий Иванович       | 1696—1698 — Черной Иван Иванович        |

Немаловажной вехой в истории Арбата стал указ царя Алексея Михайловича 1658 года, по которому Арбатская улица была переименована в Смоленскую. Это название просуществовало до XVIII века, но так и не привилось среди москвичей, закрепившись лишь за не имевшим дотоле названия продолжением Арбата к Дорогомиловскому мосту.

### XVIII век — начало XX века

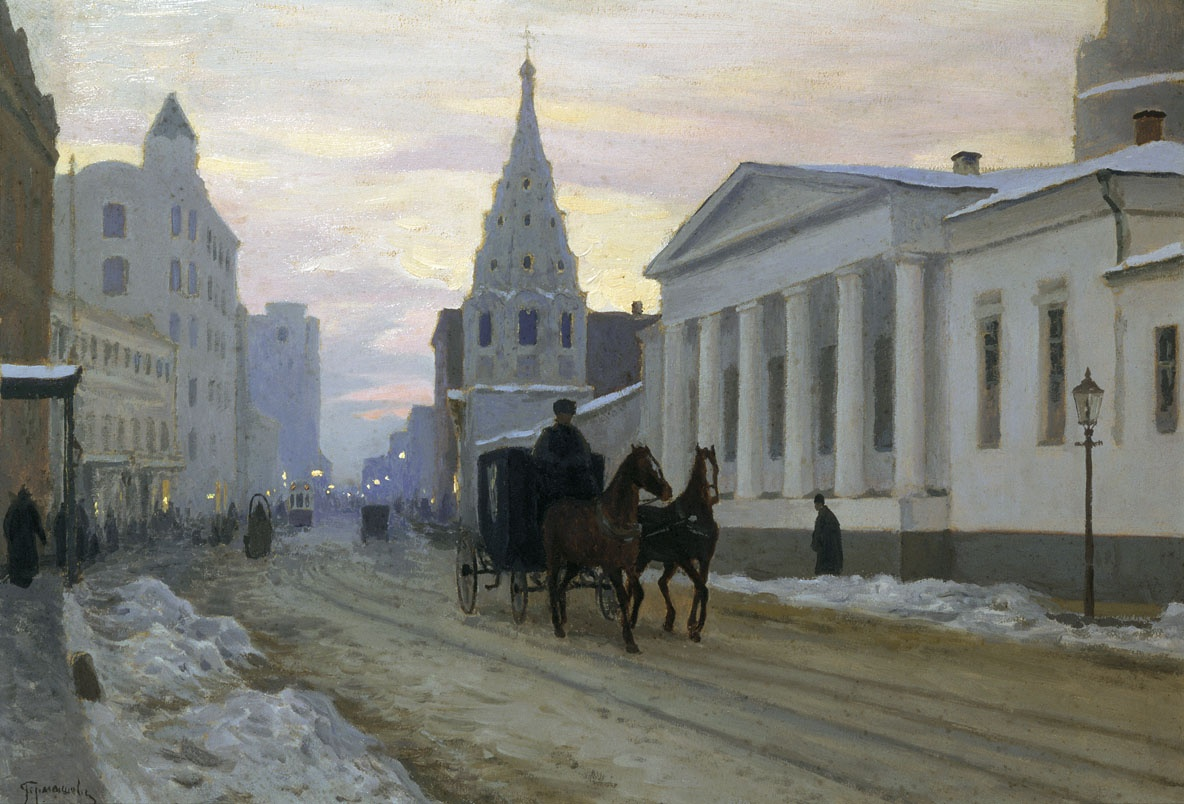
Арбат в начале XX века на картине М. М. Гермашева

Во время пожара 1736 года Арбат сильно выгорел, после чего было принято решение о его расширении. С этого времени Арбат превращается в одну из самых аристократических улиц Москвы, где селились самые известные русские дворянские фамилии — Толстые, Ростопчины, Гагарины, Долгорукие, Кропоткины, Шереметевы, Голицыны, Трубецкие. Строились небольшие особняки в стиле ампир и деревянные дома, окружённые садами; на Арбате почти не было магазинов. При реконструкции Арбата после пожара 1812 года застройка приобрела особый характер: небольшие одно- и двухэтажные особняки с бельэтажем и мезонином, поставленные с разрывом на красной линии улицы и окружённые небольшими садами и дворами без служб. В 1806 году на Арбатской площади началось строительство деревянного театра по проекту К. Росси. Мемуарист С. П. Жихарев писал об этом:
Эта мысль хороша, потому что большая часть дворянских фамилий живёт на Арбате или около Арбата.
В разное время на Арбате жили или неоднократно бывали А. С. Пушкин, Н. В. Гоголь, Л. Н. Толстой, М. Салтыков-Щедрин, братья Аксаковы, А. П. Чехов, А. Блок, Андрей Белый (Б. Бугаев). К концу XIX века родовая аристократия всё больше сменялась разночинной интеллигенцией, селившейся на Арбате, который начал понемногу приобретать облик, близкий к современному: увеличилось число магазинов, началось строительство многоэтажных доходных домов. Рядом со Смоленской и Арбатской площадями появились гостиницы, магазины, рестораны. Имена владельцев лучших арбатских магазинов становились известны всей России: булочки Филиппова, вина из погребов Шустова, сладости Эйнема. Купец Семён Тарарыкин открыл в конце XIX века трактир «Прага», который после революции превратился в образцово-показательную столовую «Моссельпрома» и куда Ипполит Матвеевич Воробьянинов из «Двенадцати стульев» водил Лизу обедать.

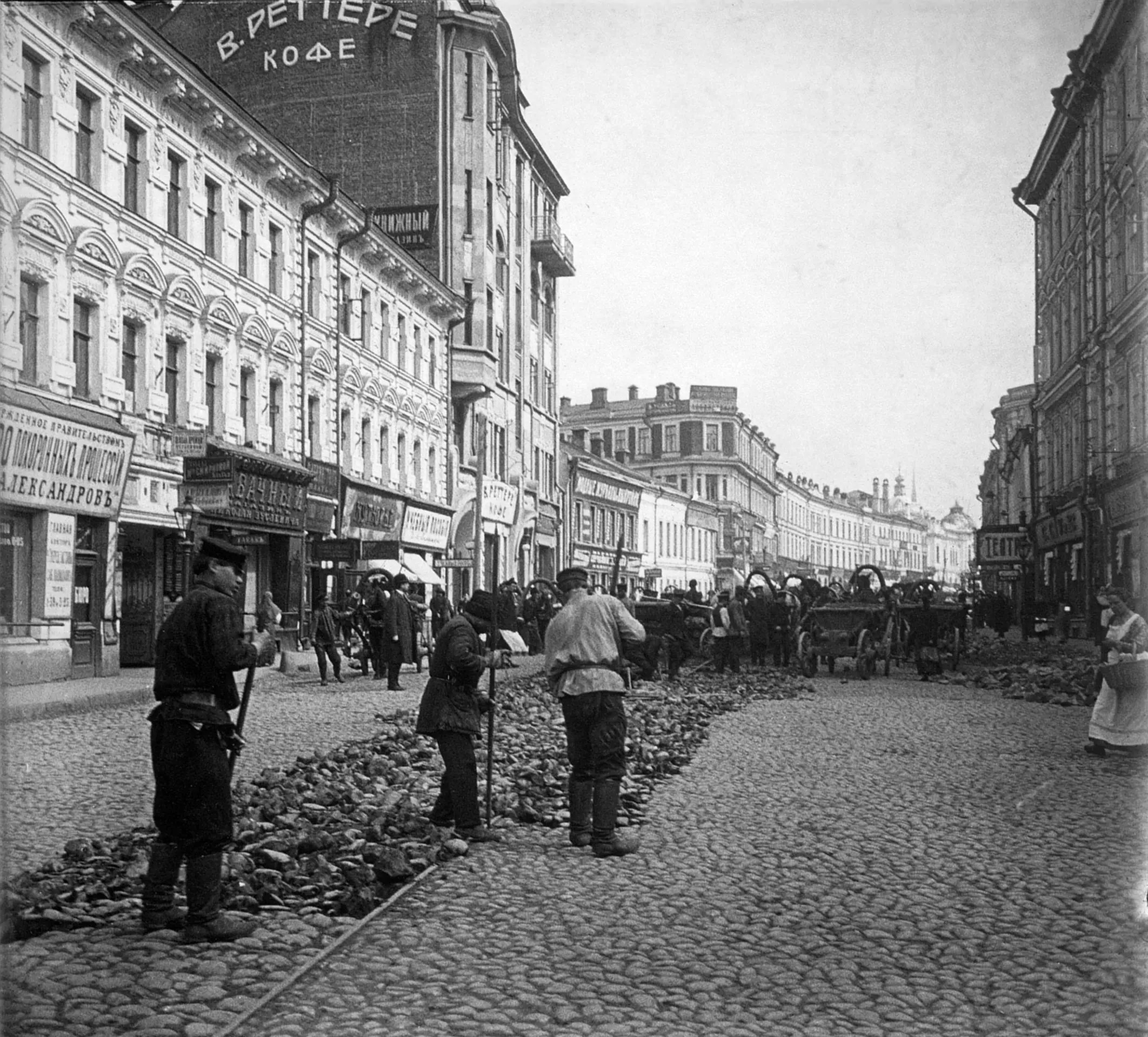
Рабочие заменяют пути конки для электрического трамвая, 1908 год

С 1880-х по Арбату стала ходить конка, в 1908 году пущен электрический трамвай.
Постепенно Арбат стал улицей полнокровной жизни Москвы. Василий Поленов писал в Спасопесковском переулке свой «Московский дворик», сейчас на этом месте находится школа 1231, носящая его имя. Сергей Есенин читал в арбатском «Литературном особняке» свою новую поэму «Пугачёв». В Серебряном переулке жил русский композитор С. Рахманинов, неподалёку А. Скрябин. В кафе «Арбатский подвал» мелькала знаменитая «жёлтая блуза» Владимира Маяковского. С театральной студии «Мастфор» на Арбате началась слава Сергея Юткевича и Сергея Эйзенштейна.

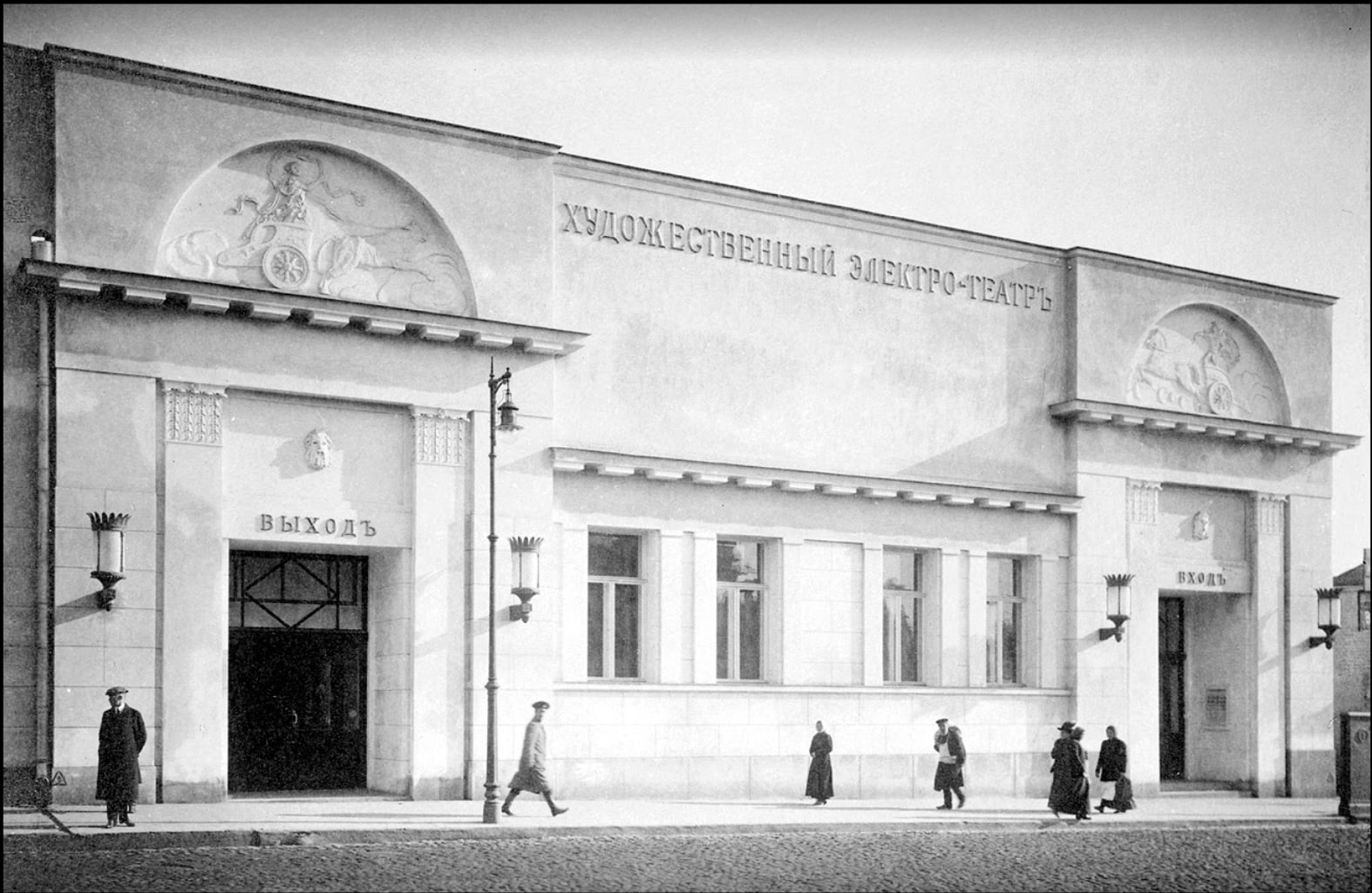
Художественный электро-театр, 1912

На Арбате возникло Общество русских врачей, члены которого организовали здесь известную на всю Москву лечебницу. Доктора брали «за совет» небольшую, сравнительно с обычными гонорарами, плату — 20 копеек, а то и вообще лечили бесплатно.
В 1909 году Александр Ханжонков открыл на Арбатской площади кинотеатр «Художественный» (тогда назывался «Художественный электро-театр»), где в 1931 году состоялась премьера первого советского звукового фильма «Путёвка в жизнь».
Революционные события 1917 года не могли не отразиться и на Арбате. В помещении кинотеатра «Художественный» в октябрьские дни 1917 года белые юнкера проводили запись в Белую гвардию; там же содержались пленные красные. А красногвардейцы, в свою очередь, водрузили пулемёт на самый высокий арбатский дом № 51 и, по словам поэта Андрея Белого, «один дом-большевик победил весь район», в результате юнкера вынуждены были ретироваться из облюбованного кинотеатра.

### Арбат в советское время
В 1916 году в Арбатском переулке жил вернувшийся с итальянского острова Капри великий гуру оперы Ф.Шаляпин. В 1873 году он родился в Казани, дружил с Рахманиновым, помогал ему работать над фортепианными концертами и оперой "Алеко" в 1892 - 93 годах, слушал симфонии, в течение 2 лет он купил квартиру, к 1895 году он сложился как певец, выступал в Уфе и Казани в оперных спектаклях, выступал в театре Вахтангова с оперными партиями из "Дон Карлоса" и "Севильского цирюльника" Россини, "Бориса Годунова"  и "Хованщину" Мусоргского, другую оперу после кончины оперного классика в 1881 году, доделал Римский - Корсаков в 1889 году. Шаляпин дружил с Иваном Козловским, пел арии в театре, с народными песнями удивляли публику.  Шаляпин жил на два города - в Петербурге певец жил в квартире на Сенной площади. К 1915 году у них сложился большой гонорар, в 1917 году Шаляпину присвоили звание Народного артиста России, руководил Мариинским театром, в 1922 году он уехал в США, в 1936 году переехавшему певцу в Париже диагностировали лейкемию, от последствий которой он умер спустя 2 года. Прах торжественно перезахоронили 29 октября 1984 года в Москве. В 1987 году открыт дом - музей, в 1991 году вернули звание артиста.
В 1920—1930-е годы образ улицы изменился в духе эстетики конструктивизма. В 1921 году ушёл из жизни Евгений Вахтангов. Арбат гордится знаменитым театром, в 1904 году драматург прочёл "Вишнёвый сад" и "Дядю Ваню" Чехова, в 1906 - "Дачники" Горького, "Бесприданницу", "Грозу" Островского и здесь ставил его спектакли. Труппа театра была в восторге. Шли гастроли по городам, но новые 4-е гастроли в 1918 году помешала  Октябрьская революция. В 1917 - 1919 годах Вахтангов - основатель подвальной студии, примыкающей к памятнику Окуджавы, где репетировали спектакли. В 1919 году - главный режиссёр. Сама сцена также была местом действия спектаклей. Силуэт Арбата был сглажен, многие дома надстроены и подведены под единый карниз. Архитекторы братья Стенберги разработали унифицированную окраску зданий в пепельно-серой гамме; ряд строений был разобран. Новые дома по правой стороне Арбата возводились с отступом от красной линии для расширения улицы. А некогда аристократические особняки и комфортабельные квартиры доходных домов превратились в тесные коммуналки, куда вселяли строителей нового общества, стекавшихся в Москву из всех уголков страны.
Война и приближение линии фронта к Москве не могли не сказаться на Арбате. В результате одного из авианалётов был полностью разрушен театр им. Вахтангова; погибли люди. Пострадали магазины. А не уехавшие в эвакуацию и уцелевшие жители Арбата подбирали разбросанные по улице и окрестным переулкам яркие красочные остатки театральных декорации. В 1943 году юный Окуджава купил на первый гонорар от написанных стихотворений квартиру на Арбате, когда был комиссован после ранения на Кавказском фронте.
В 1930—1950-х Арбат являлся государственной трассой, по которой И. Сталин со своим кортежем проезжал в Кремль, поэтому улица была объектом пристального внимания НКВД—МГБ. Так, например, в апреле 1944 года была арестована группа молодых людей, собиравшаяся провести время в комнате коммунальной квартиры на Арбате — в эту молодёжную компанию входили тогда ещё студенты Валерий Фрид, Юлий Дунский, Марк Коган, будущая жена В. Л. Гинзбурга Нина Ермакова — это в её комнате на Арбате собиралась молодёжь. Им вменялось в вину подготовка убийства Сталина во время проезда кортежа по Арбату (хотя окно комнаты выходило не на сам Арбат, а в переулок). Об этом времени написано много воспоминаний (например, правозащитницы Людмилы Алексеевой, ставшей и художественных произведений, одно из наиболее известных — роман «Дети Арбата» писателя  Анатолия Рыбакова (1911 - 1998), жившего в 33 доме с 1919 по 1933 год, к началу войны Рыбаков служил на фронте, после войны писатель был награждён высокими знаками отличия, писал роман около 20 лет - первые 4 главы вышли в свет в 1966 г.
В 1952 году было построено высотное здание Министерства иностранных дел на Смоленской площади, обозначившее выход Арбата на Садовое кольцо.
Проложенный в 1960-е годы проспект Калинина (ныне Новый Арбат) оттянул часть староарбатского транспорта на себя, к 1962 году построена первая жилая постройка, строительство 5 жилых домов в 24 этажа, 4 административных здания в 20 этажей, магазинов, кинотеатра, химчистки, прачечной, туда же переместилась государственная трасса.
После 2 лет работы - начавшись летом 1981 и кончившейся осенью 1983 года, улица стала более популярной, расширенный и пешеходной, на сцене у стены Цоя собираются уличные музыканты, фокусники , живописцы, ораторы, чтецы стихотворений,
К 1980-м годам население Арбата стало очень пёстрым: здесь жили старые московские интеллигенты, в новых элитарных домах поселились семьи высокопоставленных партийных чиновников, а некоторые комнаты в коммуналках в старых домах отдавались «лимитчикам» — так назывались люди, приехавшие в перестройку из разных городов на тяжёлые работы в Москву, работавшие на метростроительных работах, на конвейерах АЗЛК и ЗиЛ.
В 1985 году улица расширена на 1,5 км. К 1997 году открыт памятник барду Б.Ш.Окуджаве.

### Пешеходная улица

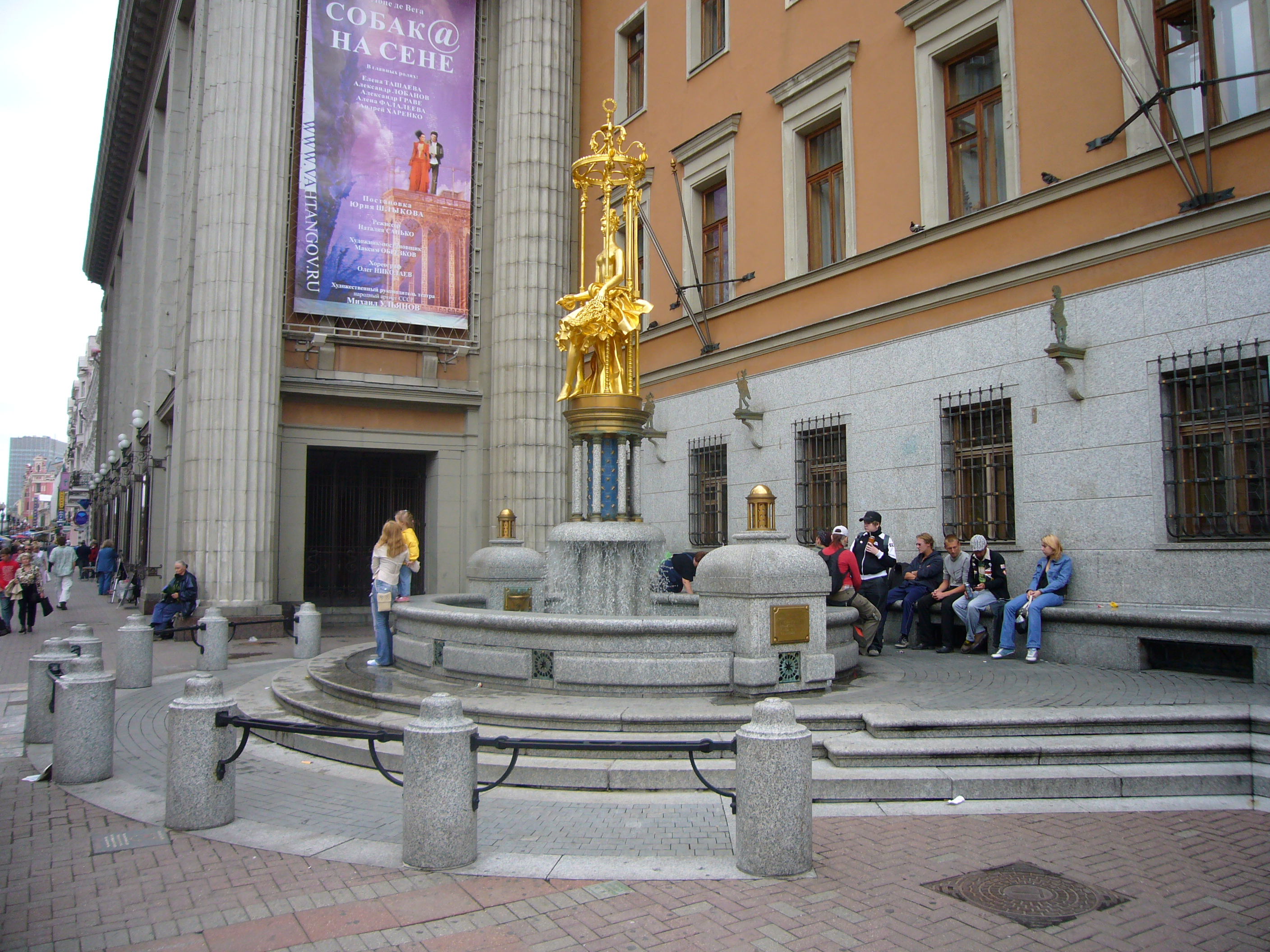
Фонтан «Принцесса Турандот» на Арбате

Проект превращения Арбата в пешеходную зону был разработан и реализован в 1974—1986 годах коллективом архитекторов НИиПИ генплана г. Москвы и Моспроекта-2 (архитекторы М. В. Посохин, А. Э. Гутнов, З. В. Харитонова, Т. В. Малявкина, О. А. Баевский, В. А. Филатов, инженеры Ю. К. Болбот, Т. В. Чувелева и другие). Как вспоминает З. Харитонова, архитекторы «сделали внимательный анализ цветового решения фасадов, ведь до этого их просто красили из пульверизатора ровным жёлтым цветом. С каждым домом мы работали отдельно, нашли природные цвета и оттенки, в нашей коллекции вообще отсутствовал белый цвет. Первые этажи были окрашены более интенсивно, верхние — более расслабленно, а детали — более светлые. Вся улица стала переливаться будто перламутровая. Мы использовали московскую керамзитовую штукатурку, это уникальная технология, секреты которой знали лишь старые маляры, их мы и привлекли к работе, они работали кисточками, которые я сама покупала».
Технико-экономическое обоснование проекта было готово к 1978 году. Проект не ограничивался просто запретом на автомобильное движение по улице, в него входили также работы по благоустройству улицы, реконструкции и реставрации фасадов зданий. В 1979 году проект был одобрен. Практические работы начались в 1982 году. Был изменён маршрут троллейбуса 39, до этого проходивший по Арбату — именно ему посвящена песня Булата Окуджавы «Последний троллейбус». Арбат представлял собой обычную московскую улицу с двухсторонним автомобильным движением; люди передвигались по узким тротуарам. Во время реконструкции движение было полностью перекрыто; за несколько лет улица была перекопана: заменили всю систему канализации и подземных коммуникаций. Первая стадия реконструкции Арбата была завершена к 1985 году. «Плиточки толщиной 10 сантиметров на заводе делали специально для Арбата, — вспоминает архитектор, автор проекта пешеходного Арбата Зоя Харитонова. — 25 тысяч квадратных метров такого камня мы ровняли особыми резиновыми молоточками. Причём всё это клали без цемента!».
Наконец в 1986 году Арбат предстал в новом обличье: вместо асфальта брусчатое покрытие, посредине улицы вазоны с цветами и рядом скамеечки для отдыха прогуливающихся, фонари в стиле ретро. Реконструкция Арбата вызвала неоднозначные оценки. После реконструкции появилась фраза «Арбат офонарел», приписываемая Булату Окуджаве.
1 апреля 1986 года на Арбате прошло празднование Дня смеха. За несколько дней до события началась постройка сцен, эстрад, помостов для выступлений артистов, заборов и ширм для кукловодов. Готовились настоящие ярмарочные представления. В середине дня 1 апреля началось веселье. Уже очень скоро народу набралось столько, что пришлось срочно перекрывать улицу, чтобы избежать давки. В результате в празднике сумели принять участие лишь жители улицы и загодя приехавшие гуляки. Для большинства москвичей вход оказался закрыт. Больше подобных мероприятий на Арбате не проводилось, но самодеятельные концерты продолжались.
В конце 80-х, на волне горбачёвской перестройки, на Арбате появились многочисленные сувенирные лавки, ассортимент которых был рассчитан в первую очередь на иностранцев. В это же время улицу облюбовали художники-любители и самодеятельные музыканты.
По примеру московской улицы пешеходные участки улиц в других городах страны неофициально стали называться «Арбатами».

### Арбат сегодня
К настоящему времени улица стала одним из популярных мест среди иностранных туристов.
По примеру американского Голливуда на Арбате в 1999 году была устроена российская «аллея звёзд». Попасть в российские звёзды было несложно: требовалось позвонить по указанному номеру телефона, оповестив о возникшем пожелании, и оплатить собственную «звёздность».
Впоследствии дорожное покрытие было заменено, акция с именными плитками свёрнута.

## Примечательные здания и сооружения

### По нечётной стороне

#### Альфа Арбат Центр (№ 1)
Торгово-офисный комплекс «Альфа Арбат Центр», занимающий половину квартала между Арбатом, площадью Арбатские Ворота и Большим и Малым Афанасьевскими переулками, построен в 2000—2005 годах по заказу «Альфа-Групп» по проекту архитектора М. М. Посохина. Восьмиэтажный комплекс, по словам историка архитектуры, профессора В. А. Резвина, «чудовищно выпадает из масштаба и буквально задавил скромную „Прагу“». Искусствовед и исследователь архитекторы С. В. Заграевский относит строительство центра на этом месте к числу наиболее грубых нарушений городской исторической среды. Главный архитектор Москвы А. В. Кузьмин признал строительство здания градостроительной ошибкой. По опросу ряда московских архитекторов, проведённому в начале 2010 года журналом «Forbes», торгово-офисный центр «Альфа Арбат Центр» занял второе место в списке «самых уродливых современных зданий столицы».
До возведения торгово-офисного комплекса на этом месте существовала имевшая градостроительное значение историческая застройка первой половины XIX века. Стоявшие здесь дома № 5 и № 7 по Арбату были снесены во второй половине 1990-х годов. К 2003 году были снесены и дома, стоявшие по Арбатской площади (№ 1/2, стр. 1, 1а, 3).
В доме № 5, принадлежавшем Тарарыкину, в начале XX века находилась частная лечебница врача В. И. Кедровского, который сам жил в этом здании. Здесь же работали кондитерские Бибина и Ж. Бюрбан. В начале 1900-х годов в доме жил известный адвокат П. Н. Малянтович, с 1910-х годов — основоположник русского и советского карстоведения А. А. Крубер. В 1920-х годах в доме работало издательство «Наш стяг». «Вся Москва на 1923 год» указывает, что здесь находился Арбатский еврейский молитвенный дом. В 1930-х годах в доме работал магазин треста «Москвошвей». В 1920-х, 1950—1970-х годах здесь жил краевед И. М. Картавцов.
Чуть далее по Арбату находился дом № 7, снесённый в 1970 году. В 1863 году в этом доме была открыта «Библиотека для чтения» Кашкадамовой, а с ноября 1865 года ею владела М. Н. Тургенева. Это была одна из лучших частных библиотек Москвы; в ней были книги запрещённых или не взлелеянных императором авторов: Радищева, Герцена, Чернышевского, Огарёва, Михайлова, К. Маркса, Фр. Лассаля, Ткачёва, Прыжова и др. — по этой причине в 1875 году библиотека была опечатана полицией и прекратила своё существование. В 1906 году в этом доме помещалось Бюро профессиональных союзов строителей, текстильщиков, маляров и других организованных пролетариев, закрытое 15 августа 1906 года.. В 1907 или в 1908 году в этом здании открылся кинематограф «Гран-Паризьен», который посещал Лев Толстой (Толстому в кино не понравилось). После октябрьской революции здесь открылся Московский Дом печати и при нём — кафе «Литературный особняк», где «выступлениям поэтов не было конца»; здесь в начале августа 1921 года Сергей Есенин читал свою новую поэму «Пугачёв». Тут же, тогда же, с 1920 по 1924 гг. находилась театральная студия «Мастфор» (Мастерская Н. М. Фореггера), где начинали творческий путь, ставшие потом знаменитыми, С. М. Эйзенштейн, С. И. Юткевич, С. А. Герасимов, Т. Макарова, Б. В. Барнет; там работали В. З. Масс, О. М. Брик, М. И. Блантер, Ф. Кнорре и многие другие. Театр просуществовал до 1924 года, когда специальным декретом в стране была запрещена деятельность всех пластических и ритмопластических студий.

#### Доходный дом О. С. Бургардта-Гвоздецкого (№ 9, стр. 1)
В 1879 году в одном из стоявших на этом месте зданий жила племянница Л. Н. Толстого Елизавета Валерьяновна Оболенская (23 января 1852 — 15 апреля 1935), у которой писатель останавливался.
Трёхэтажный доходный дом Осипа Станиславовича Бургардта-Гвоздецкого был возведён в 1873—1874 годах по проекту архитектора Н. И. Гущина, перестроившего и объединившего два ранее существовавших на этом месте жилых дома. В 1870-х годах в доме жил электротехник В. Н. Чиколев.
В 1897—1899 годах дом был вновь перестроен — втрое увеличен в длину. Фасад дома решён в формах эклектики и оформлен мелким лепным декором. В 1898 году по проекту архитектора И. А. Иванова-Шица в здании были созданы оригинальные витрины.
На рубеже XIX—XX веков в здании размещалась редакция журнала «Сверчок». До революции в доме работала булочная-пекарня Д. И. Филиппова и «Центральный магазин», торговавший головными уборами. На месте булочной Филиппова хлебный магазин продолжал работать и в советское время.
В 1920-х годах в здании находилось кафе «Арбатский подвал», где бывали В. В. Маяковский, С. А. Есенин и Айседора Дункан, А. Белый, А. Блок, Б. Пастернак и другие. В 1994—1998 годах дом надстроен четвёртым этажом архитектором Е. Г. Рубцовым.
В настоящее время в доме расположен Национальный культурный центр Украины в Москве, магазин «Украинская книга», работающий здесь с 1950-х годов, украинская воскресная школа имени Павла Поповича. Национальный центр Украины выпустил две книги, посвящённые его деятельности и истории улицы «Украина на Арбате, 9» и «Флаг Украины на Арбате». Здание является ценным градоформирующим объектом.

#### Доходный дом (№ 9, стр. 2)
Пятиэтажный доходный дом построен в 1909 году по проекту архитектора Н. А. Эйхенвальда.

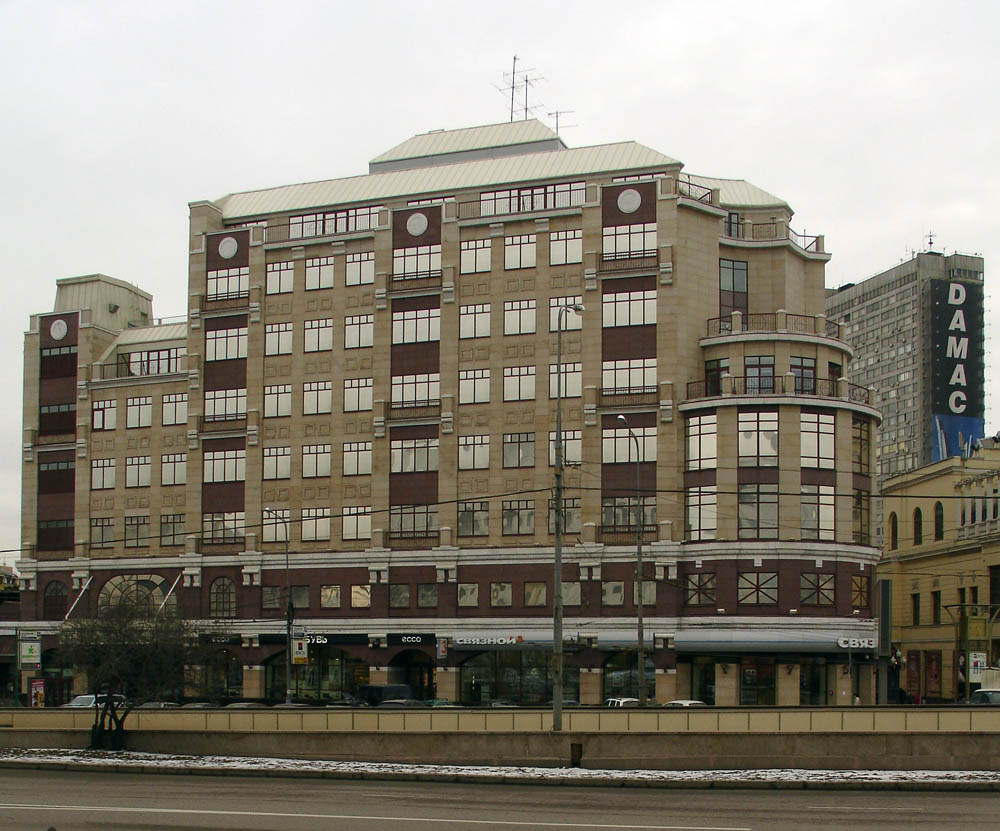
Альфа Арбат Плаза (№ 1)
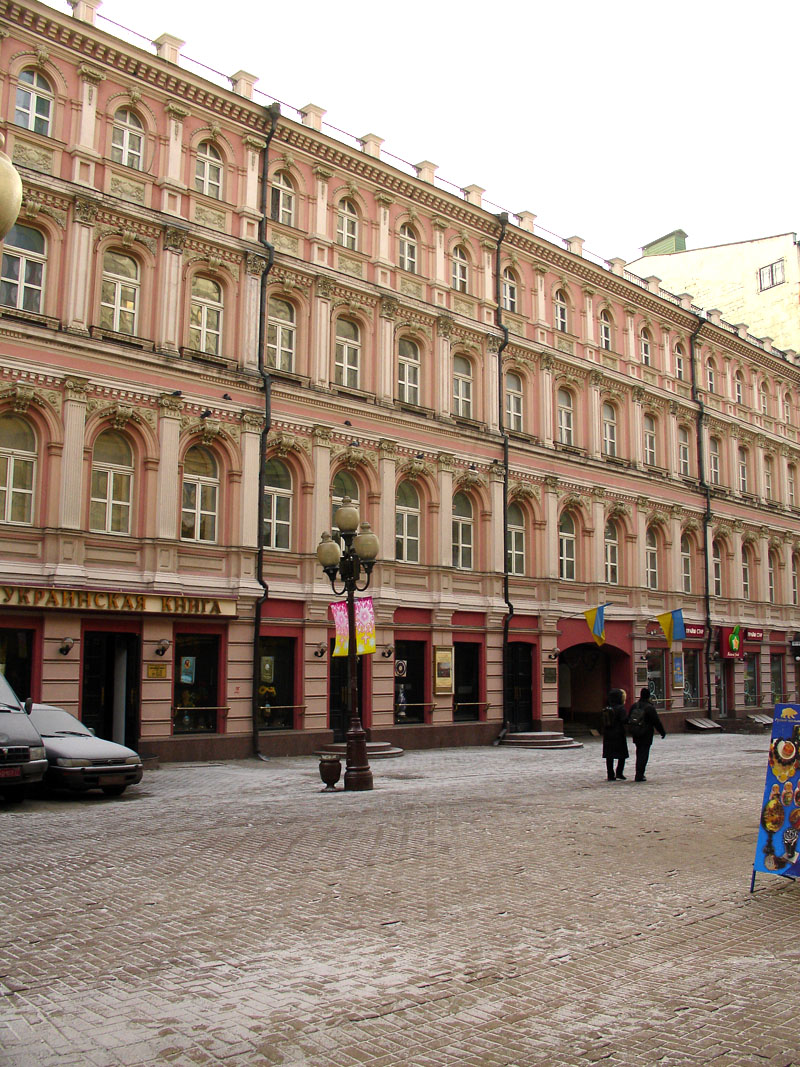
Доходный дом О. С. Бургардта-Гвоздецкого (№ 9, стр. 1)
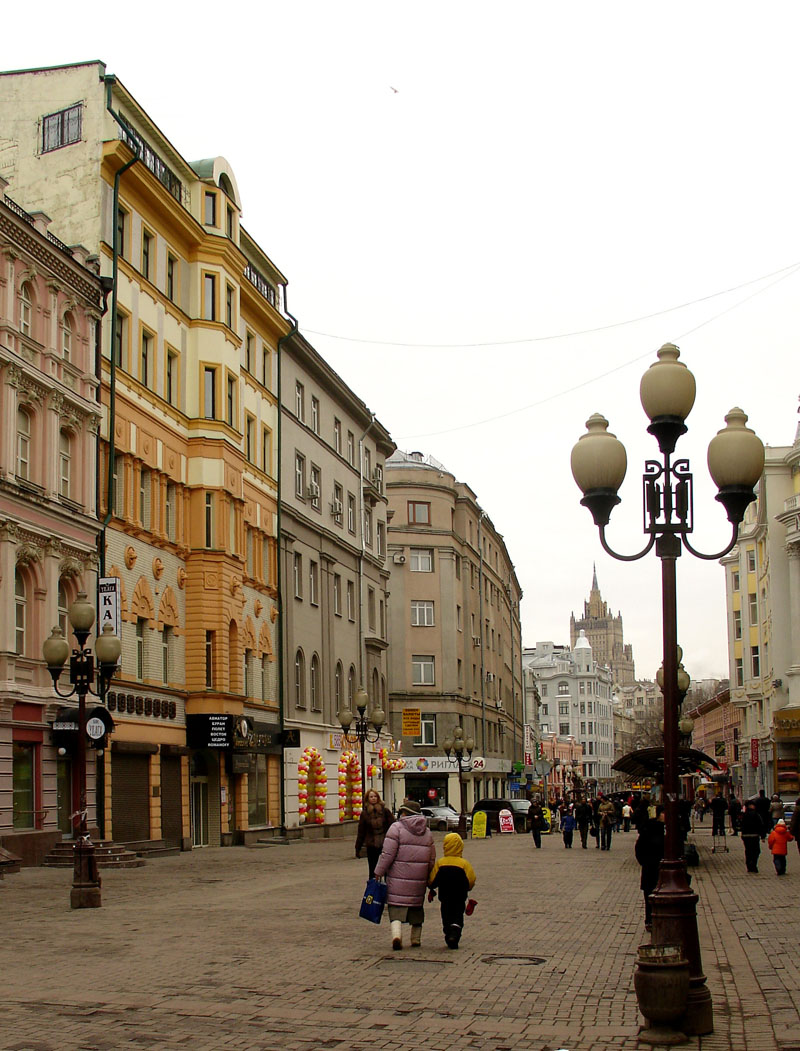
Доходный дом Акционерного общества «Московский частный ломбард» (№ 11)

#### Доходный дом Акционерного общества «Московский частный ломбард» (№ 11)
В начале XX века владение, как и соседнее № 9, принадлежало С. О. Бургард-Гвоздецкому. Существующий доходный дом построен для Акционерного общества «Московский частный ломбард» в 1911 году по проекту архитектора Н. Д. Струкова. Фасад здания оформлен масками львов, несущими черты итальянского Ренессанса. Изначально трёхэтажный дом надстроен двумя этажами в 1933 году.
Во время постройки дом «Московского частного ломбарда» был единственным конторским зданием на Арбате. В здании размещалось Арбатское отделение Московского частного ломбарда, выдававшего ссуды под залог мехов, драгоценностей и другого имущества, работала известная парикмахерская Баулина. В советское время здесь находились издательство «Первина», магазины «Ноты» и «Канцелярские принадлежности». Долгое время в доме размещается магазин «Букинист», превратившийся со временем в антикварный магазин. Работавший в этом магазине антиквар М. Климов оставил воспоминания «Записки антикварного дилера». В доме также размещается редакция издаваемой с 1957 года газеты «Московская перспектива».

#### Доходный дом (№ 13)
Четырёхэтажный доходный дом на углу с Большим Афанасьевским переулком был построен в 1885 году по проекту архитектора П. П. Зыкова-сына. Первоначально угол дома на уровне второго этажа оформлял длинный балкон. В 1932 году здание было надстроено до пяти этажей.
Дом реконструировался в 2001 году.
В доме жили: в 1905—1909 годах — художник А. В. Моравов (1878—1951); позже — оперная певица, заслуженная артистка республики Э. К. Павловская. В 1910-х годах в квартире № 1 размещалось Московское Общество фабричных врачей. Здание отнесено к категории ценных градоформирующих объектов.

#### Доходный дом С. Ю. Бобовича (№ 15/43)
В стоявшем здесь двухэтажном доме находилась маклерская контора А. Хлебникова, в которой 23 января 1831 года А. С. Пушкин оформлял документы о найме квартиры в доме Н. Н. Хитрово (Арбат, № 53). В 1906 году на втором этаже дома, принадлежавшего уже московскому купцу С. Ю. Бобовичу, московский мещанин А. Б. Гехтман открыл кинотеатр «Большой Парижский театр», ставший родоначальником первой московской сети кинотеатров. По отзыву корреспондента журнала «Сине-фоно», «перестроенный из жилого помещения театр представлял собой лестницу, на вершине которой публика галереи чуть ли не подпирала головами потолок. Духота в театре стояла нестерпимая, но публика охотно высиживала до конца сеанса и, несмотря на внешние неудобства в виде тесноты и жары, охотно посещала этот театр и отдавала ему предпочтения перед остальными театриками».
В 1910 году архитектором Ф. А. Когновицким вместо двухэтажного дома построен многоэтажный доходный дом для С. Ю. Бобовича, который владел им вплоть до 1917 года. В доме находился известный книжный магазин П. Д. Путиловой «Московский» и обувной магазин Санкт-Петербургского товарищества механического производства обуви «Скороход». Здание отнесено к категории ценных градоформирующих объектов.

#### Доходный дом (№ 17)
Владение на этом месте принадлежало А. И. Фонвизину, отцу декабриста М. А. Фонвизина и брату Д. И. Фонвизина, и их родственникам Хлоповым; потом отцу писателя В. А. Соллогуба.
В 1898 году по проекту архитектора А. О. Гунста был построен четырёхэтажный доходный дом. Гунст был разносторонне талантливым человеком — занимался архитектурой, преподаванием, увлекался музыкой и драматическим искусством. Совместно с Е. Б. Вахтанговым он основал Студию драматического искусства, которая позднее послужила основой для создания Вахтанговского театра (дом № 26). В семье потомков А. О. Гунста также существует предание, что именно ему принадлежит идея надстройки колоннадой здания ресторана «Прага» (№ 2).
Здесь жили художники К. К. Первухин и К. Ф. Юон, биолог А. Г. Банников. В 1905 году от этого дома до противоположного № 12 улица была перегорожена баррикадой. До революции в доме работал ювелирный магазин Антипенкова и магазин детских игрушек Павлова; в 1920-х годах — хлебный магазин, один из немногих магазинов, работавших до 24-х часов. В 1935 году дом был надстроен пятым этажом и подведён под единый карниз с соседним зданием. В 1947—1965 годах здесь жил писатель и переводчик Н. К. Чуковский. Здание является ценным градоформирующим объектом.

#### Жилой дом (№ 19)
Современный жилой дом построен в глубине владения в 1994 году. Первый этаж вынесен на красную линию улицы, в нём находятся различные кафе и магазины. В доме жил генерал-полковник внутренней службы, министр внутренних дел РСФСР (1989—1990) В. П. Трушин.
В стоявшем на этом месте деревянном доме купчихи первой гильдии О. Ф. Бромлей работала кондитерская поставщика двора Его Императорского Величества «А. Сиу и К», книжный магазин А. Павловой и модный магазин торгового дома «Королёв и Фокин». Здесь же в конце XIX века жил С. А. Епифанов — литератор, знакомый А. П. Чехова. В советское время в доме работал один из популярных антикварных магазинов.

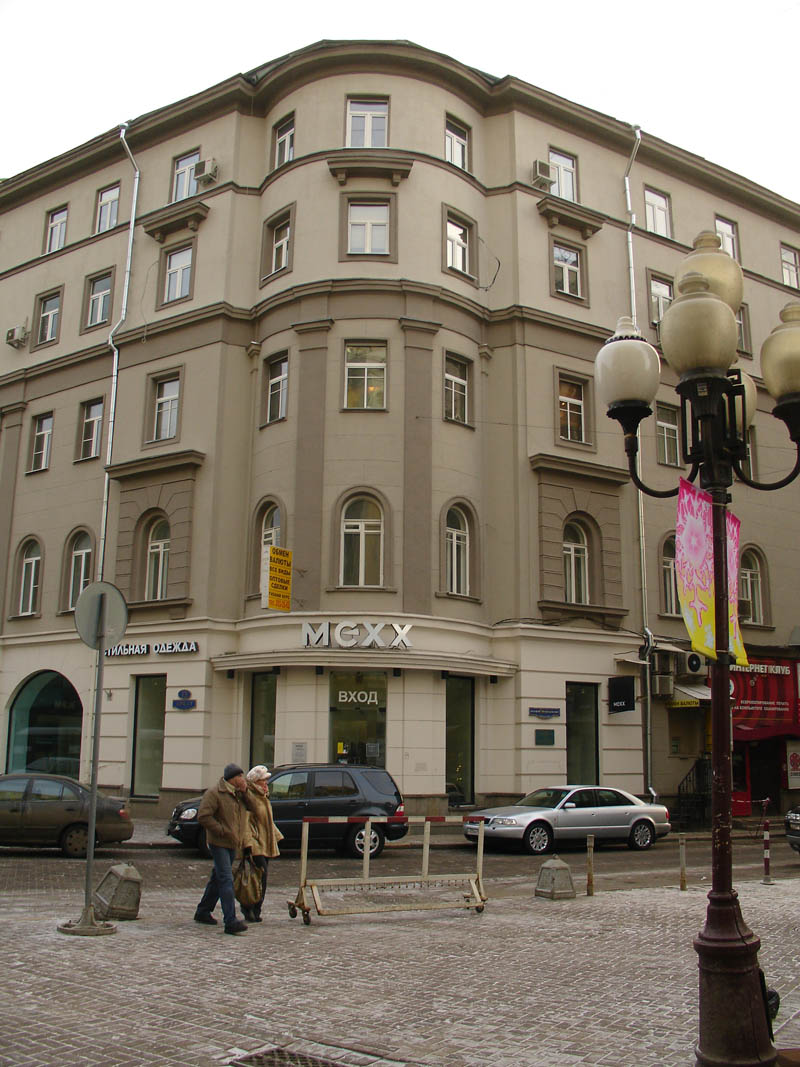
Доходный дом (№ 13)
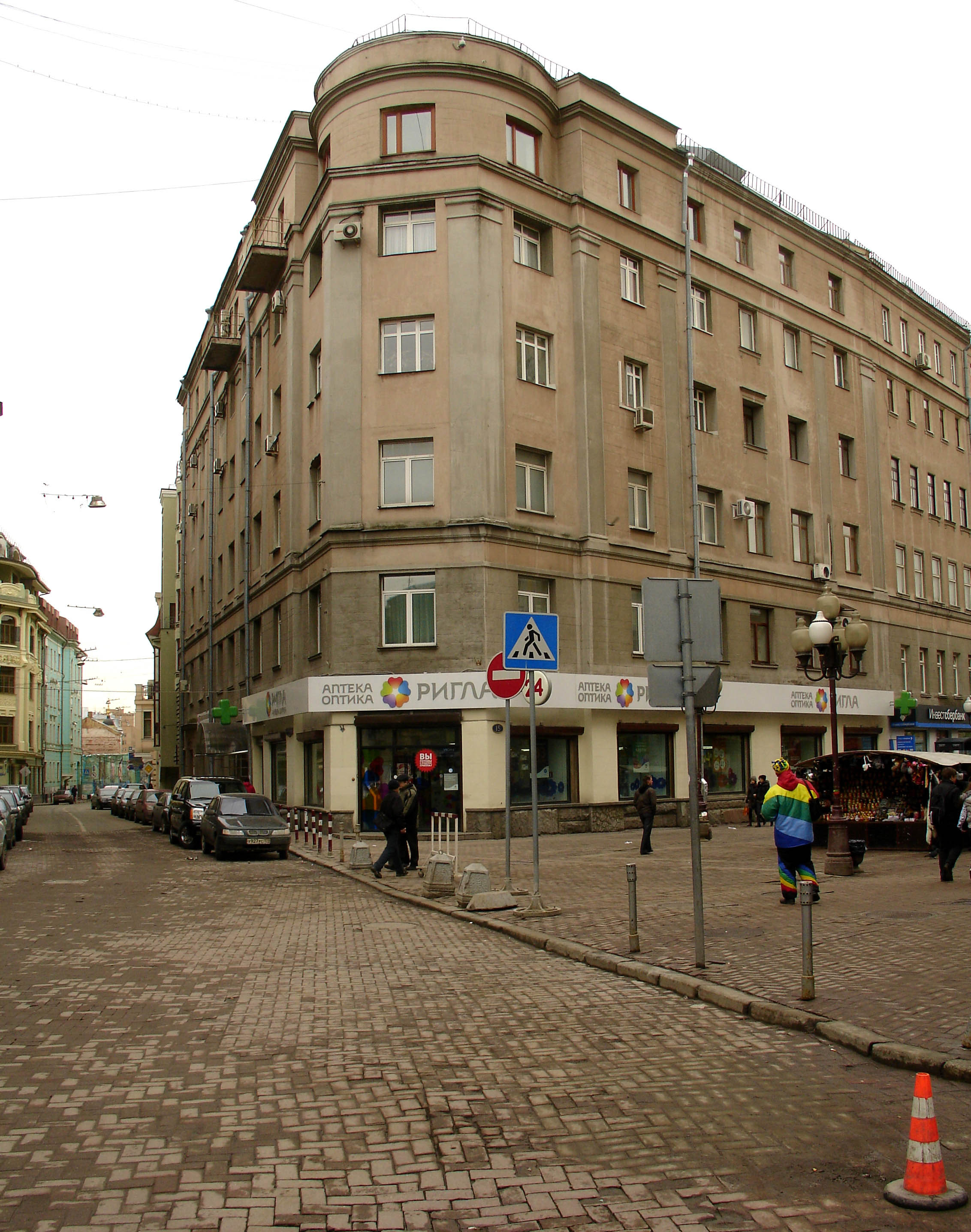
Доходный дом (№ 15/43)
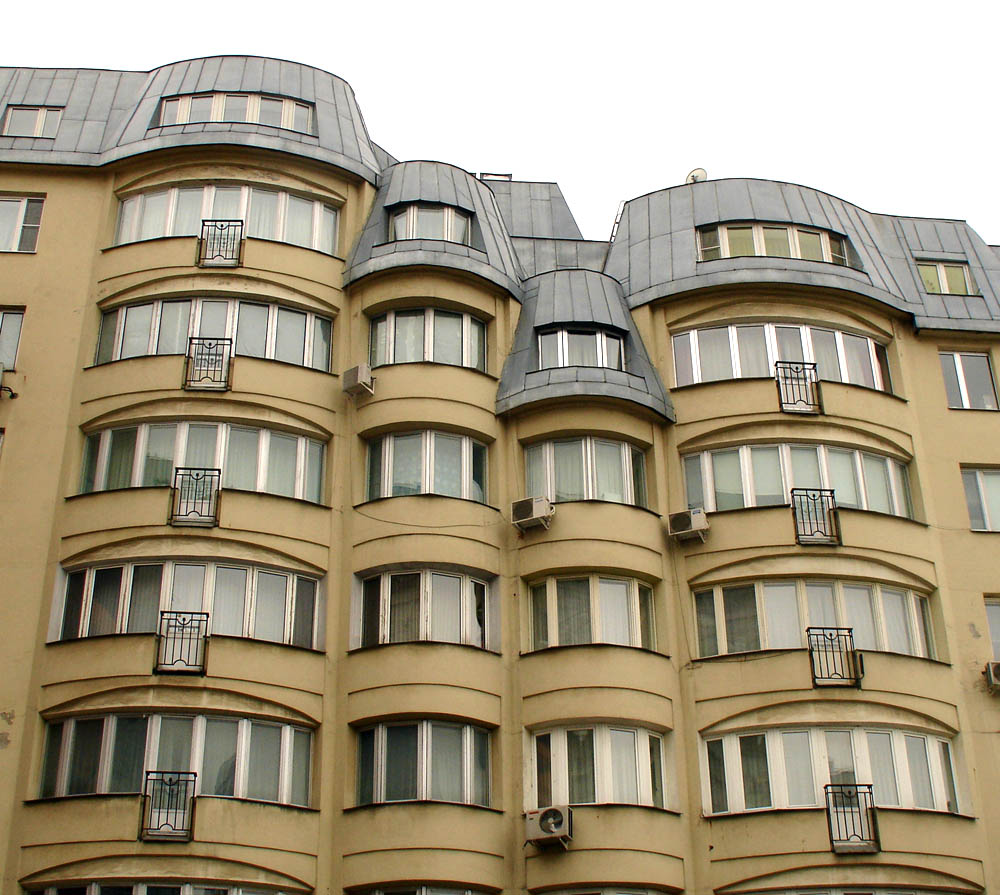
Жилой дом (№ 19)

#### Жилой дом А. А. Лазарик (№ 21, стр. 1)
Жилой дом в ампирном стиле построен в 1847—48 годах по проекту архитектора Б. С. Пиотровского, перестраивался в 1860 году. В 1890-х годах здесь жил пианист и преподаватель Московской консерватории К. А. Кипп. В начале XX века работала хирургическая лечебница Гобермана и его же антикварный магазин. В 1950—1990-х годах в здании работал магазин «Военная книга». Дом отнесён к категории выявленных объектов культурного наследия.

#### Доходный дом и гостиница Ечкина (№ 23, стр. 1, 2)
До начала XX века на этом месте находился большой деревянный особняк на каменном подвале с антресолями. В 1830-х годах здесь жил историк, археограф, автор «Словаря достопамятных людей Русской земли» Д. Н. Бантыш-Каменский. Бантыш-Каменские сдавали дом Нечаевым, один из сыновей которых — В. В. Нечаев написал в 1831—1836 годах акварель с видом улицы из окна этого дома. Считается, что эта картина, экспонируемая в мемориальном музее-квартире Пушкина (дом № 53), достаточно достоверно передаёт вид и расположение домов на улице в 1830-х годах и является единственным изображением Арбата пушкинского времени. Через некоторое время особняк был продан, а в 1841 году в том же доме поселился с семьёй философ А. С. Хомяков. В 1879—1901 годах дом принадлежал В. М. Пржевальскому — известному адвокату и общественному деятелю, редактору «Юридического вестника». У Пржевальского бывали его родные братья — путешественник Н. М. Пржевальский и математик Е. М. Пржевальский.

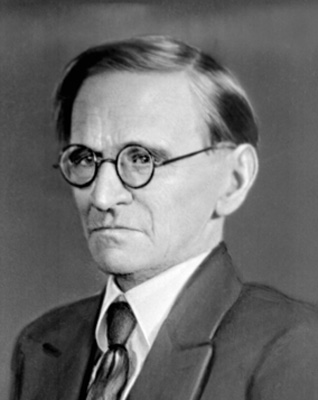
Один из владельцев дома, историк С. Б. Веселовский

В 1902—1903 годах на месте особняка по проекту архитектора Н. Г. Лазарева построен современный 4-х этажный дом для А. К. Ечкина — владельца заведения по изготовлению различных повозок, а также по сдаче в прокат экипажей, бричек и линеек. В начале XX века Ечкин стал одним из основателей Славянского благотворительного общества в Москве, секретарём которого был В. А. Гиляровский. Здание было построено на участке неправильной формы, в связи с чем брандмаурные стены доходного дома скошены. Гостиница Ечкина — одно из наиболее крупных произведений Н. Г. Лазарева. Симметричный фасад дома эффектно декорирован лепными и металлическими элементами в стилистике «декоративного» модерна, которые, по мнению искусствоведа М. В. Нащокиной, выполнены с использованием мотивов австрийского сецессиона, французского и бельгийского ар-нуво. В отличие от многих зданий, надстроенных в советское время, доходный дом Ечкина сохранил свой первоначальный силуэт. В оформлении дома использованы также характерные московскому модерну форма и рисунок переплётов окон и облицовка мелкой керамической плиткой. Композиция и пластика фасада отличают здание от других построек стиля модерн, в том числе и от другого произведения Лазарева на Арбате — гостиницы Я. М. Толстого (№ 29). Дом был оборудован электрическим лифтом, внутридомовым телефоном, на каждом этаже были предусмотрены диваны для отдыха, а в парадном вестибюле дежурил швейцар. На первом этаже здания были предусмотрены помещения для шести магазинов — по три справа и слева от парадного входа. Вход в каждый магазин был оборудован с тротуара, рядом с витриной. За каждым магазином в дворовой части были оборудованы небольшие квартиры для владельцев торговых точек. На верхних этажах размещались квартиры, которые сдавались жильцам по высоким ценам.
До революции в доме работали писчебумажный магазин Русановича, «Шляпы, шапки, муфты и боа» Келейникова, магазин металлических изделий чешской фирмы «Брабец», фруктовый магазин Карпова, «Аптекарский магазин» Гельцер и оружейный Будникова-Салищева.

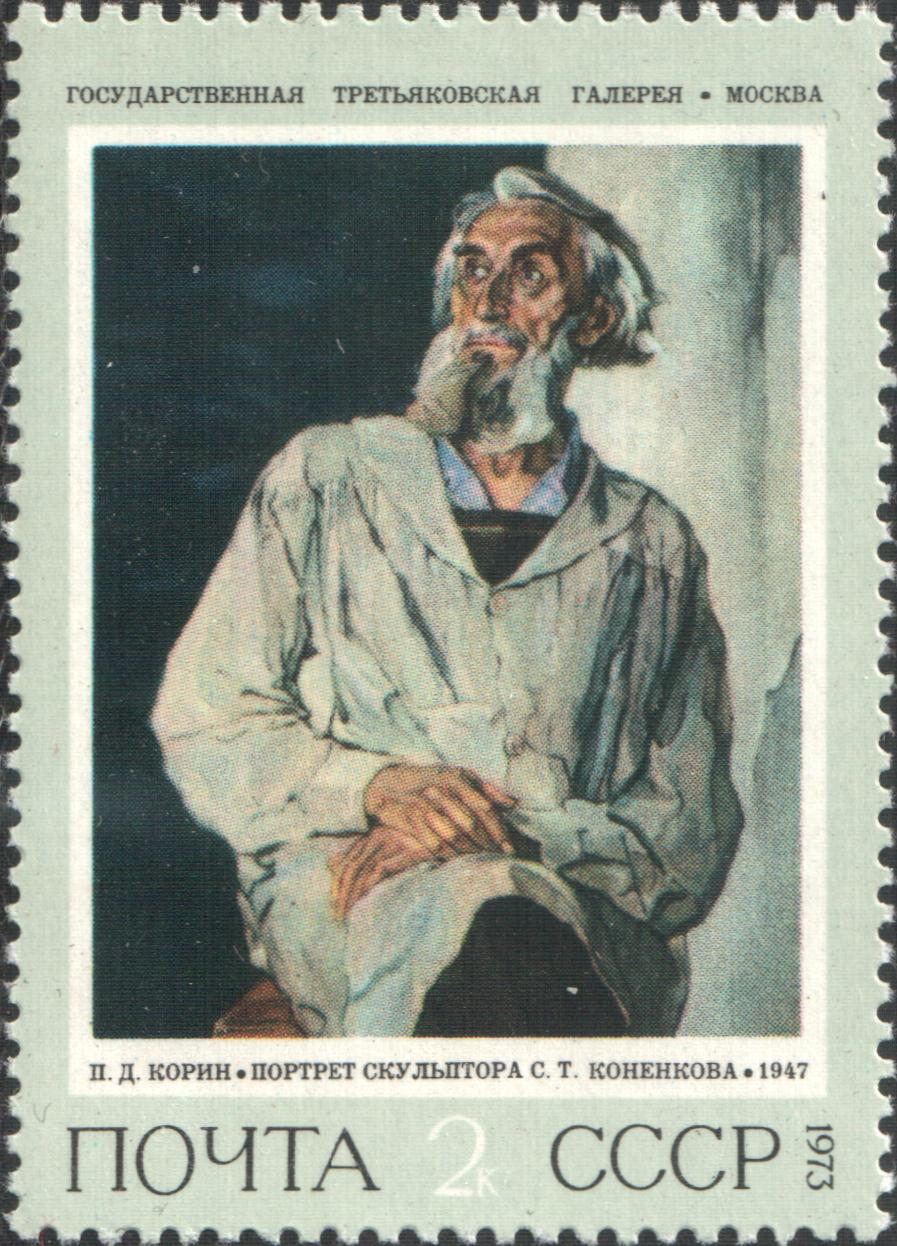
Портрет С. Конёнкова авторства П. Корина на почтовой марке СССР

В 1910 году Ечкин продал дом историку С. Б. Веселовскому, который оформил владение на имя своей жены, получившей наследство от отца, акционера «Общества ситценабивной фабрики Гюнтер». Семья Веселовского поселилась в просторной квартире на 4 этаже здания. Летом 1914 года на месте дворового деревянного флигеля, в котором размещался гараж автомобилей марки «Шарон», архитектором Л. В. Стеженским был построен новый кирпичный пятиэтажный дом (№ 23, строение 2). После постройки нового корпуса, семья Веселовских переселилась в него, заняв весь пятый и половину четвёртого этажей. В 1916 году С. Б. Веселовский продал всё домовладение с двумя зданиями Зельдовичу. После революции семью Веселовских уплотнили.
В начале XX века в мансарде дома находилась мастерская скульптора С. Т. Конёнкова. Во время революционных событий 1905 года возле дома появилась баррикада, в строительстве которой участвовал сам скульптор, а в его мастерской революционеры хранили гранаты и оружие. В это время Конёнков познакомился с революционеркой Коняевой, ставшей позднее его женой. С 1920 года до февраля 1934 года в этой же мансарде жили и работали художник П. Д. Корин и его брат, реставратор и живописец Александр, которых здесь посещал А. М. Горький. Здесь же с 1920 года жил и работал их дядя, художник и график А. М. Корин. По воспоминаниям писателя С. М. Голицина, Корины в то время жили «в страшной бедности, не заботясь о заработке».
Строение № 1 является объектом культурного наследия регионального значения, строение № 2 — ценным градоформирующим объектом.

#### ДомОбщества русских врачей(№ 25)
В начале XIX века владение принадлежало Н. Я. Тинькову, родственнику А. С. Грибоедова. В 1826 году здесь жил Денис Давыдов и принимал тут А. С. Пушкина. В 1869 году владение перешло к А. А. Пороховщикову, который выстроил здесь два дома: угловой дом был построен в 1869—1870 годах по проекту архитектора Р. А. Гёдике. Отдельные украшающие фасад декоративные детали относятся к готицизму середины XIX века. Здание сдавалось им в аренду. С 1870 до 1918 года здесь размещалось московское Общество русских врачей. В 1900—1917 годах на втором этаже располагались «Классы рисования и живописи» Константина Юона и Ивана Дудина. Через классы Юона прошли Р. Фальк, В. Фаворский, А. Куприн, Д. Бурлюк, С. Городецкий, В. Мухина, братья Веснины и другие. Сам К. Ф. Юон также жил в этом доме в небольшой квартире при студии. В декабре 1905 года студенты строили баррикады на Арбате, что стоило Юону немало хлопот и едва не привело к закрытию студии. В 1908—1935 годах в квартире № 8 жил и работал учёный-математик Н. Н. Лузин, основатель московской математической научной школы, академик. В начале XX века в здании размещался Народный университет Московского общества народных университетов, проводивший общедоступные лекции в различных аудиториях Москвы и Подмосковья. Председателем Университета был профессор медицины В. Д. Шервинский, а его заместителем правовед Б. И. Сыромятников. Дом Общества русских врачей — выявленный объект культурного наследия.

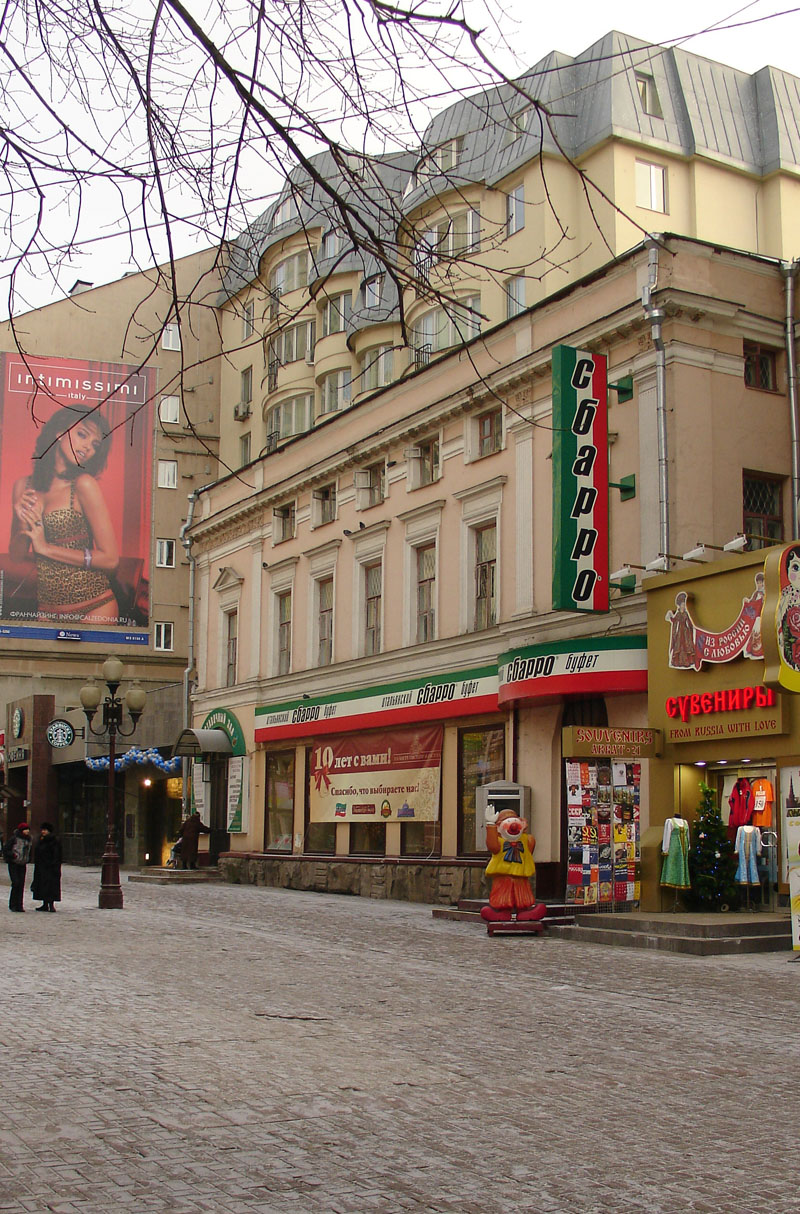
Жилой дом А. А. Лазарика (№ 21, стр. 1)
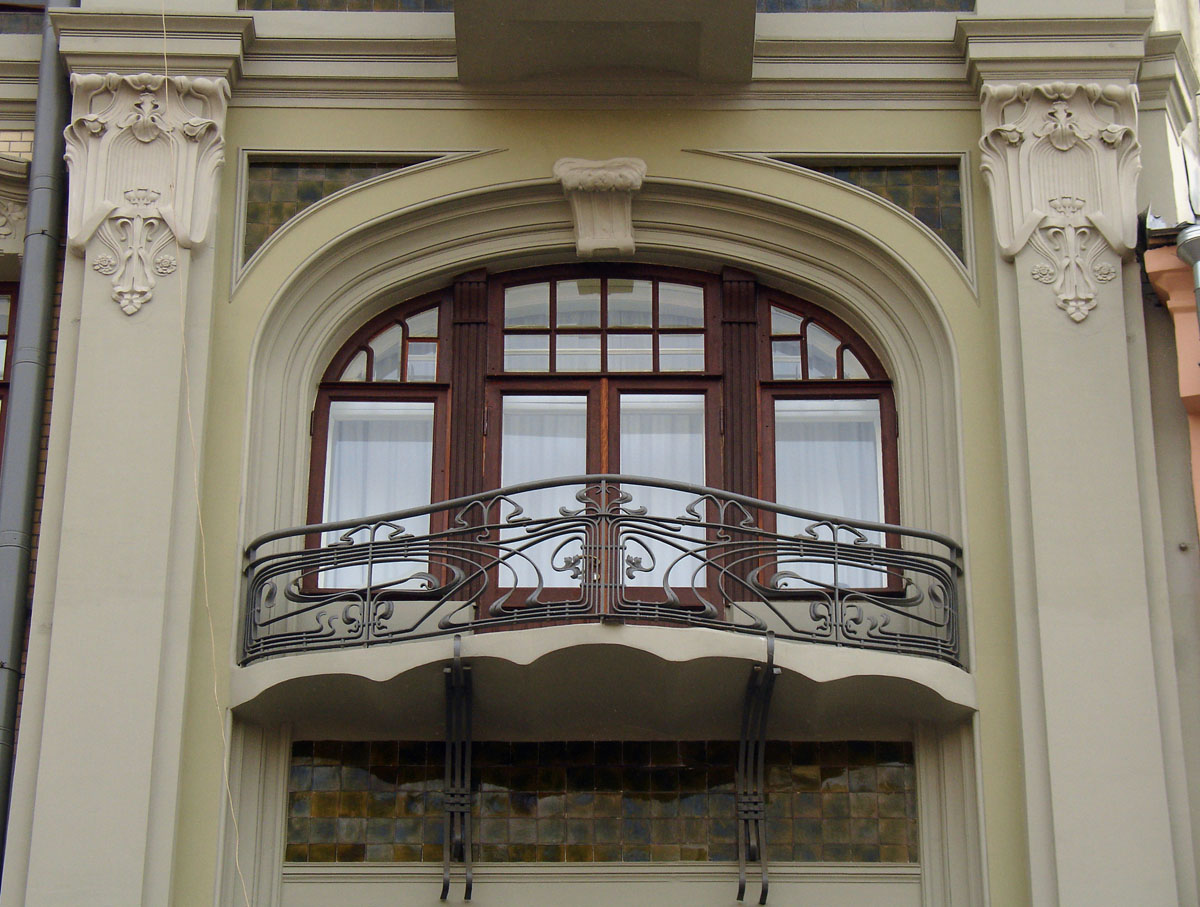
Доходный дом Ечкина, деталь фасада (№ 23, стр. 1)
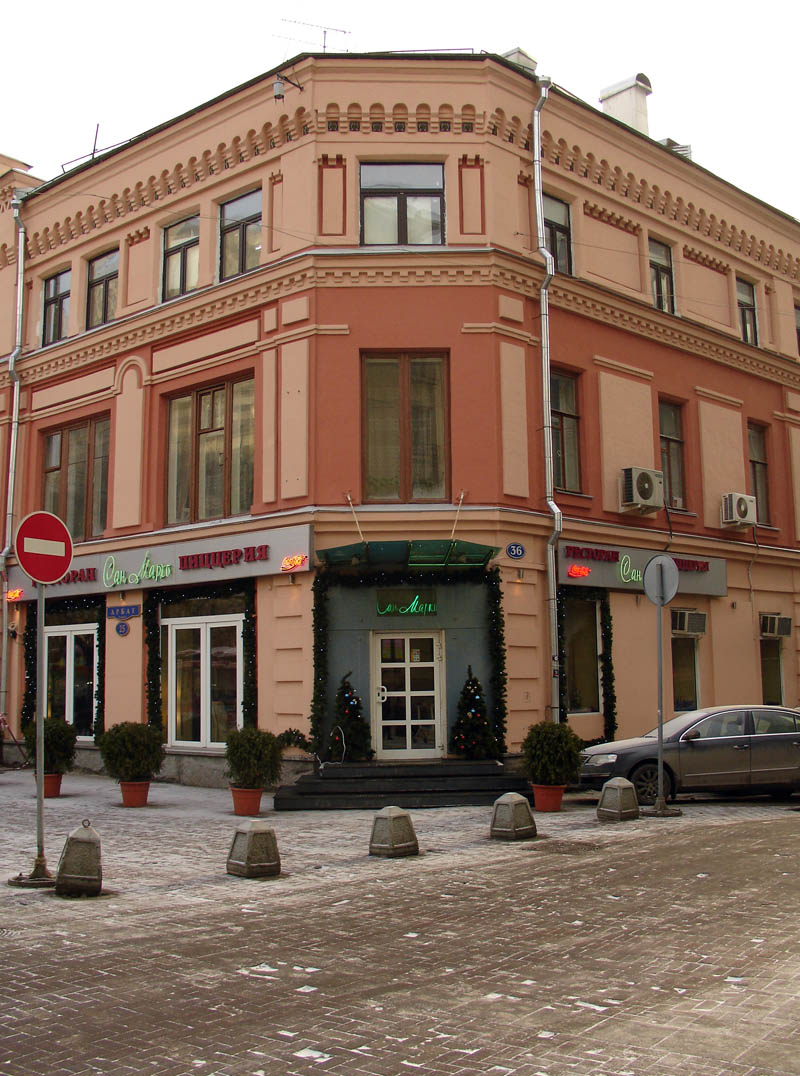
Дом Общества русских врачей (№ 25)

#### Доходный дом с магазинами С. Е. Трындина и А. Щепотьевой (№ 27)
Построен в 1910—1912 годах по проекту архитектора С. Ф. Кулагина. В отделке фасада здания использованы неоклассические декоративные детали. Однако акцентирующая угол доходного дома лёгкая башенка, арочные формы окон и дверных проёмов и общее объёмно-пространственное решение роднит здание с постройками периода модерна. В середине 2000-х башенка была обстроена мансардным этажом, что существенно исказило её пропорции.
Здесь жил известный хирург-уролог, основатель собственной клиники, ставшей впоследствии роддомом им. Грауэрмана, профессор П. Д. Соловов. Доходный дом С. Е. Трындина и А. Щепотьевой является заявленным объектом культурного наследия.

#### Доходный дом и гостиница Я. М. Толстого (№ 29)

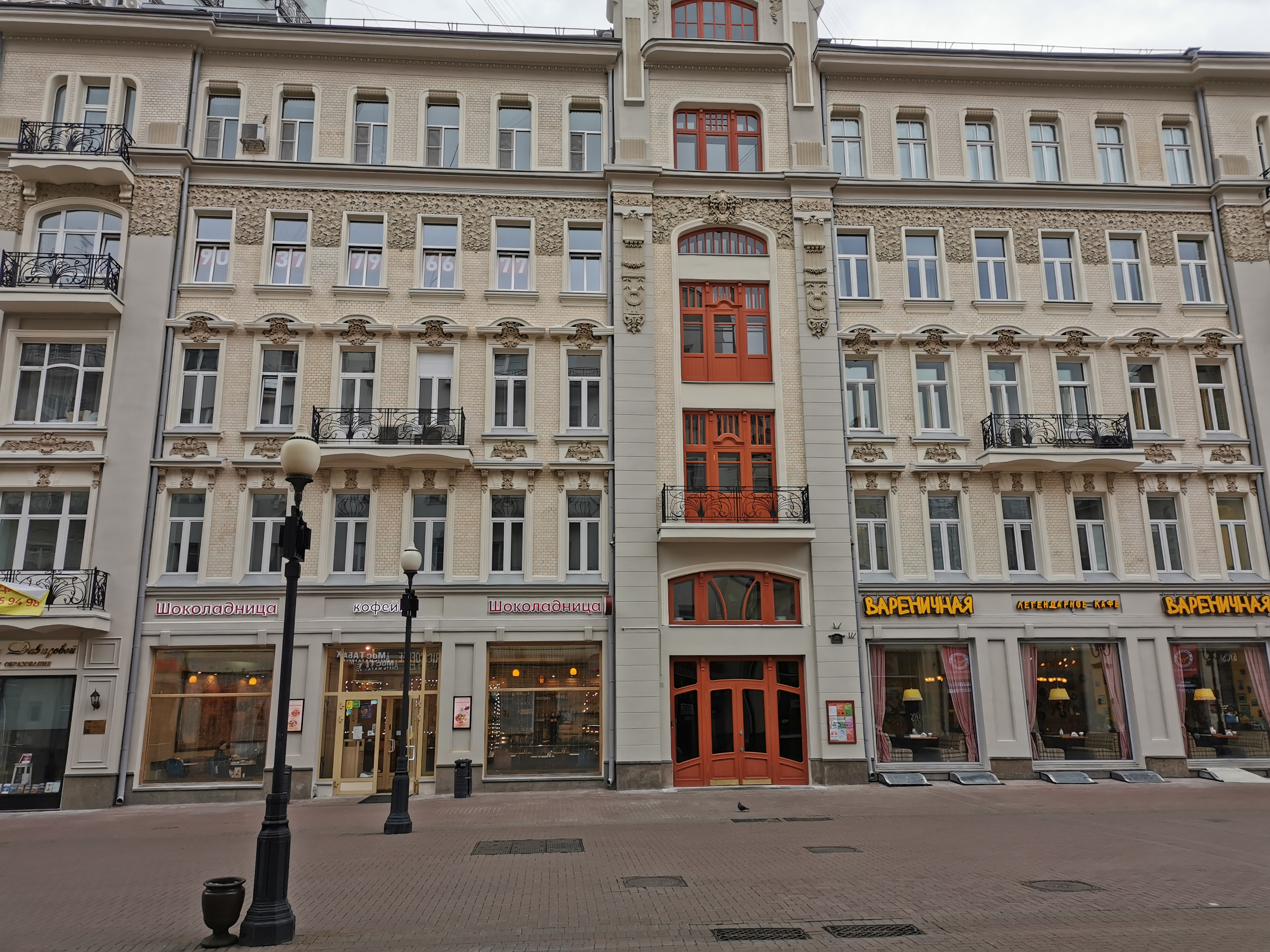
Доходный дом и гостиница Я. М. Толстого, улица Арбат 29 после реконструкции 2022 г.

Доходный дом и гостиница Я. М. Толстого построен по проекту архитектора Н. Г. Лазарева в 1904—1906 годах. Здание стилистически близко к гостинице Ечкина (№ 23), построенную тем же зодчим. Центральный аттик здания решён в формах модерна. В доме сохранились уникальные решётки балконов, выполненные в виде сплетающихся ветвей. Их рисунок схож с рисунком решёток первых станций парижского метрополитена.
Здесь жил выдающийся оперный певец Большого театра и режиссёр В. А. Лосский. В здании частично сохранилась первоначальная отделка интерьеров. Доходный дом отнесён к категории выявленных объектов культурного наследия.

#### Доходный дом (№ 31)
В 1839 году, вернувшись из ссылки, в доме, стены которого вошли в левую часть существующего здания, поселился Н. П. Огарев. У Огарёва собиралась московская вольнолюбивая интеллигенция. Один из участников этих встреч А. И. Герцен писал об этом доме:
Дом его снова сделался средоточием, в котором встречались старые и новые друзья…Огарёв был одарён особой магнитностью…
В 1846 году здесь жил декабрист А. А. Тучков; в 1890-х гг. — инженер-механик, профессор Московского Технического Училища (c 1905 г. — директор МВТУ), автор курса «Технология металлов», председатель Политехнического общества А. П. Гавриленко (1861—1914); в 1920—1930-х гг. — скрипач, профессор Московской консерватории А. И. Ямпольский. В 1910-х годах в доме работали шляпный магазин Калашниковой, резиновых изделий Трандафилова, игрушек Щукиной и магазин табака «Прогресс». В начале 1970-х годов в доме размещался магазин «Букинистическая книга».
Дом перестраивался в 1887 году по проекту архитектора М. Г. Пиотровича. Затем стал жилым с коммунальными квартирами. Проектирование и изготовление входных дверей в здание осуществляли студенты Строгановского училища. Здание является объектом культурного наследия регионального значения.

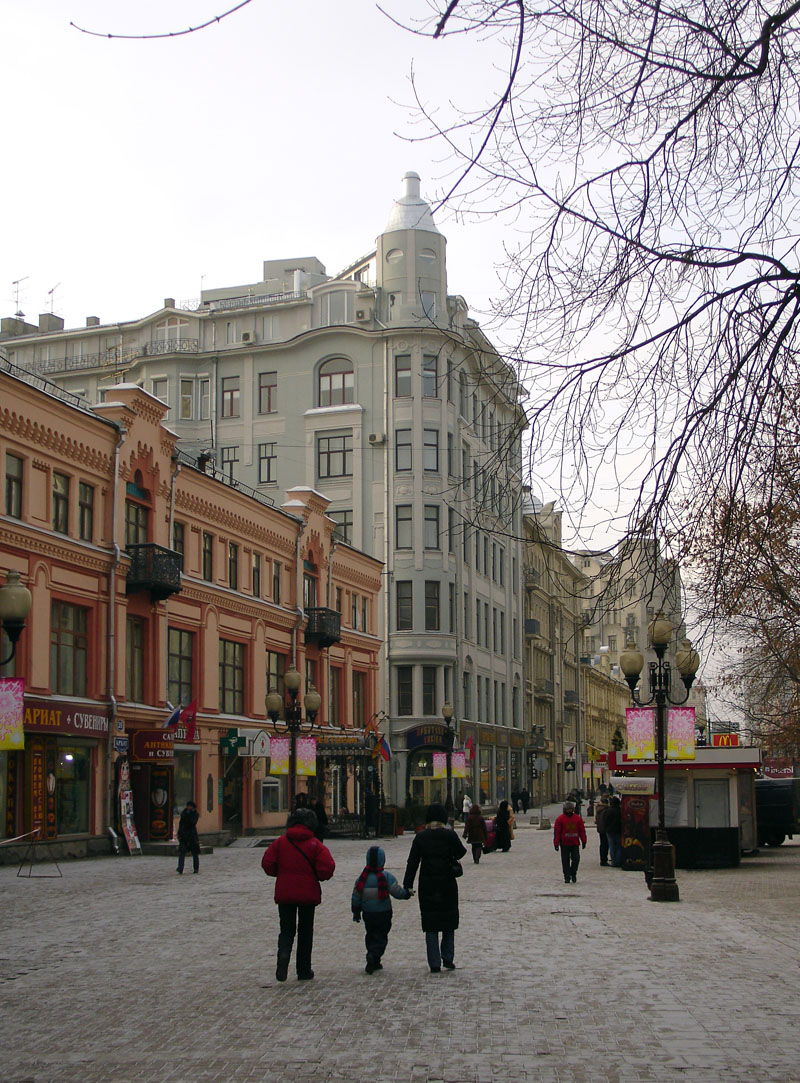
Доходный дом с магазинами С. Е. Трындина и А. Щепотьевой (№ 27)
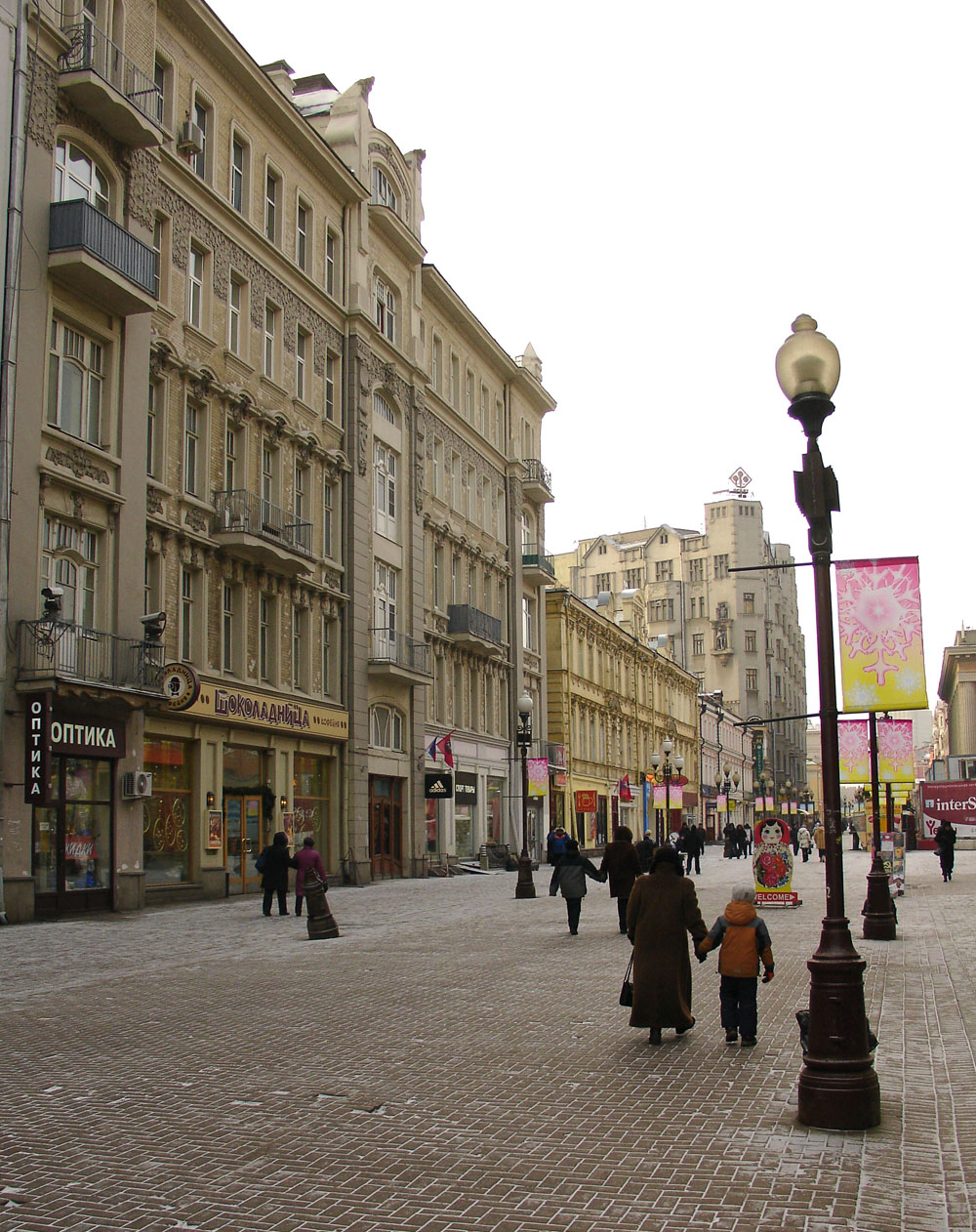
Доходный дом и гостиница Я. М. Толстого (№ 29)
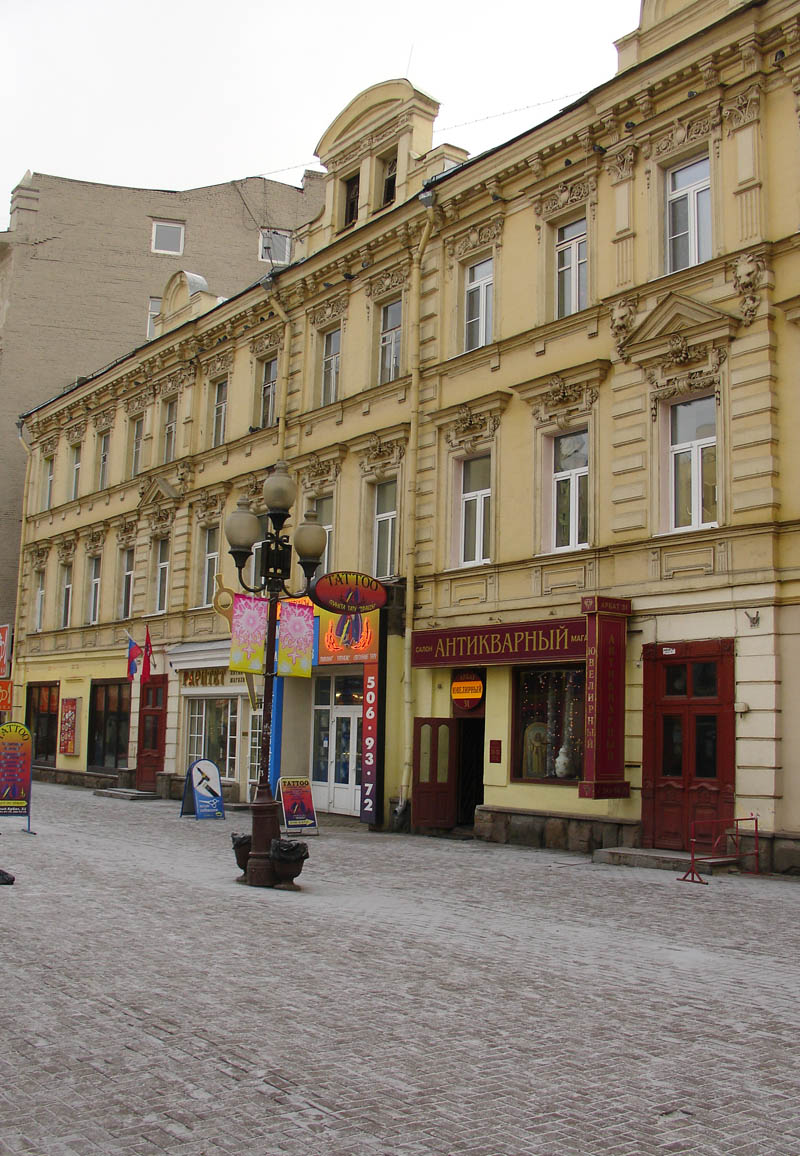
Доходный дом (№ 31)

#### Жилые дома М. О. Лопыревского (№ 33/12, стр. 1, 2)

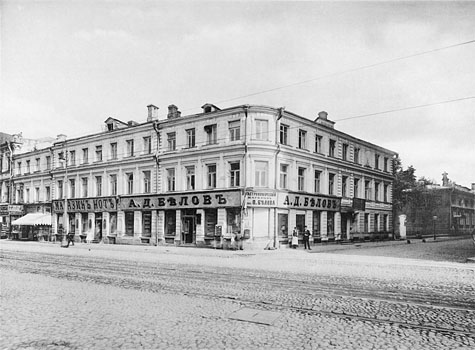
Жилой дом Лопыревского в 1910-х годах

Трёхэтажный доходный дом (строение 1) построен в 1869—1873 годах по проекту владельца участка архитектора М. О. Лопыревского (при участии И. Я. Быковцева) на месте одноэтажного деревянного и двух двухэтажных каменных домов. Первый этаж доходного дома предназначался под торговлю, верхние этажи были жилыми. В конце XIX века Городская управа выкупила дом у Лопыревского и устроила в нём один из первых в Москве бесплатных родильных приютов и школьную амбулаторию. В доме также работали магазины электротехнических и кожаных изделий, картинный магазин, магазин колониальных товаров, нотный магазин Погожева. Угол здания с Калошиным переулком занимал известный гастрономический магазин А. Д. Белова, упомянутый И. А. Буниным в рассказе «Муза». Товары магазина Белова были одним из символов качества и благополучия его покупателей.
В первые годы советской власти в доме продолжал размещаться родильный дом, а также горздравотдел, райздравотдел, Общество русских врачей, магазины и редакции различных газет и изданий. В эти же годы в доме жил писатель Александр Неверов. В 1941—1988 годах в квартире № 20 жил и работал философ А. Ф. Лосев. В советское время в ходе строительства по соседству школьного здания был нанесён вред некоторым конструкциям дома, а служебные надворные постройки были снесены. В 1996—1998 годах была произведена полная реконструкция здания с заменой перекрытий, перепланировкой помещений и надстройкой мансарды.
С 2004 года в доме № 33 размещается Библиотека истории русской философии и культуры «Дом А. Ф. Лосева». В ней хранится 11-тысячное мемориальное собрание книг А. Ф. Лосева, переданное в дар вдовой Лосева А. А. Тахо-Годи, ведётся культурно-просветительская работа. В 2006 году во дворе дома был открыт памятник А. Ф. Лосеву. В том же году был реставрирован фасад здания и благоустроен внутренний двор и сквер. В доме собирается Клуб любителей истории Арбата, одним из участников которого долгое время являлся историк С. О. Шмидт.
Жилой дом (строение 2, во дворе) построен в 1852 году также по проекту М. О. Лопыревского. Оба здания являются объектами культурного наследия регионального значения.

#### Доходный дом А. Т. Филатовой — Я. М. Филатова («Дом с рыцарями») (№ 35/5)
Доходный дом А. Т. Филатовой — Я. М. Филатова построен по проекту архитектора В. Е. Дубовского при участии Н. А. Архипова в 1913—1914 годах. Здание, фасад которого решён в неоготических формах, является самым крупным сооружением улицы — своеобразной кульминацией Арбата. По мнению ряда искусствоведов, Доходный дом А. Т. Филатовой — одна из лучших работ В. Е. Дубовского.
Дом изначально предназначался для самых состоятельных жильцов. Для начала XX века дом выглядел небоскрёбом. Внутри были просторные помещения с витражами, мраморные лестницы с дубовыми и художественного литья перилами, огромные зеркала. Квартиры были большие, по 5-6 комнат, с непременными помещениями для прислуги при кухне. В советское время национализированные шикарные квартиры были превращены в коммуналки, но мраморные лестницы и дубовые перила остались. Некоторые квартиры не уплотнялись, а целиком доставались «высоким» квартирантам. Здесь жили Н. И. Подвойский (предс. Петроградского ВРК), в кв. 71 — командующий войсками Московского округа И. П. Белов, советский военачальник, командир дивизии, возглавлявший борьбу с мятежниками в июле 1920 г. в г. Верном (Алма-Ата) — этому событию посвящена книга его друга Д. А. Фурманова «Мятеж»; председатель «Союзпромэкспорта» Д. М. Колмановский с красавицей-женой, актрисой театра Вахтангова Валентиной Вагриной, его расстреляли в 1937 году, а жену сослали. Она вернулась в 1946 году, но в свою квартиру уже не попала, лишённая жилья и необходимой для проживания прописки. В 50-е годы во время хрущёвской «оттепели» её реабилитировали (мужа реабилитировали посмертно лишь в 1989), но артистическая карьера уже не сложилась, годы ушли на пребывание в иных местах. В этом же доме рос племянник её мужа композитор Э. С. Колмановский. Частым гостем в доме был В. Т. Шаламов, навещавший известного специалиста по французскому языку профессора В. Н. Клюеву. По мнению Е. Аграновича, печальный рыцарь на фасаде дома явился прототипом Коровьева-Фагота в романе Булгакова. В 1975 дом был расселён и передан Министерству культуры СССР, которое размещалось здесь вплоть до начала 1990-х годов. В результате капитальной реконструкции 1970-х годов была утеряна большая часть внутреннего убранства здания. В 1990 Н. В. Губенко, занимавший на тот момент пост министра культуры, приютил здесь ЦДА (дом Актёра). Позднее здание было передано ЦДА указом президента Б. Н. Ельцина (а также решением А. Б. Чубайса) в аренду на 45 лет. Сейчас значительная часть дома сдаётся ЦДА под многочисленные офисы. Здание является заявленным объектом культурного наследия.

#### Главный дом городской усадьбы графа В. А. Бобринского (Дом Военно-окружного суда[131]) (№ 37)
Главный дом городской усадьбы графа В. А. Бобринского построен на красной линии улицы в конце XVIII века. После пожара 1812 года был восстановлен и отделан в ампирном стиле. Существующая обработка фасадов сохранилась с 1834 года. Здесь в 1799 году родился будущий госдеятель Д. Н. Свербеев — автор «Записок» о событиях в общественно-политической жизни первой половины XIX в. в России, опубликованных лишь через много лет после его смерти. В 1806 году усадьба принадлежала А. А. Всеволжскому. Во второй половине 1820-х и начале 1830-х годов дом принадлежал графу В. А. Бобринскому, внуку императрицы Екатерины II и графа Григория Орлова, состоявшему под секретным надзором полиции за связь с декабристами. В доме также жили: с апреля 1834 г. и по 1835 артистка Ек. С. Семёнова, с 1836 г. — К. А. Нарышкин, дядя писателя В. А. Соллогуба. В конце 1840-х гг. владение поступило в Военное ведомство, здесь разместилась Провиантская комиссия, затем многочисленные судебные учреждения. При советской власти дом был национализирован, но оставался при военной части: долгое время помещение было определено для Военного суда Московского округа. По решению Моссовета от 30 июня 1983 г. в этом доме планировалось организовать Музей декабристов, однако грянувшая Перестройка изменила планы: теперь планируется создание Литературного музея. Несмотря на многочисленные перестройки, в интерьерах главного дома сохранились элементы отделки начала XIX века. Стена дома, выходящая в Кривоарбатский переулок, в просторечии называется «стеной Цоя»: здесь собираются поклонники погибшего Виктора Цоя — звезды отечественной рок-музыки. На стене (и даже на стенах домов противоположной стороны переулка) находятся посвящённые Цою надписи и изображения Цоя.

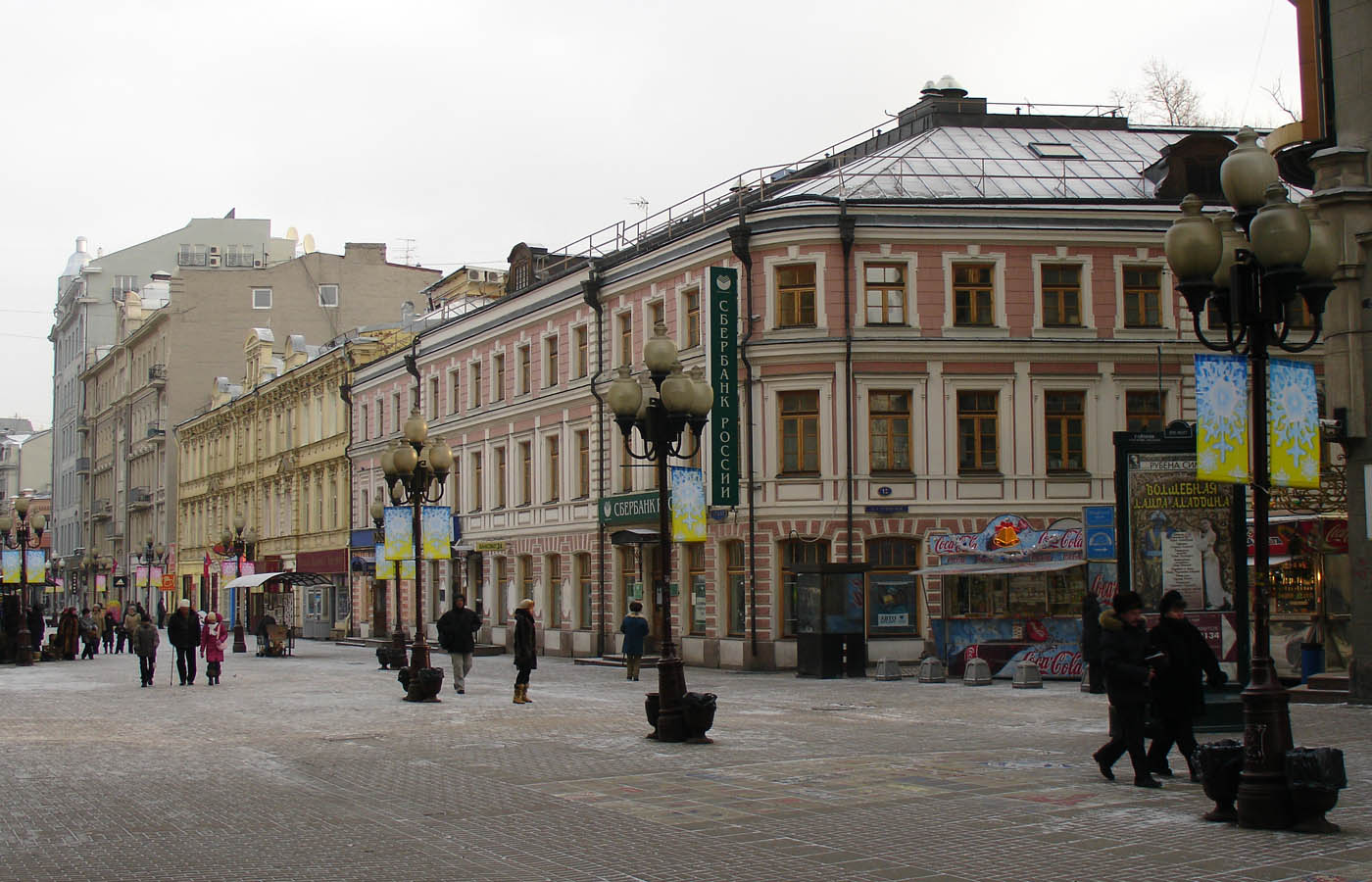
Жилой дом М. О. Лопыревского (№ 33/12, стр. 1)
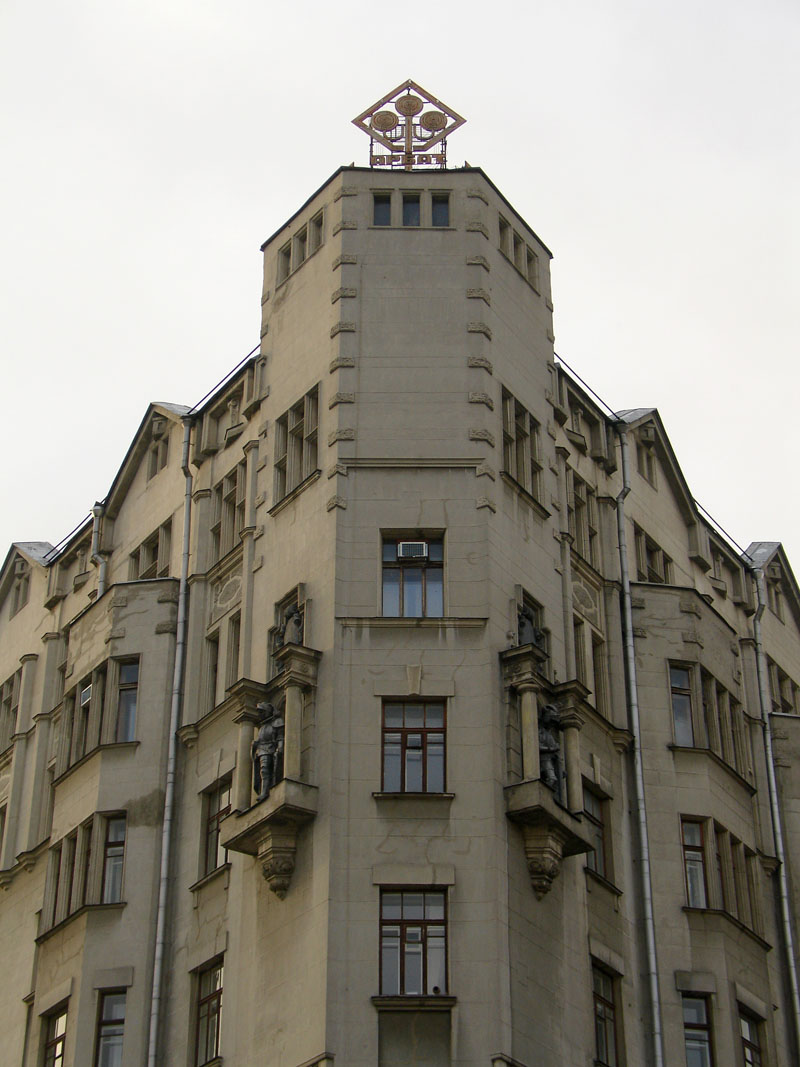
Доходный дом А. Т. Филатовой — Я. М. Филатова («Дом с рыцарями») (№ 35/5)
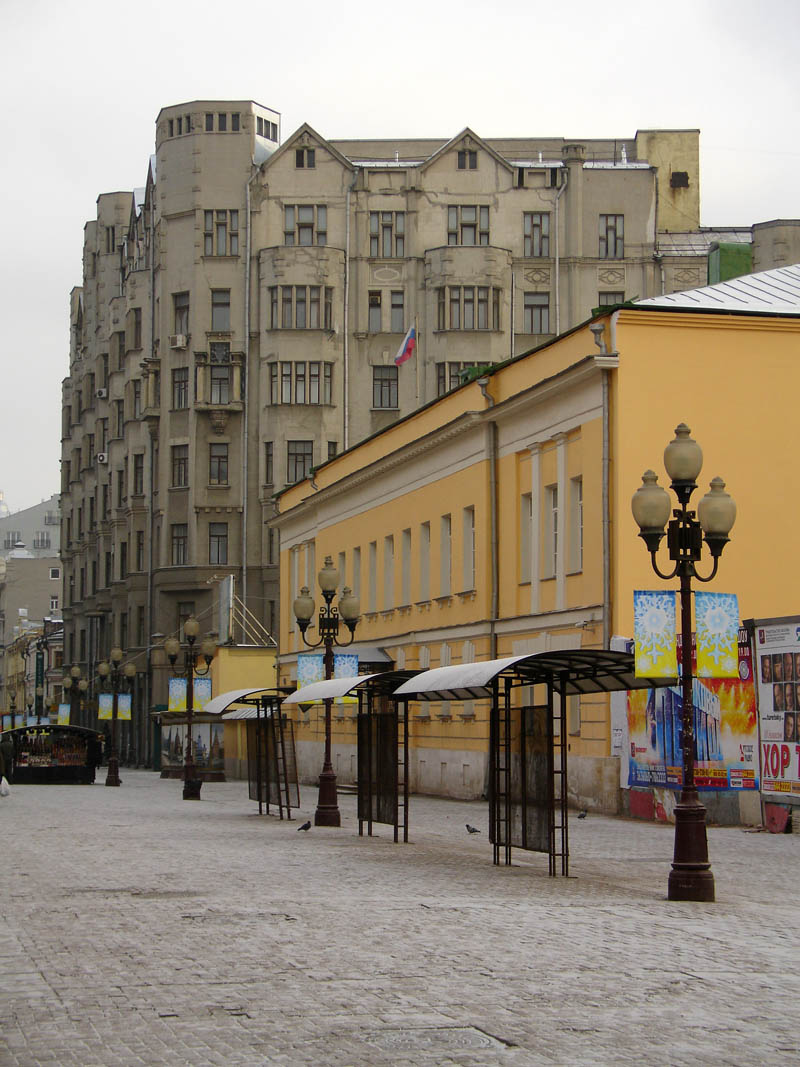
Главный дом городской усадьбы графа В. А. Бобринского  (Дом Военно-окружного суда) (№ 37)

#### Владение № 39, стр. 1
Новострой конца 2000-х на месте городской усадьбы XVIII—XIX вв. На этом месте находилось двухэтажное здание 1819 года постройки, которое принадлежало князьям Меньшиковым и Тоон и долгое время являлось жилым. Позднее здание неоднократно перестраивалось Здесь располагалась Женская гимназия А. С. Алфёровой, электротеатр Д. Е. Шлезингера; в 1910-х годах в доме работал магазин дамских шляп М. И. Маровец и магазин игрушек Н. А. Котиковой. .
Фасад здания был изменён в пандан к соседнему дому № 37 в 1913 году, когда его приспосабливали для размещения кинотеатра. Кинотеатр находился в здании вплоть до 1967 года и именовался сначала «Ампир», затем «Карнавал», а с 1936 года — детский кинотеатр «Юный зритель». Стены фойе «Юного зрителя» были расписаны художником Иваном Билибиным на темы русских сказок. При кинотеатре работал буфет и читальня.
Дом был снесён в 2006 году несмотря на присвоенный статус ценного градоформирующего объекта.

#### Усадьба Мельгунова (№ 41 — снесена)
До 2013 года на этом месте находилась городская усадьба Мельгунова. Главный дом был построен в 1788 году, перестроено в 1838 и 1864 годах. В результате последней перестройки в единый объём были объединены два смежных здания. 7 августа 2012 года ЗАО «Строймонтажцентр-2000» начало снос здания.

#### Жилой дом (№ 43)
Шестиэтажное здание возведено в 1934—1936 годах по проекту архитектора В. И. Чагина, путём перестройки ранее существовавших строений.
Перед октябрьской революцией дом принадлежал купцу А. Р. Рафильзону. Здесь размещались магазин шляп «Надин» и писчебумажный магазин И. А. Потуловой «Надежда», работавший здесь с 1886 года и упомянутый поэтом А. Белым в одном из своих стихотворений, посвящённых Арбату. В советское время в бывших помещениях «Надежды» размещался магазин «Свет». В начале XX века в доме работала «неаполитанская» кондитерская. В коммунальной квартире на 4-м этаже, провёл своё детство будущий поэт, «певец Арбата», Булат Окуджава. Здание является выявленным объектом культурного наследия. Дом пострадал при сносе соседнего здания (№ 41) летом 2012 года.

#### Жилой дом (№ 45/24)
До 1932 года на этом месте стояла церковь «Николы, что в Плотниках», построенная в первой четверти XVII в. Приход церкви был небольшим — 30 соседних домов, населённых главным образом купцами и интеллигенцией. В 1907—1918 годах настоятелем церкви служил богослов, протоиерей И. И. Фудель. В 1908 году он начал издавать журнал «Приходский вестник» — первое подобного рода издание в России. Журнал рассылался по квартирам всем прихожанам и выходил с небольшим перерывом до 1915 года.
При советской власти церковь была снесена, построены жилые дома № 43 и 45/24. Шестиэтажный дом № 45/24 построен в 1933—1935 годах по проекту архитектора Л. М. Полякова. Первоначально здание начали возводить по проекту М. О. Барща и Г. А. Зундблата, но после возведения части стен проект передали Полякову. Фасад первых двух этажей оформлен полуколоннами дорического ордера, которые несут на себе рустованную стену верхних четырёх этажей..
На первых этажах домов № 45 и 47 в 1930-х годах были открыты отделы диетического магазина, прославленного тем, что сюда привозили на продажу продукты, оставшиеся нераскупленными в правительственных распределителях. В доме № 45 поселили, окружив особым почётом, потомков А. С. Пушкина и Л. Н. Толстого; в доме также жили композитор С. Л. Толстой, архитекторы В. А. Щуко и В. Г. Гельфрейх, в 1938—1986 годах полярник И. Д. Папанин, в 1936—1961 годах — писательница М. С. Шагинян, А. Я. Коц, перевёдший на русский язык «Интернационал». С 1930-х до кончины в 1942 году в квартире № 11 жила революционерка В. Н. Фигнер. В доме также жил советский партийный и государственный деятель, организатор и исполнитель массовых репрессий Н. И. Ежов. Здание является объектом культурного наследия регионального значения.

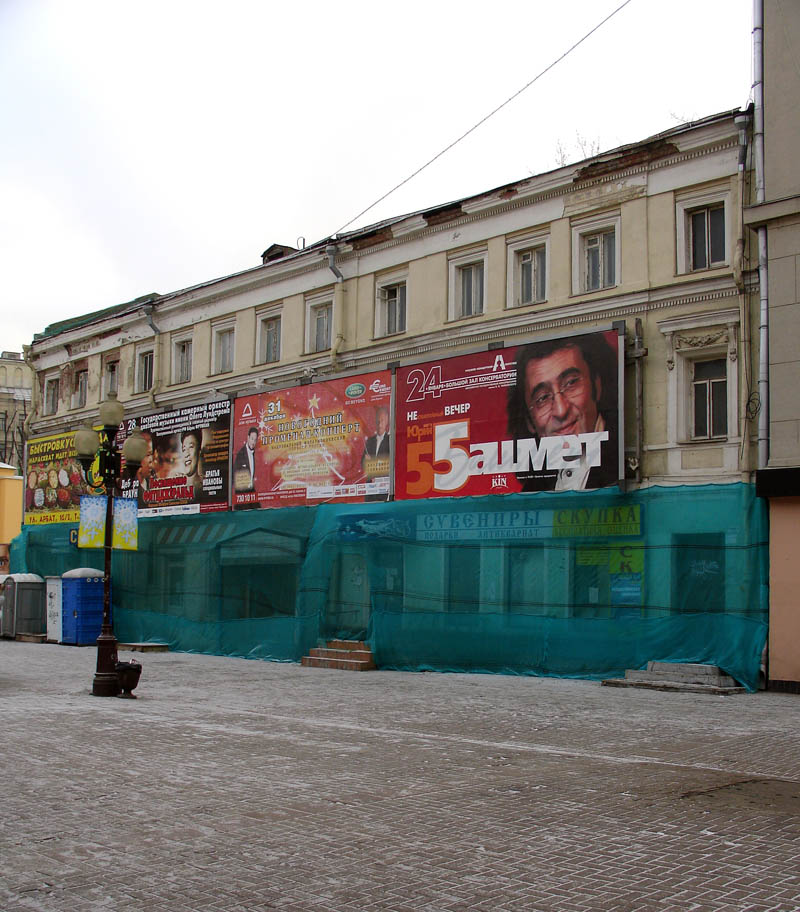
Жилой дом (№ 41 — снесён)
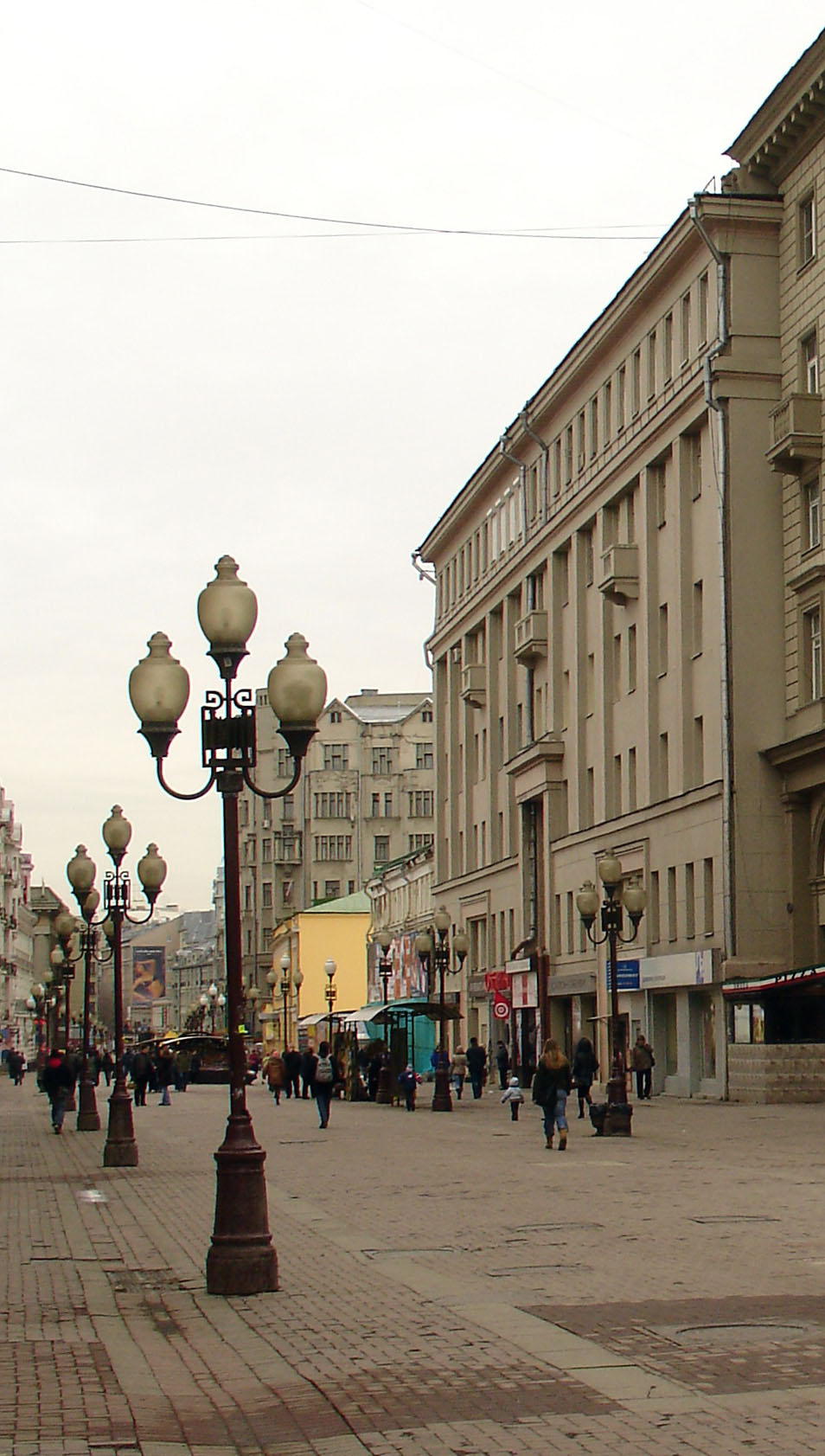
Жилой дом (№ 43)
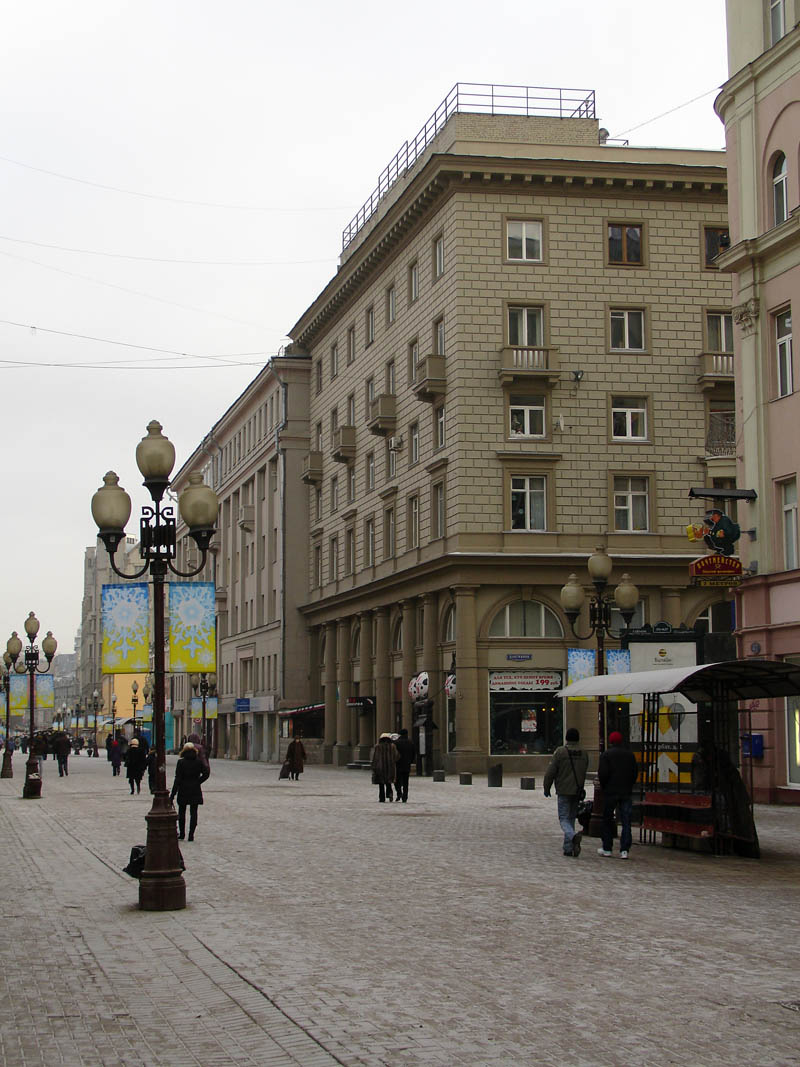
Жилой дом (№ 45/24)

#### Жилой дом (№ 47/23)
Дом № 47-49, единое двухподъездное здание в 4 этажа изначально, в дом 47 — вход с Плотникова переулка, в дом 49 — вход с Арбата; построен в 1910 году как доходный дом по проекту архитектора М. Д. Холмогорова, был заселён семьями церковных служащих находящихся неподалёку церквей. При Советской власти квартиры были уплотнены, превращены в коммуналки. Перед самой войной были надстроены два верхних этажа (едино с примыкающим к нему домом 49) и заново отделан фасад по проекту архитектора Э. И. Френкеля и в них в отдельных квартирах поселены семьи крупных работников Министерства вооружения и пущен лифт. «Отдельные квартиры» представляли собой большие однокомнатные, впоследствии их жители построили стенные перегородки, сделавшие квартиры двух- или даже трёхкомнатными. В доме 47 (вход с Плотникова переулка, а на округлённом углу Плотникова переулка и Арбата — вход в почтовое отделение № 2) жила семья выдающегося художника-карикатуриста Виталия Пескова, Ирина Ефимовна (автор книги «Виталию от Ирины. Памяти художника Виталия Пескова» и одноимённого сайта с сохранившимися рисунками выдающегося художника-карикатуриста — всё остальное из творчества Виталия Пескова расхищено или уничтожено) и её сын музыкальный критик Виктор Коршиковы: три окна верхнего этажа, выходящие на Арбат. Но квартира принадлежала не Ирине, а её родителям, доставшись от их родителей. Они не пожелали перевести на дочь и внука. Сейчас напротив подъезда поставлен памятник Булату Окуджаве (скульптор — Г. Франгулян) — раньше на этом месте в течение десятилетий находился киоск с мороженым; внутри киоска поддерживалась специально холодная температуры и продавцы, даже в самую летнюю жару, работали в тулупах. Здание является ценным градоформирующим объектом.
В квартире № 2 жил протоиерей, настоятель соседнего храма святителя Николая в Плотниках, И. И. Фудель, в круг общения которого входили П. А. Флоренский, К. Н. Леонтьев, Л. А. Тихомиров, В. В. Розанов. В этой квартире вырос сын протоиерея, православный богослов С. И. Фудель, и внук — писатель Н. С. Фудель, взявший позднее псевдоним Плотников в память о детстве на Арбате. В доме находится отделение почтовой связи № 2. Здание является ценным градоформирующим объектом.

#### Жилой дом (№ 49)
Дом построен в 1903 году по проекту архитектора В. С. Жигардловича. В 1938—1940 архитектор Э. И. Френкель надстроил здание до шести этажей и подвёл под единый карниз с соседним домом № 47/23. В 1910-х годах в доме работал табачный магазин Финогенова. В доме жил генерал-майор инженерно-технических войск, начальник Главного артиллерийского управления и член коллегии Народного комиссариата, директор артиллерийского и станкостроительного заводов Н. Э. Носовский. Здание является ценным градоформирующим объектом.

#### Доходный дом В. П. Панюшева (№ 51)
Комплекс из трёх больших многоквартирных домов построен в 1911—1912 годах по проекту архитектора А. А. Иванова-Терентьева (по другим данным, в 1910 году по проекту В. А. Казакова). Симметричный фасад здания оформлен с использованием популярного во время его постройки «венского» приёма сплошной облицовки строительной керамикой (кабанчиком). В похожей манере отделан дом, построенный Ивановым-Терентьевым в Казарменном переулке (№ 8). Стилистически здание относится к протофункционализму (рациональному модерну).
Из-за больших размеров строения, современники сравнивали дом с муравейником и казармами. В 1910 году этом здании был открыт кинотеатр «Арбатский АРС»(позднее — «Арбатский Кино-АРС» — для отличия от кинотеатра «АРС» на Тверской улице, который со временем был переименован в кинотеатр «Наука и знание» для демонстрации научно-познавательных и документальных фильмов). В 1920 году в свой последний приезд в Москву у жившего в квартире № 89 литературоведа П. С. Когана останавливался поэт А. А. Блок. В 1917 году здесь работало фотоателье Дмитриева, кофейня «Англия» и кондитерская «Флей». В 1919—1933 годах в доме жил писатель А. Рыбаков, о чём сообщает установленная на фасаде здания мемориальная доска. Дом стал «героем» его романа «Дети Арбата», а также повестей «Кортик» и «Выстрел». Рыбаков так описывал этот дом:
Самый большой дом на Арбате — между Никольским и Денежным переулками, теперь они называются Плотников переулок и улица Веснина. Три восьмиэтажных корпуса тесно стоят один за другим, фасад первого выложен белой глазурованной плиткой. Висят таблички: «Ажурная строчка», «Отучение от заикания», «Венерические и мочеполовые болезни»… Низкие арочные проезды, обитые по углам листовым железом, соединяют два глубоких тёмных двора.
В разное время в доме жили: профессор ботаники В. С. Доктуровский; с 1923 по 1934 год — один из первых советских композиторов-песенников А. А. Давиденко, автор модных в 1930-е годы патриотических песен; в 1920-х годах — физик Б. Н. Клярфельд; в конце 1920-х годов — историк М. В. Нечкина; в 1950-х годах — биофизик и радиобиолог А. М. Кузин; в 1979—1991 годах в доме жила филолог-германист О. С. Ахманова. Здесь жил также главный редактор газеты «Красная звезда» Д. И. Ортенберг. Дом отнесён к категории выявленных объектов культурного наследия.

#### Дом Н. С. Хитрово (Музей-квартира А. С. Пушкина) (№ 53, стр. 1)
Одно из самых старых зданий Арбата. В начале XVIII века владение принадлежало вдове поручика Семёновского полка Василия Семёновича Толочанова Пелагее Владимировне. В 1724 году участок перешёл во владение князя Михаила Юрьевича Одоевского, который увеличил его, приобретя соседние участки. В основе дома — палаты середины XVIII века, которые были надстроены вторым этажом и расширены в конце XVIII века. В 1806 году во владении коллежского асессора Никанора Семёновича Хитрово (ум. 1810) числились каменный одноэтажный нежилой дом, а также «каменный двухэтажный жилой с выступом посередине». После пожара 1812 года дом был восстановлен; в 1820 году в нём было 21 покой и он оценивался в 60 тысяч рублей. Центральная часть фасада была декорирована колоннадой. Вплоть до октябрьской революции дом не претерпел существенных переделок; выступавшая на тротуар колоннада была ликвидирована и увеличена высота окон при новом владельце — купце П. И. Борегаре, которому Хитрово продали владение в 1859 году. При следующем хозяине — купце И. В. Патрикееве — в нижнем этаже по улице вместо трёх окон появились две двери, были отделаны комнаты второго этажа, появились лепные карнизы и потолки, мраморные подоконники и паркетный зал. В доме находились магазины, в том числе обувной магазин Патрикеевых; в 1897—1903 годах здесь находилась частная школа С. К. Смирновой. После революции использовался под коммунальное жильё, в результате чего стилистические и планировочные черты классицизма были утрачены. Позднее полностью восстановлен. Дворовые постройки 1878 года по проекту архитектора К. Ф. Буссе.
Дом широко известен тем, что именно сюда привёз А. С. Пушкин молодую жену Наталью Николаевну Гончарову-Пушкину после свадьбы 18 февраля 1831 г. Пушкины прожили тут совсем недолго, до середины мая 1831 года, но их пребывание навсегда оставило отпечаток на истории дома. В разное время в этом доме снимали квартиру: студент Святослав Раевский — друг юного М. Ю. Лермонтова, артистка Малого театра С. П. Акимова. Некоторое время в доме жил Анатолий Ильич Чайковский, родной брат знаменитого композитора, который здесь у брата встречал новый 1885 год. Позднее здесь жили Сатины, родственники С. В. Рахманинова, у которых композитор неоднократно бывал; С. И. Радциг, учёный в области античной филологии. Какое-то время проживала здесь Марина Цветаева. После революции здание некоторое время принадлежало Окружному самодеятельному театру Красной Армии, в худсовет которого входили Владимир Маяковский и Всеволод Мейерхольд, а среди актёров значился молодой Эраст Гарин. После реконструкции, вернувшей дому облик начала XIX века, с 1986 года здесь размещается Мемориальная квартира Пушкина на Арбате, а напротив дома на другой стороне Арбата в 2000 году установлена скульптура «Пушкин и Натали» (скульптор А. Бурганов). Здание является объектом культурного наследия федерального значения.

#### Доходный дом и гостиница М. И. Хромовой, М. А. Обухова (№ 55/32)
В основе современного строения — главный дом городской усадьбы конца XVIII века. Перестроен в 1876—1877 годах по проекту архитектора М. А. Арсеньева, надстроен в 1930-е годы. Фасады здания украшены мелкими архитектурными членениями и эклектичным декором.
В XIX веке часть квартир принадлежала Московскому университету для проживания университетских профессоров, поэтому дом прозвали «Профессорский дом». Жил в нём русский экономист И. И. Янжул. В одной из квартир на 3-м этаже жил со своими родителями Борис Бугаев, он же знаменитый поэт-символист Андрей Белый. Сейчас в его квартире музей — Мемориальная квартира Андрея Белого. Отец Андрея Белого — профессор математики Н. В. Бугаев, основатель Московского математического общества и его печатного органа «Математический сборник». Квартира Андрея Белого стала своеобразным клубом символистов, в 1903—1907 гг. здесь собирался кружок символистов «Аргонавты», постоянными гостями были А. Блок, В. Брюсов, М. Волошин, Д. Мережковский, З. Гиппиус, Вяч. Иванов, художник Борисов-Мусатов, философы Эрн и Флоренский, композиторы С. И. Танеев, Н. К. Метнер. У Бугаевых в гостях бывали Л. Н. Толстой, А. Н. Бекетов. Одно время здесь помещалось издательство «Мусагет», редактором которого был Андрей Белый. А этажом ниже поселилась семья Михаила Сергеевича Соловьёва — сына известного историка С. М. Соловьёва и родного брата знаменитого философа Владимира Соловьёва. Его сын Сергей Соловьёв — поэт-символист был лучшим другом Андрея Белого. Именно у Соловьёвых Борису Бугаеву был придуман псевдоним Андрей Белый. Здание является выявленным объектом культурного наследия.

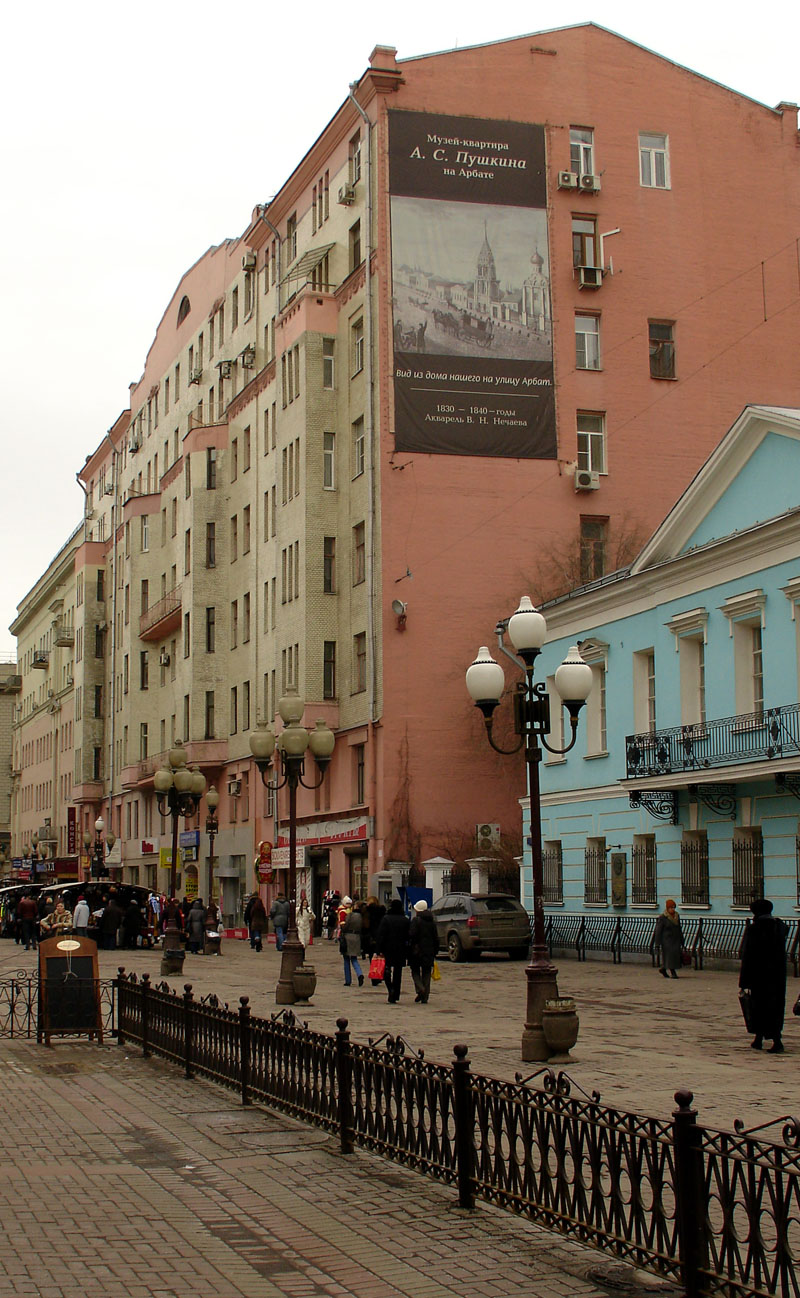
Доходный дом В. П. Панюшева (№ 51)
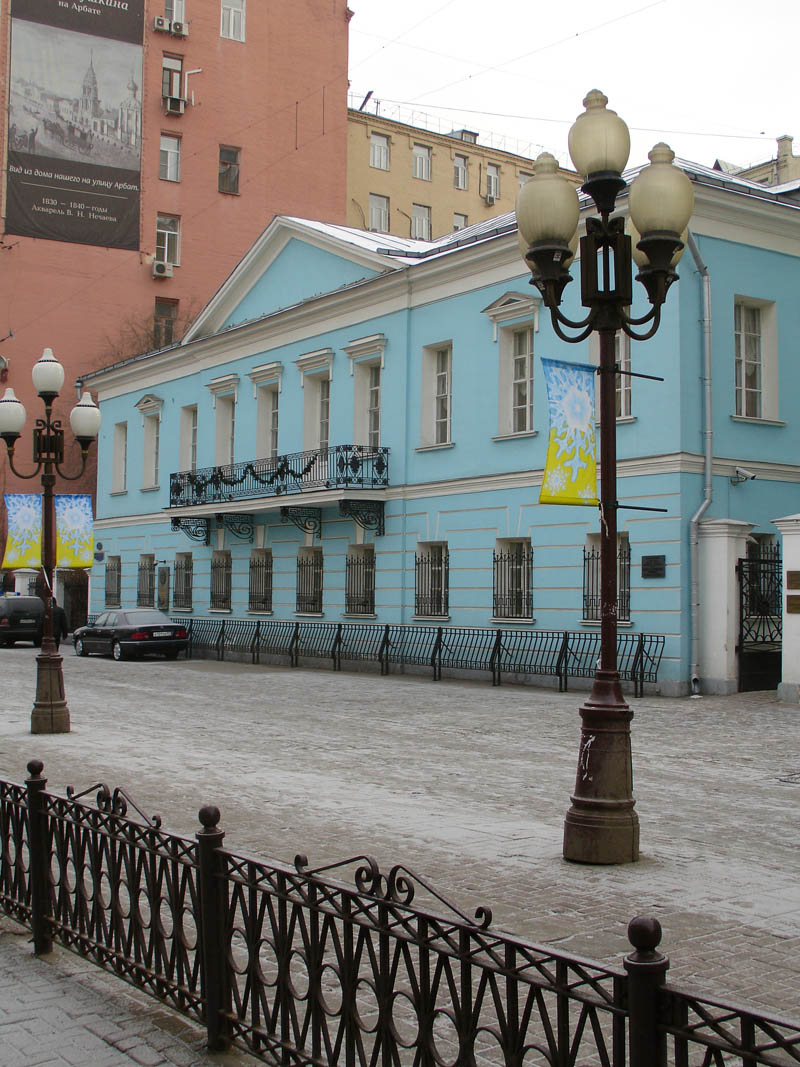
Дом Н. С. Хитрово (Музей-квартира А. С. Пушкина) (№ 53, стр. 1)
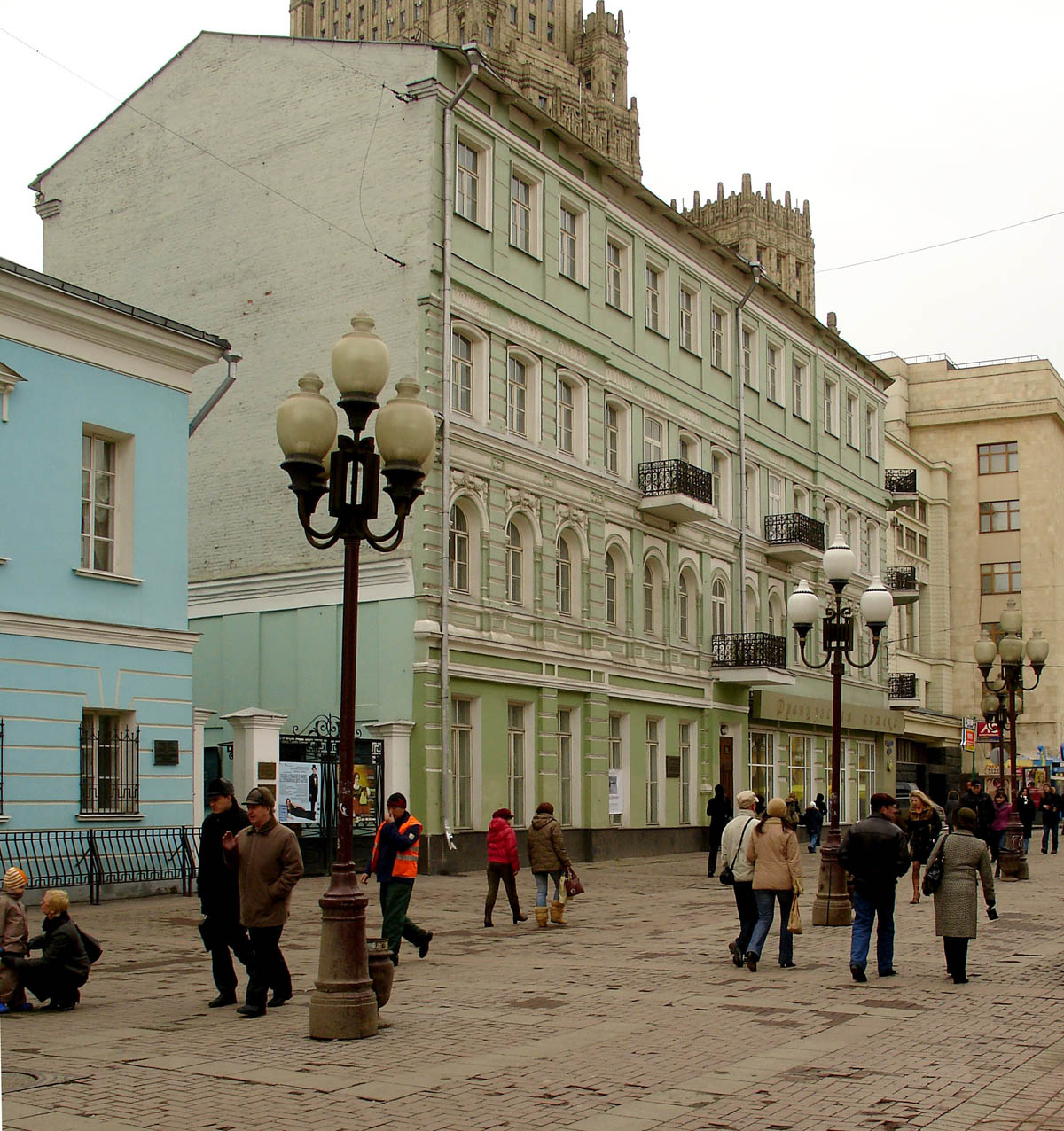
Доходный дом и гостиница М. И. Хромовой, М. А. Обухова (№ 55/32)

#### Гостиница «Общества пролетарского туризма и экскурсий» (№ 57/32/23)
Гостиница «Общества пролетарского туризма и экскурсий» построена в 1934 году по проекту архитекторов Д. Д. Булгакова и И. А. Голосова. Здание — пример позднего конструктивизма, в котором сочетаются простота и геометризм композиции с неоклассическими элементами декоративного убранства фасадов.
В 1953 году по проекту архитекторов В. Г. Гельфрейха и М. А. Минкуса, инженера Г. М. Лимановского к гостинице было пристроено здание Министерства иностранных дел СССР (адреса по Арбату не имеет). В настоящее время здание гостиницы представляет собой левое крыло здания МИД.

### По чётной стороне

#### Ресторан «Прага» (№ 2/1)
В основе — здание конца XVII века, неоднократно перестраивалось. В 1872 г. на первом этаже здания открылся недорогой трактир «Прага». Его посетителями были в основном извозчики с Арбатской площади, которые называли его по-своему — «Брага». Тогда же здесь снимал квартиру И. Н. Горожанкин, известный русский ботаник. В 1896 году купец Семён Петрович Тарарыкин случайно выиграл на бильярде этот трактир у его бывшего хозяина и вскоре переделал в первоклассный московский ресторан, архитекторы Л. Н. Кекушев и А. Э. Эрихсон .
В 1898 году в «Праге» А. П. Чехов праздновал с мхатовцами премьеру «Чайки».
Там же в 1913 году И. Е. Репиным был устроен банкет по случаю восстановления его картины «Иван Грозный и сын его Иван», изрезанной старообрядцем-иконописцем Абрамом Балашовым, а Лев Толстой устраивал публичные чтения «Воскресения».
После революции это была и просто столовая, и образцово-показательная столовая «Моссельпрома» (куда Ипполит Матвеевич из «Двенадцати стульев» повёз Лизу обедать). В 1920-х годах здесь размещались «Высшие драматические курсы».
В 1954 году дом был перестроен (архитектор Б. И. Соболевский) и заново открылся ресторан «Прага» с кулинарией на первом этаже.
Здание является объектом культурного наследия регионального значения.

#### Доходный дом А. А. Лазарика — А. Л. Шанявского (гостиница «Столица») (№ 4)
Правая часть существующего длинного трёхэтажного здания содержит в своей основе постройку середины XVIII века (частично сохранились детали дворового фасада), левая часть возведена в середине XIX века. В то же время фасад здания получил отделку в формах позднего классицизма. До перестройки здание имело украшенный шестиколонным портиком фасад и принадлежало секунд-майору Загряжскому. Во второй половине XIX века в здании размещались меблированные комнаты «Гуниб», затем — гостиница «Столица».
25 марта 1865 года Общество русских врачей открыло лечебницу и аптеку, где можно было получить лечение и лекарства по очень дешёвым ценам, на 30 %—40 % дешевле, чем эти услуги стоили в других местах. В 1870 году Общество перебралось в дом № 25. Некоторое время здесь располагалась музыкальная школа. В 1887 году дом приобрёл генерал и золотопромышленник А. Л. Шанявский. На 2-м этаже располагалась недорогая гостиница «Гуниб» (название выбрано неслучайно и напоминало о захвате Гуниба в 1859 году, в котором принимал участие сам Шанявский, и пленении Шамиля), позже переименованная в «Столицу». На 1 этаже — дешёвый ресторанчик с недорогими обедами. В молодые годы в «Столице» надолго останавливался И. А. Бунин, который описал её в одном из своих рассказов:
Неприятно и скучно я жил!… В памяти осталось: непрестанно валит за окнами снег, глухо гремят, звонят по Арбату конки, вечером кисло воняет пивом и газом в тускло освещённом ресторане.
Здесь также останавливались: писатель А. И. Левитов, поэт К. Д. Бальмонт, композитор С. Н. Василенко, художник Н. Н. Сапунов, историк А. Д. Удальцов, артистка оперы М. А. Дейша-Сионицкая, профессор-литературовед С. К. Шамбинаго, почвовед А. Н. Сабанин и другие. За несколько дней до кончины Альфонс Леонович Шанявский завещал дом Городской думе для общенародного университета, ставшего носить имя своего создателя — Университет Шанявского. Университет открылся благодаря стараниям вдовы Шанявского Лидии Алексеевны. Поступить туда мог каждый, независимо от пола, социального положения, места проживания, возраста и т. д.; аттестат зрелости не требовался, но и диплом не выдавался. Преподавали известные учёные А. Кизеветтер, А. Чаянов, М. Богословский, Ю. Готье и многие другие. В 1912 году университет Шанявского переехал в новое здание на Миусскую площадь. С прошлого века в доме были расположены книжные («Искусство», «Плакаты») и нотные магазины. Выявленный объект культурного наследия.

#### Доходный дом В. К. Тишенинова (№ 6/2)
Ранее на этом месте стоял дом, построенный в 1860 году по проекту архитектора М. Ф. Филиппова, где собирались члены тайного революционного общества, руководимого революционером, одним из первых социалистов-утопистов Николаем Ишутиным. Трёхэтажный доходный дом с магазинами в первом этаже построен в формах рядовой эклектики 1898 году по проекту архитекторов И. И. Поздеева, С. М. Калугина и В. А. Бурцева для полковника В. К. Тишенинова. Надстроен четвёртым этажом С. Ф. Кулагиным в 1900 году. После 1903 года в здании находилось Общество воспитательниц и учительниц. Там же открылся первый музей истории педагогики в России. Преподавательницам, как правило, приехавшим в Москву из провинций, сдавались внаём временные квартиры в этом же помещении. Позднее в здании работал писчебумажный магазин. Доходный дом В. К. Тишенинова является объектом культурного наследия регионального значения. Здание на реконструкции с конца 2007 года.

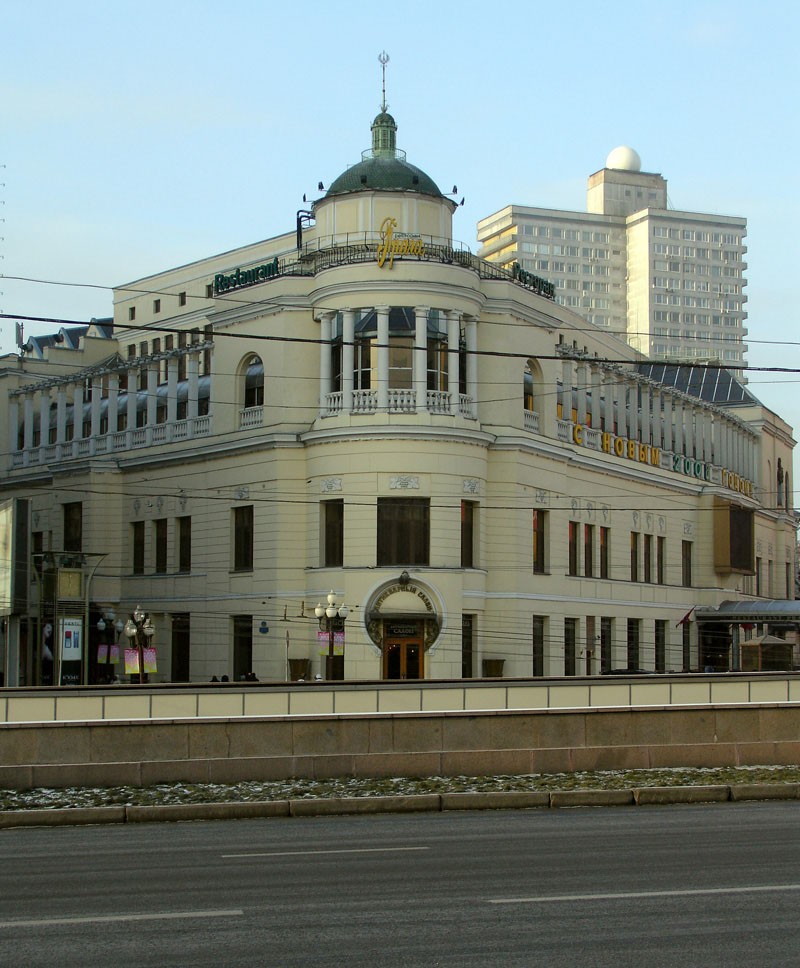
Ресторан «Прага» (№ 2/1)
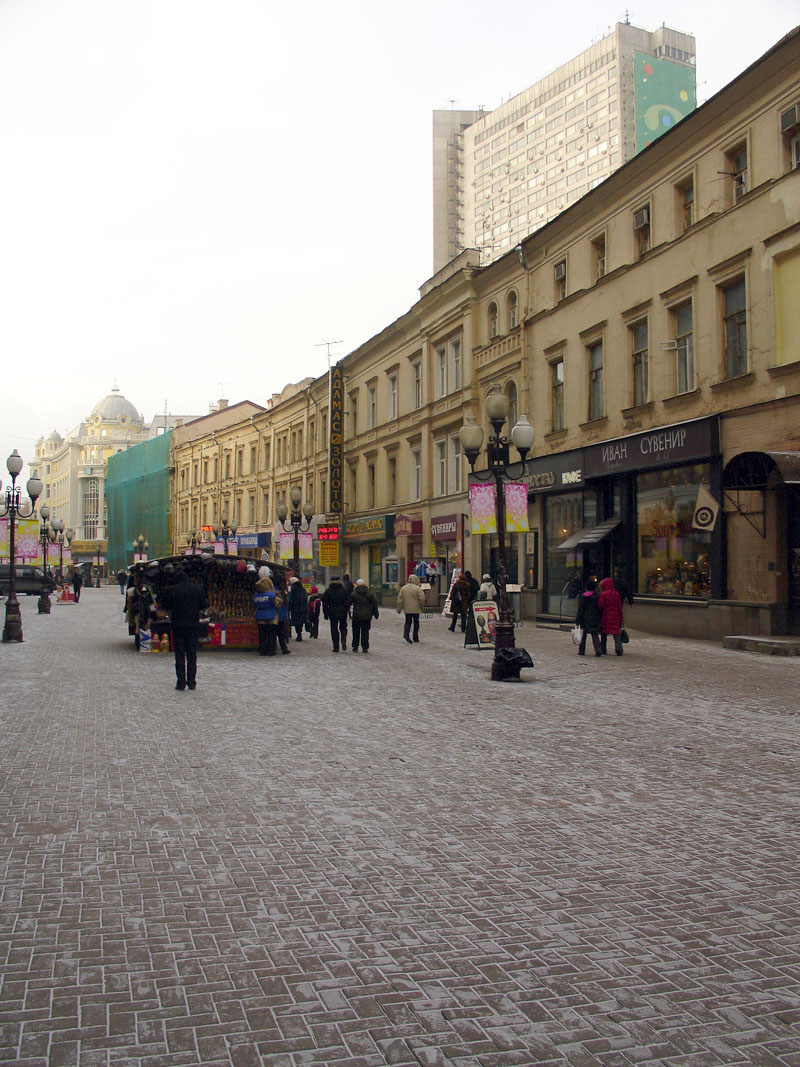
Доходный дом А. А. Лазарика — А. Л. Шанявского (гостиница «Столица») (№ 4)
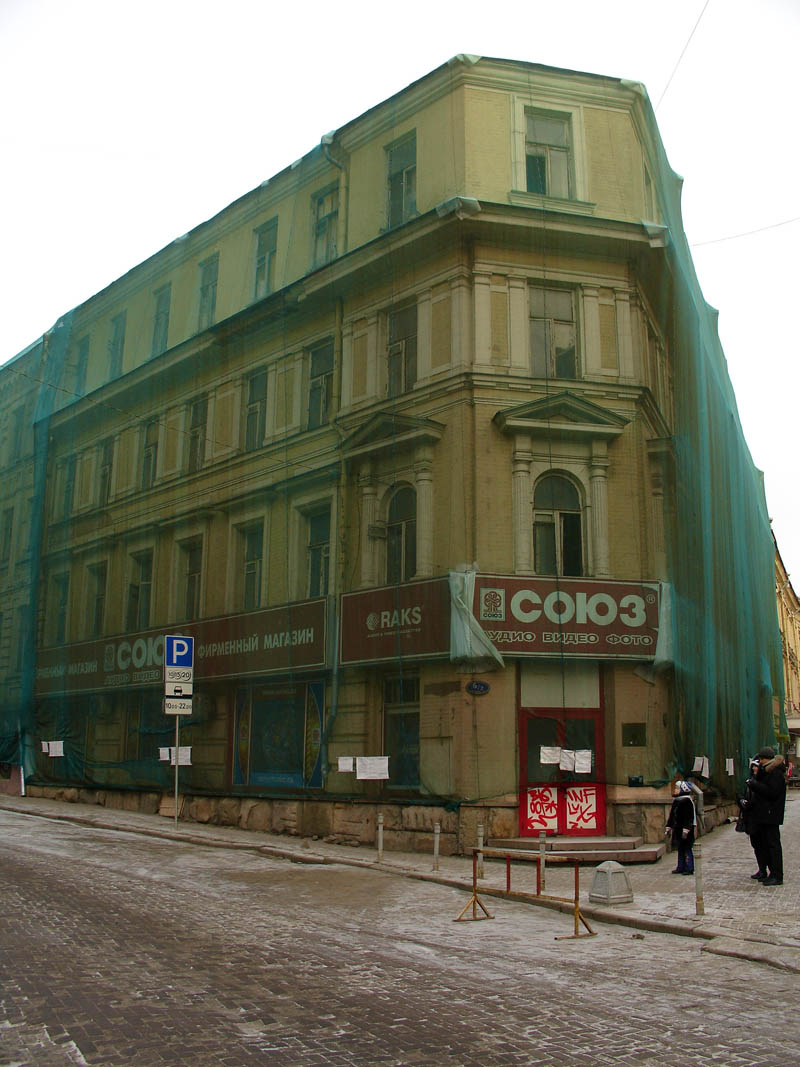
Доходный дом В. К. Тишенинова (№ 6/2)

#### Торговый центр «Старая улица» (№ 10)
Здание современной постройки — торговый центр «Старая улица». Ранее на этом месте располагались доходные дома Тоон, построенные архитектором Н. Г. Лазаревым в 1905 году. Ещё раньше, в 1820-х годах в стоявшем на этом месте доме жил драматург, переводчик, директор Московских театров Ф. Ф. Кокошкин, у которого собирался литературно-театральный салон.

#### Доходный дом Орловых (№ 12, стр. 1)
В актовой книге за 1701 год указывалось, что генерал-майор И. И. Чамберс продал дьяку поместного приказа Феодосию Семёновичу Манукову двор в приходе церкви Николы Явленного на Арбате, и в начале XVIII в. владение на месте домов 12—14 принадлежало Ф. С. Манукову — деду А. В. Суворова, и сам великий полководец России, будущий генералиссимус родился в этом месте. В переписной книге дворов Арбатской части Москвы за 1738—1742 годы сказано, что жена поручика лейб-гвардии Преображенского полка Авдотья Федосеевна Суворова, мать полководца, продала доставшийся ей от отца двор с каменным и деревянным строением 5 апреля 1740 года подпоручику С. В. Поздееву. Строение позже принадлежало князю П. А. Шаховскому; после пожара 1812 владение было разделено на дом 12 и дом 14. Затем здесь был построен доходный дом М. Д. Орлова (1888—1889, архитектор И. Т. Владимиров; перестроен в 1902 году архитектором И. Г. Кондратенко). В доме жил поэт Константин Ваншенкин.
К этому зданию примыкал забитый, многие годы пустовавший «дом с привидениями», внушавший страх москвичам, в подвале которого обосновались уголовные элементы. Дом подробно описан В. А. Гиляровским.
Когда-то за домами 12—16 стояла церковь Николы Явленного, один из старейших храмов Москвы; построена — по уверениям старожилов, Борисом Годуновым — в 1593 году, разрушена в 1931 году, и большой двор при церкви. Двор выходил к нынешним домам 12—14 (в то время это было единое строение). Вход в церковь был с Серебряного переулка. Там в частном хоре В. В. Варгина — того самого купца-мецената, который в 1824 году отдал собственный дом постройки архитектора Бове под Малый театр — при церкви начинал свою певческую карьеру хористом выдающийся русский певец Александр Олимпиевич Бантышев. Эта церковь неразрывно была связана с историей Москвы: «…звон Николы Явленного разносился далеко по Арбату и его окрестностям. Колокольня, выступавшая за линию застройки, была видна с двух концов Арбата, подчёркивая характерную арбатскую кривизну». «В 1931 г. снесли колокольню и церковь. На месте её и прилегающих строений по Арбату и переулку планировалось выстроить огромное здание поликлиники „для руководящего состава“ народного комиссариата обороны, но на месте храма появилось лишь стандартное школьное здание» Здание является объектом культурного наследия регионального значения.

#### Жилой дом («Дом с привидениями») (№ 14)
В 1702 году на этом месте стоял дом генерал-майора И. И. Чамберса, который, вероятно, вошёл в объём построенного позднее дома княжны А. П. Шаховской. Чертёж фасада дома Шаховской был включён в альбом М. Ф. Казакова. Дом сгорел во время пожара 1812 года и был разобран в 1817 году. Существующий в настоящее время по этому адресу дом вошёл в историю Москвы как «дом с привидениями». Однако после «прочёсывания» полицией выяснилось, что роли привидений исполняли нищие, обитавшие в подвале. В XIX веке дом (уже отделённый от дома 12) принадлежал историку, заведующему рукописным отделом Оружейной палаты, директору Московского главного архива Министерства иностранных дел М. А. Оболенскому (1805—1873); возможно здесь некоторое время находился портрет А. С. Пушкина работы Тропинина. В 1840-х гг. в доме жил известный русский библиограф и библиофил, обладатель коллекции древнерусских рукописей В. М. Ундольский. Ряд современных источников указывает, что дом в 1941 году при бомбёжке был разрушен и затем восстановлен.

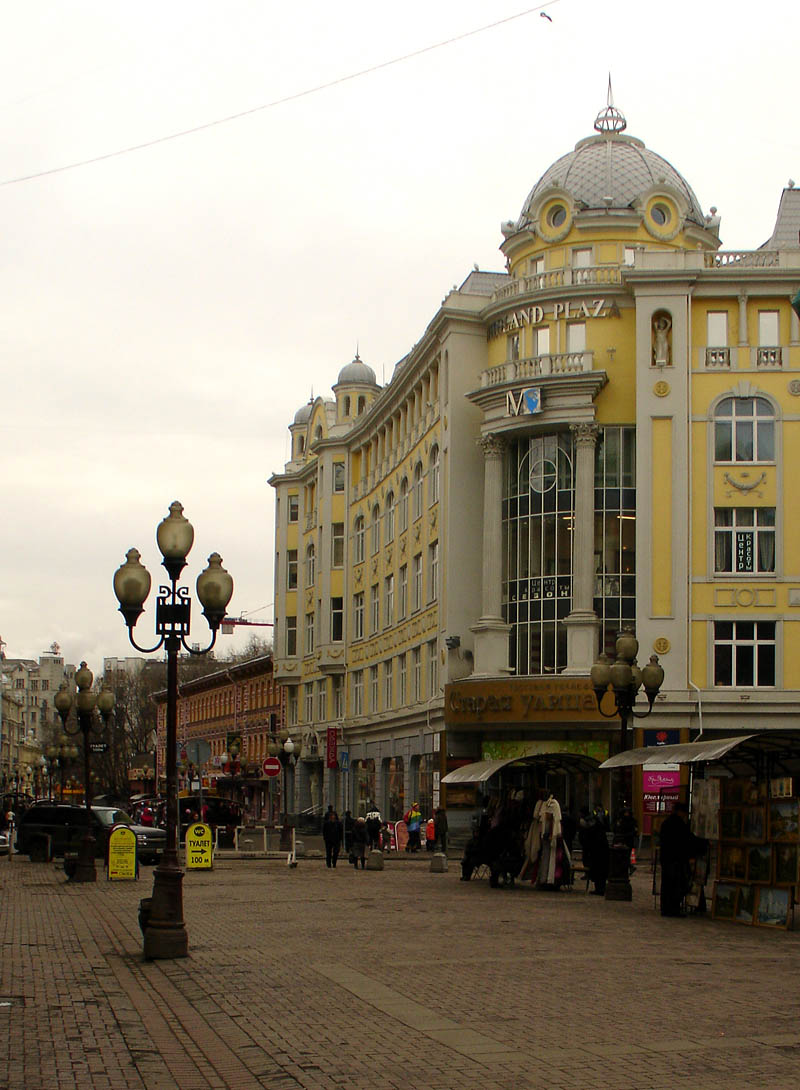
Торговый бизнес-центр MIdland Plaza (№ 10)
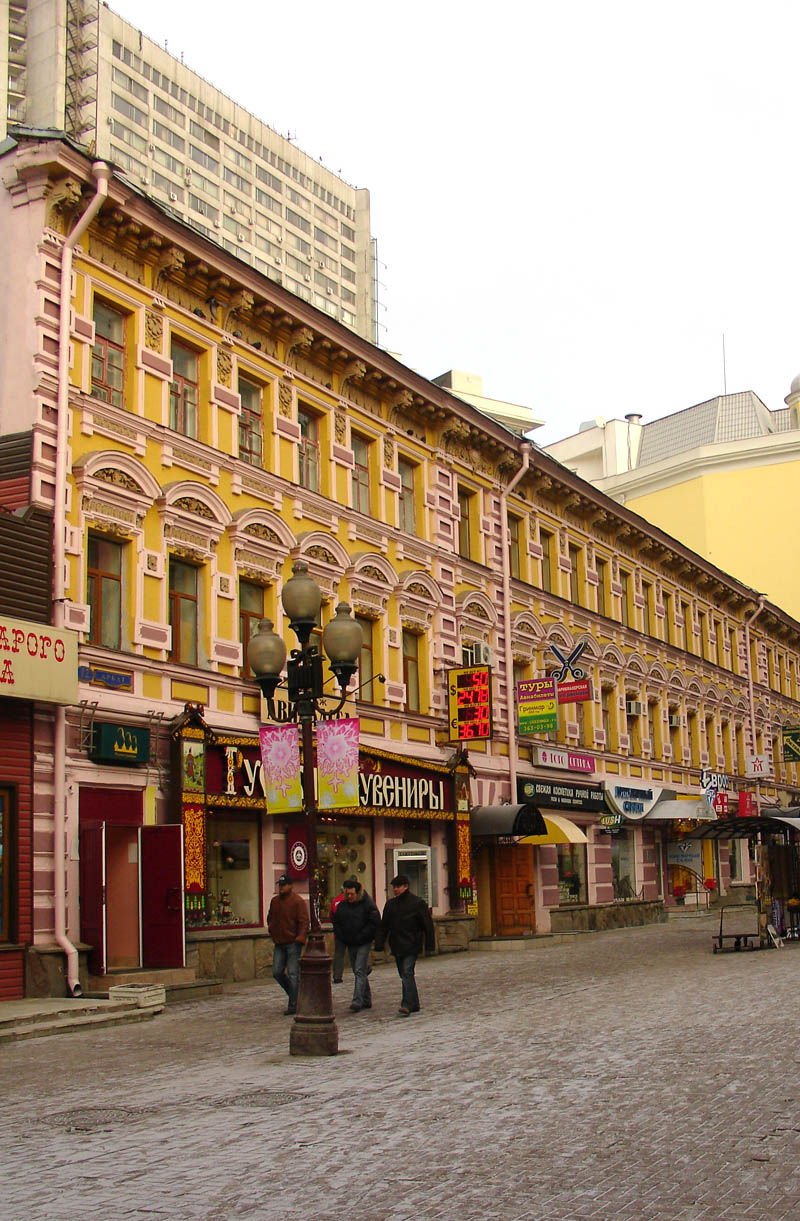
Доходный дом Орловых (№ 12, стр. 1)
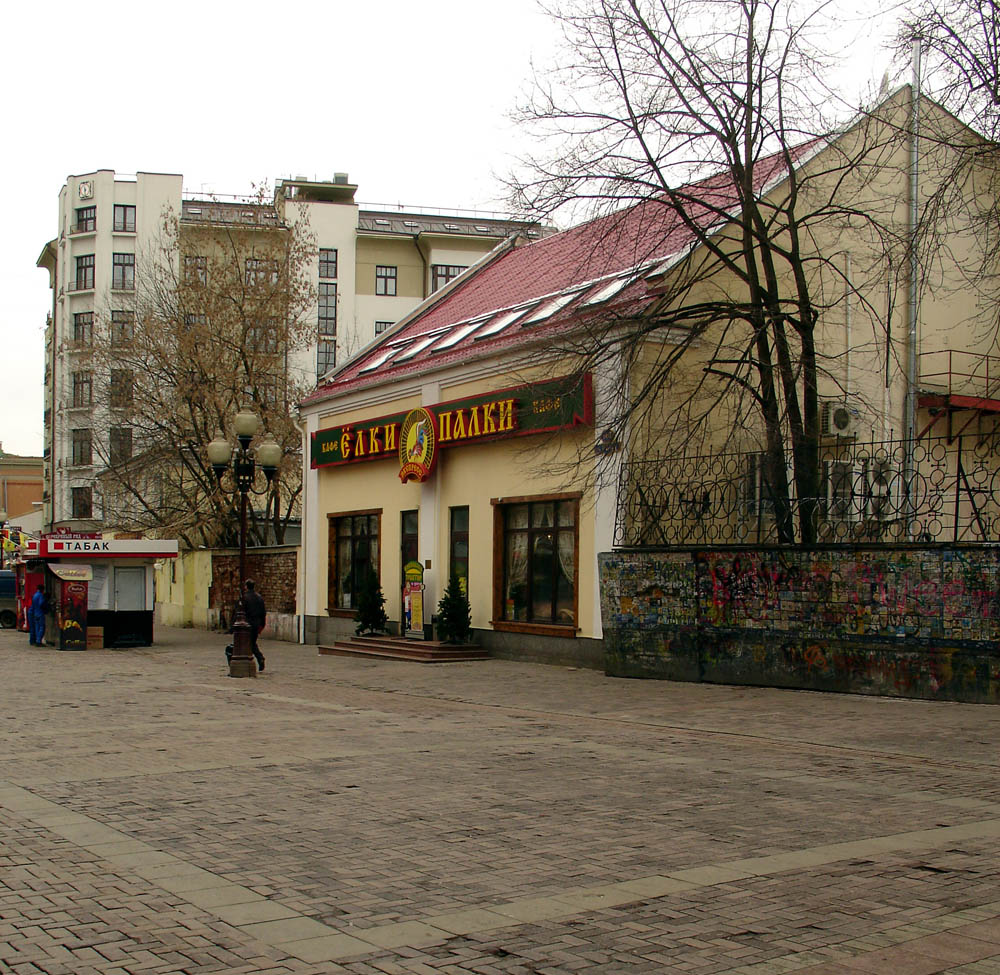
«Дом с привидениями» (№ 14)

#### Жилой дом (№ 16)
В это доме жил историк П. И. Бартенев, издатель журнала «Русский архив».

#### Жилой дом (№ 18)
Современное семиэтажное здание на 10 квартир построено в конце 2000-х годов.
Ранее на этом месте стоял четырёхэтажный доходный дом, построенный в 1909 по заказу церкви Николы Явленного архитектором М. Д. Холмогоровым. В начале XX века в здании размещалось издательство «Жатва» и чайный магазин Перловых. В советское время в доме жил селекционер Е. В. Коряжнов. В 1990-х годах на первом этаже здания работал магазин «Оптика».
Рядом по Серебряному переулку расположен другой дом принадлежавший церкви Николы Явленного (№ 18/1, строение 2). Дом построен в 1911 году по проекту архитектора Л. В. Стеженского и включал квартиры для жильцов, зал для общественных собраний и библиотеку. В этом доме жил советский физико-химик, академик П. А. Ребиндер.

#### Жилой дом кооператива «Красный уголок» (№ 20)
Шестиэтажный жилой дом кооператива «Красный уголок», стоящий с небольшим отступом от красной линии улицы, построен по проекту архитекторов В. М. Маята и М. Сегала в 1925—1930 годах. Здание решено архитекторами в простых формах московского конструктивизма. В доме находились коммунальные квартиры. В разное время в доме жили: камерная певица Н. Л. Дорлиак, лингвист и литературовед Г. О. Винокур, историк Э. Г. Бабаев, артист балета, главный балетмейстер Большого театра Л. М. Лавровский. С 1958 года в доме находится редакция журнала «Москва». Здание отнесено к категории ценных градоформирующих объектов.
До постройки современного здания здесь стоял дом вдовы коллежского секретаря М. С. Алексеевой, где размещался центральный комитет партии «Союз 17 октября», возглавляемой А. И. Гучковым. Ещё ранее, в 1830-х годах, здесь стоял особняк Н. П. Киреевского, который он в 1829—1832 годах сдавал в аренду чиновнику по особым поручениям, дипломату А. Я. Булгакову. В 1829 году в гостях у Булгакова часто бывал А. С. Пушкин.

#### Лавка Виноградовых (№ 22/2)
Одноэтажное здание торгового предназначения построено в 1813—1815 годах. Неоднократно перестраивалось и реконструировалось во второй половине XIX — начале XX веков. Небольшая правая пристройка сделана в 1908 году В начале XX века в доме работал художественный магазин Берга «Город Ницца» и малярно-кровельное заведение М. И. Грачёва. В 1930-х годах в доме работал магазин треста «Мосбельё».
Осенью 2014 года ООО «СтарХаус» в нарушение закона снесло здание лавки Виноградовых и начало на этом месте новое строительство.

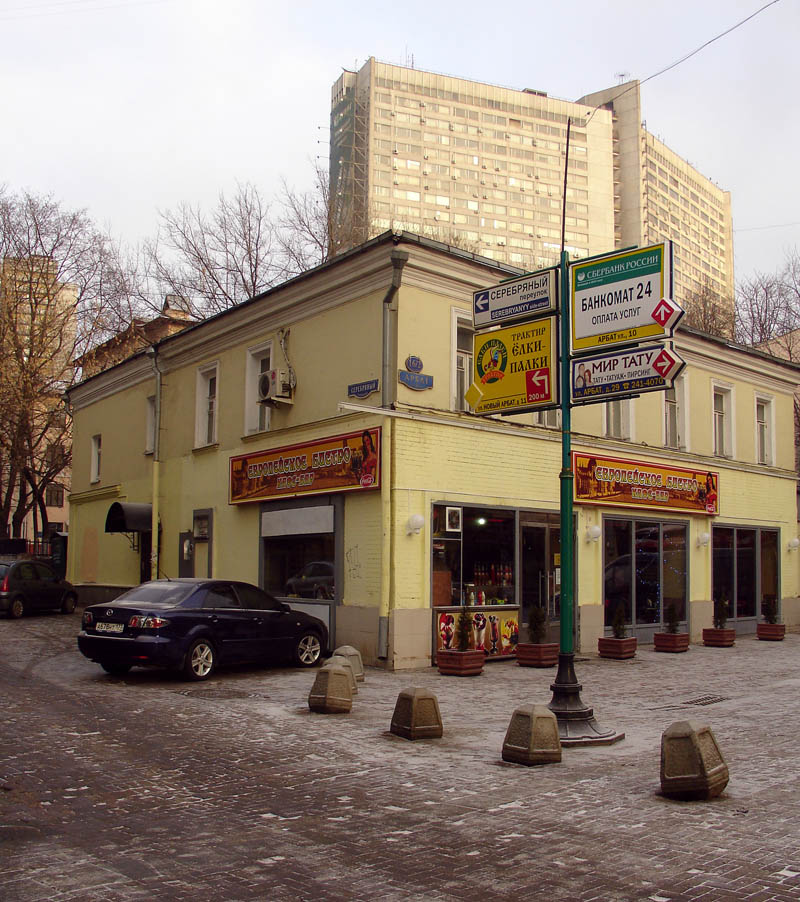
Жилой дом (№ 16)
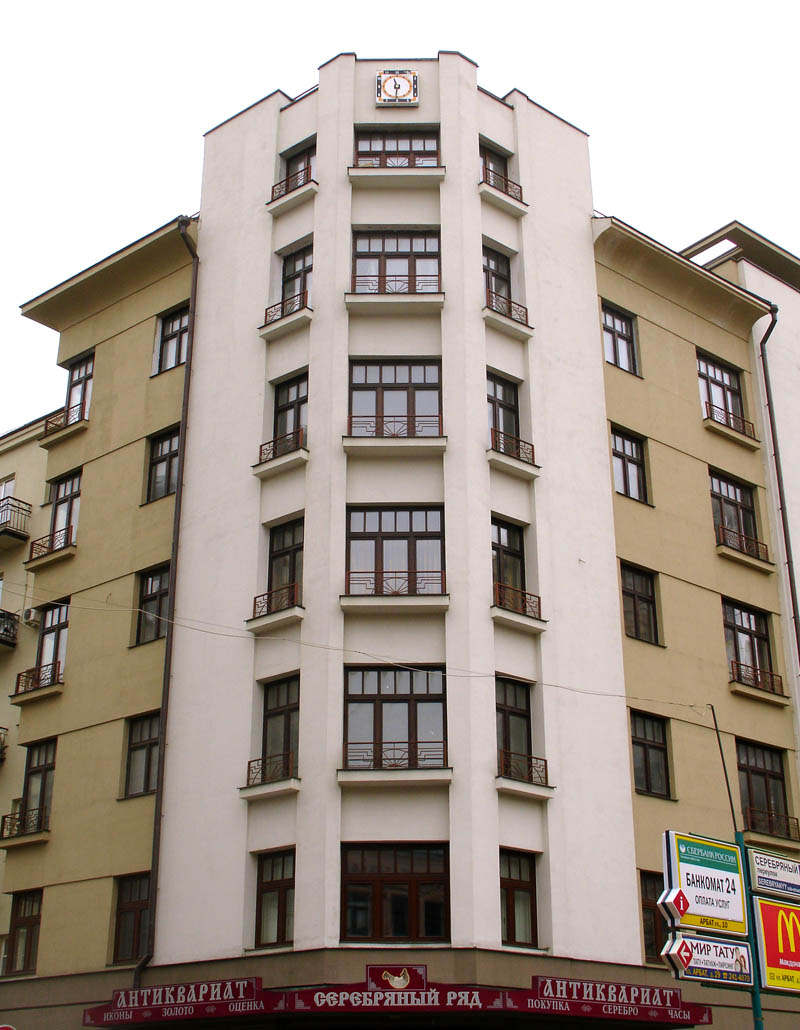
Доходный дом (№ 18)
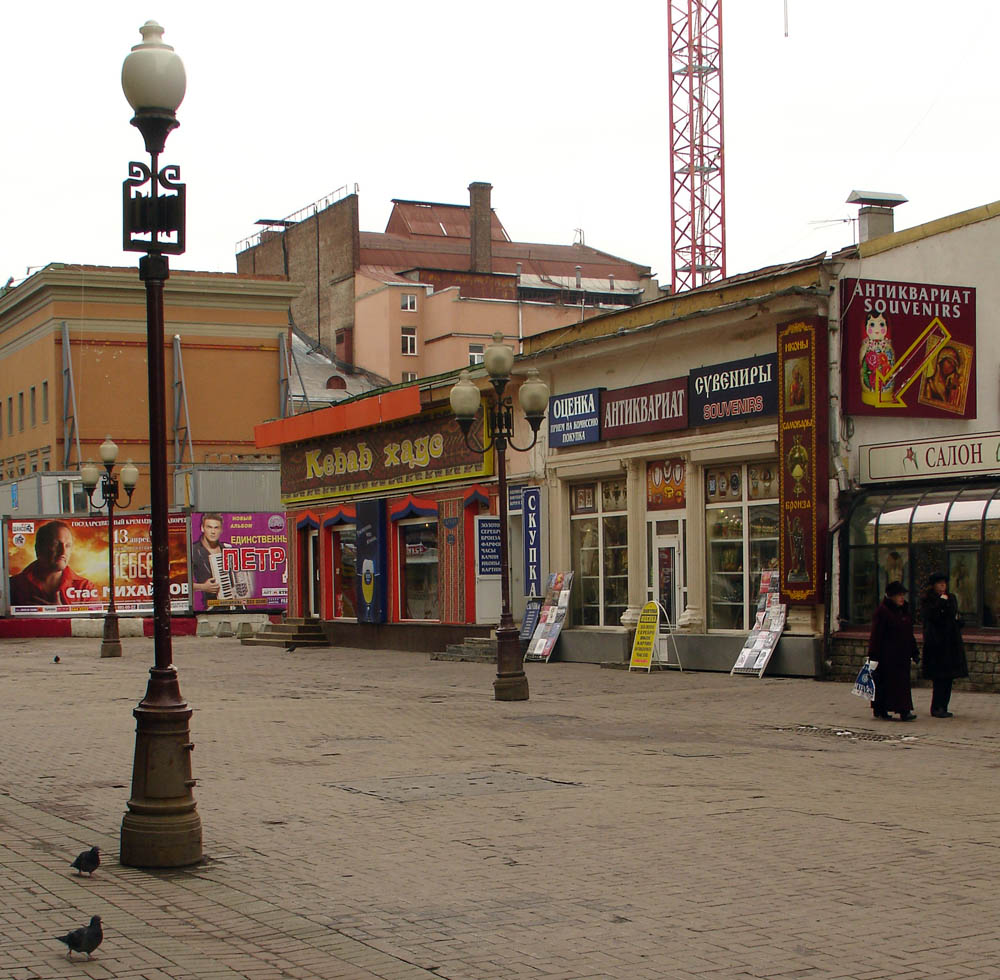
Торговое здание (№ 22/2)

#### Владение № 24
В 2015 году здесь открылась Новая сцена театра Вахтангова на 250 мест.
Ранее владение от угла с Малым Николопесковским переулком до театрального здания (№ 26) занимал двухэтажный доходный дом с высоким куполом в центральной части, построенный в 1899 году по проекту С. М. Калугина — известного архитектора, автора Сандуновских бань и Петровского пассажа. В начале XX века здесь работали кондитерские братьев Виноградовых и «Ориант», трактир Иевлева, новая аптека Миндера и парфюмерный магазин «Парфюмерия № 4711». В советское время в доме жили актёры Н. Гриценко и С. В. Лукьянов, на первом этаже работал магазин «Овощи-Фрукты». В 1990-х годах здание начали реконструировать под нужды театра Вахтангова. Однако после проведения инженерно-реставрационных работ в 1994 году здание было снесено.
До 1812 года владение принадлежало московскому аптекарю К. И. Миндеру. В мае 1817 году участок приобрёл архитектор И. Л. Мироновский, работавший на восстановлении Кремля после пожара 1812 года, который построил на участке новый дом с колонным портиком. Через некоторое время дом был продан сенатору и дипломату Л. А. Яковлеву — дяде А. И. Герцена. В 1850-х годах в доме жил писатель С. Т. Аксаков.

#### Здание Государственного академического театра им. Евг. Вахтангова (№ 26 и 26/2)

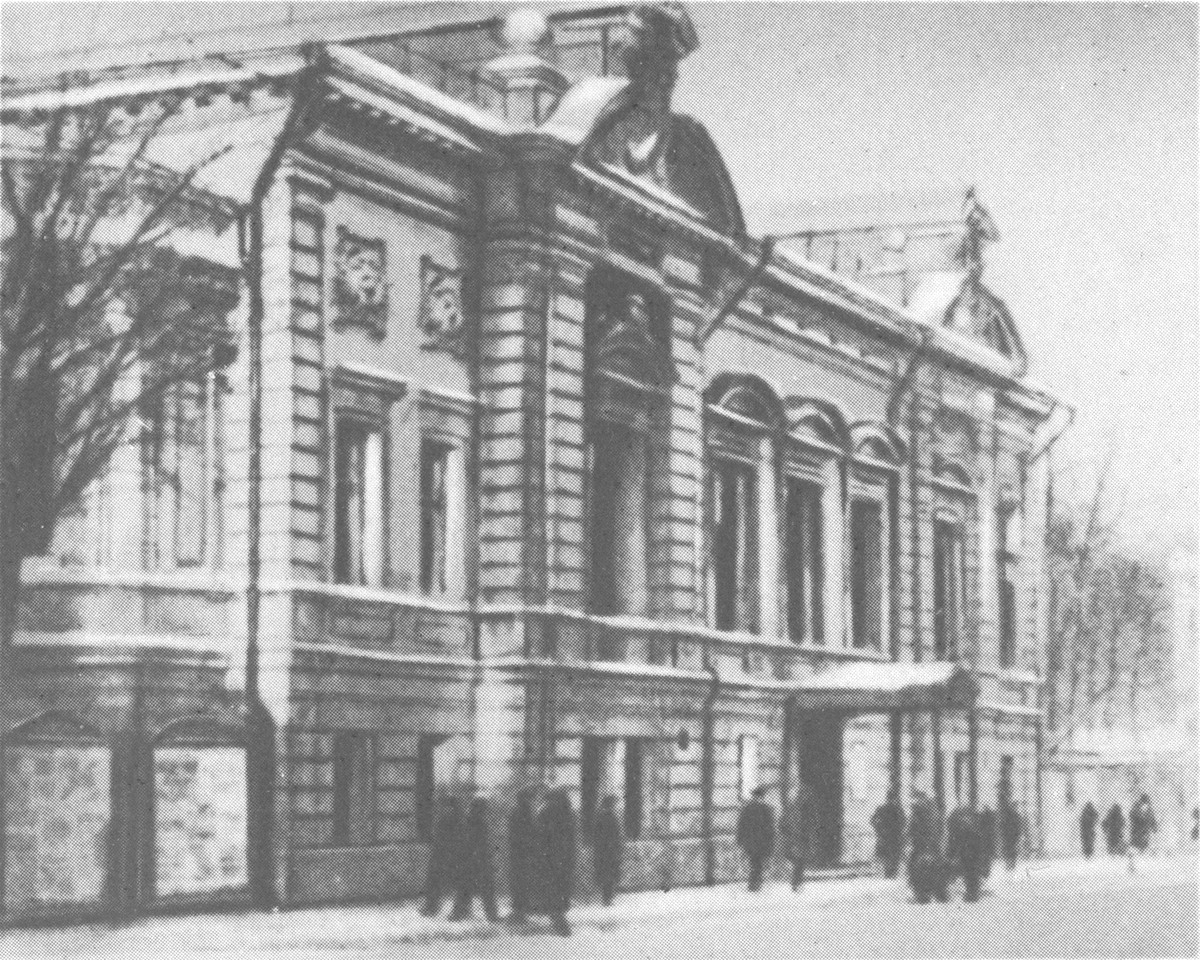
Театр им. Е. Вахтангова в бывшем доме Сабашниковых\Берга. 1926 г.

№ 26 — Современное здание театра имени Е. Вахтангова построено в 1946—1947 годах по проекту архитектора П. В. Абросимова на месте разрушенного 24 июля 1941 года предыдущего здания театра им. Е. Вахтангова перестроенного в 1931 году из особняка 1873 года.

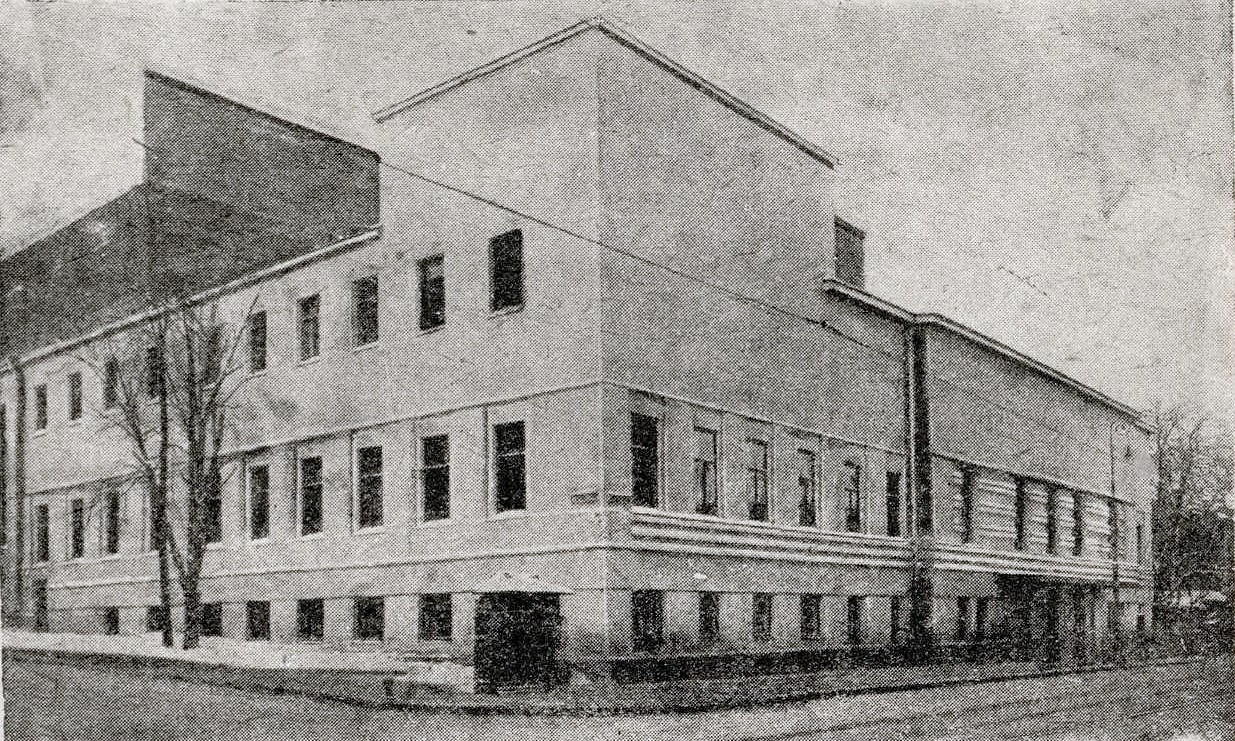
Здание театра им. Е. Вахтангова в 1931 году.

В начале XIX века участок с большим деревянным особняком 12 на 9 сажень принадлежал А. М. Голицыну. Дом сгорел во время пожара 1812 года, как и все деревянные дома на улице. В середине века усадьбой владел генерал Н. А. Бутурлин, при котором здесь стоял небольшой деревянный дом на высоком цоколе с шестиколонным ионическим портиком. В начале 1870-х гг. владение перешло к Василию Никитичу Сабашникову, который пригласил для постройки дома А. С. Каминского. Дом был построен в 1873 году. С 1899 по 1917 год домом владел предприниматель В. П. Берг. После революции в доме открылась «Первая выставка Национального музейного фонда», где демонстрировались конфискованные из барских домов и усадеб работы Ф. Грека, Рокотова, Боровиковского, Тропинина, Кипренского, Брюллова и других художников.. В 1921 году особняк был передан 3-й студии МХАТ под руководством Евгения Вахтангова.
В 1920-х годах особняк Берга перестраивался В. Д. Адамовичем под здание театра. В 1930-х годах инженером Трусовым по проекту архитектора В. А. Щуко был заново оформлен фасад здания. Некоторое время в доме жила актриса Ц. Л. Мансурова. Здание театра является выявленным объектом культурного наследия.

#### Доходный дом М. А. Скворцова (№ 28/1)
Трёхэтажный угловой доходный дом потомственного почётного гражданина М. А. Скворцова построен в 1901—1903 годах по проекту архитектора А. А. Остроградского. Фасад здания решён архитектором в формах северного барокко и декорирован высокими щипцовыми фронтонами, призванными визуально увеличить высотность здания.
В начале XX века в доме работал магазин кондитерской фабрики «Эйнем». Писчебумажный магазин купчихи А. Ф. Берг «Город Ницца», переехавший сюда из дома № 22, торговал вначале книгами, учебниками и нотами, а затем печатными картинами. Здесь же работал книжный магазин «Русское книгоиздательство».
В 1923—1925 годах в одной из коммунальных квартир (кв. 7) жил поэт Павел Антокольский. Здесь же жили эстрадный и театральный режиссёр Э. Б. Краснянский и архитектор Н. А. Эйхенвальд. В 1920-х годах в доме работал магазин № 2 Центрального торгового отдела ВСНХ. После революции на первом этаже дома размещался магазин «Медицинская пиявка»; в 1926 году на его базе была создана платная поликлиника, позднее хозрасчётная поликлиника № 3. Сейчас в здании размещается медицинский центр «Моситалмед».

#### Доходный дом А. И. Титова (№ 30/3)
До постройки существующего здания здесь стоял дом, в котором в 1825 году снимал квартиру декабрист, а позднее историк, основатель первого музея Куликовской битвы С. Д. Нечаев, у которого останавливался декабрист и писатель А. А. Бестужев-Марлинский. В 1830-х годах здесь жили родственники А. И. Герцена Насакины, в 1869—1872 годах — поэт А. Н. Плещеев. В конце XIX века дом сдавался народному училищу, попечительницей которого была писательница Е. Н. Янжул.
Современный пятиэтажный доходный дом построен в 1904 году по проекту архитектора Н. Н. Боборыкина. В начале XX века в здании размещалась редакция адресной и справочной книги «Вся Москва». До революции в доме жил архитектор, представитель московской династии архитекторов и художников А. Д. Чичагов, работала Химико-бактериологическая лаборатория доктора Калистратова.
В начале 1920-х годов в квартире № 58 находилась конспиративная квартира боевиков Московской организации анархистов подполья. В 1920-х годах в квартире № 24 жил поэт и редактор литературного журнала «Заря» Н. В. Рыковский, входивший в окружение поэтов С. Есенина и Л. Столицы. В это же время в доме работало отделение Российского общества туристов. В 1923—1964 годах в доме жил И. Л. Левин — журналист, писатель, один из инициаторов празднования 500-летия Арбата, автор книги «Арбат. Один километр России». Здесь долгое время жил и работал художник С. В. Иванов, о чём сообщает установленная на фасаде мемориальная доска. Другая мемориальная доска установлена в 2008 году в память о жившем здесь в квартире № 29 с 1930 по 1964 годы писателе Ю. П. Казакове. В квартире № 40 жил бывший революционер, соратник В. И. Ленина, А. Л. Малченко. В квартире № 9 останавливался исследователь Монголии и Тибета П. К. Козлов. В доме жила оперная певица и педагог К. Н. Дорлиак и её дети: сын Дмитрий, ставший актёром, и дочь Нина — известная оперная певица. В советское время на первом этаже размещался зоомагазин «Сказка на Арбате», описанный Агнией Барто:
На Арбате, в магазине,

За окном устроен сад.

Там летает голубь синий,

Снегири в саду свистят.

Здание является объектом культурного наследия регионального значения.

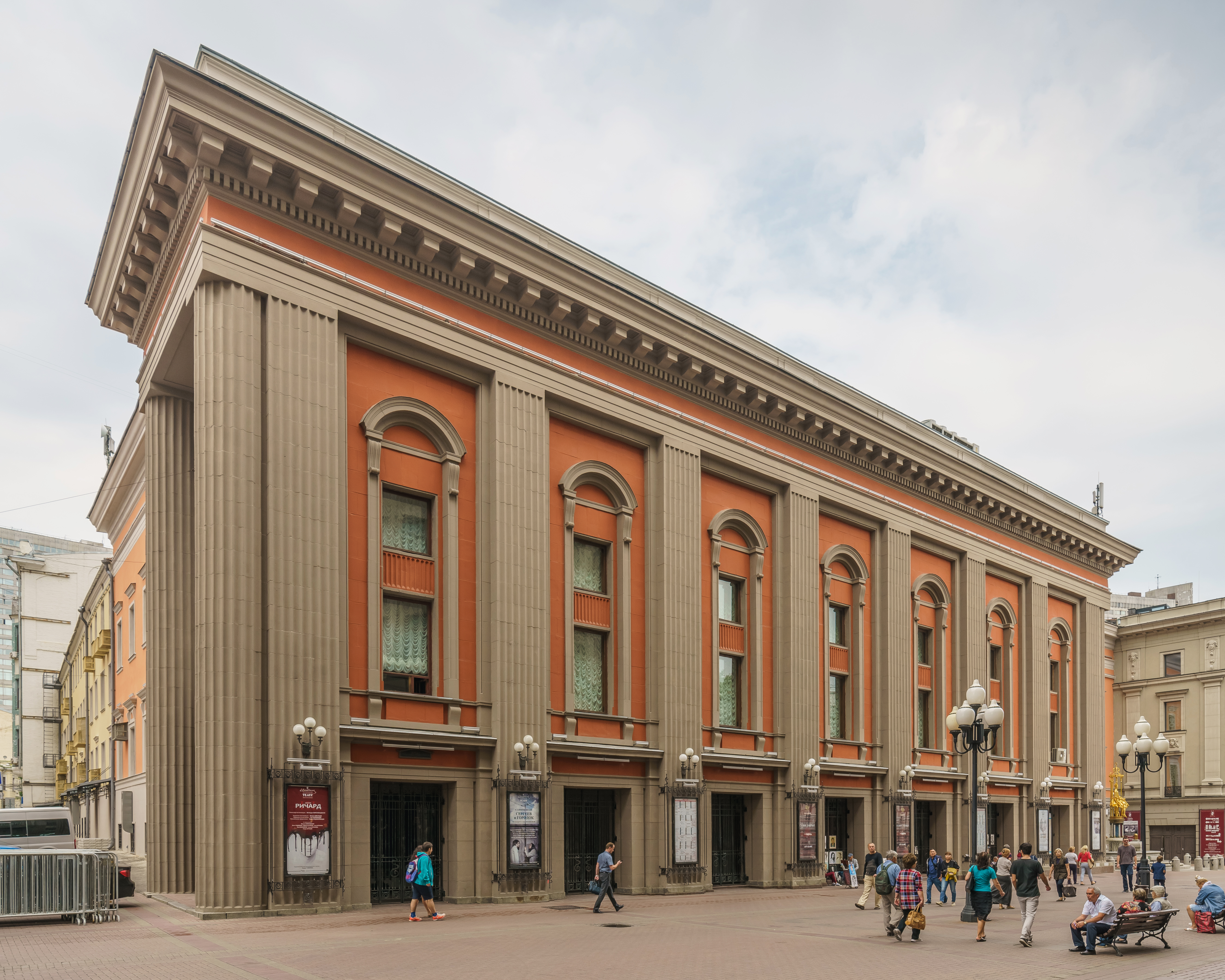
Здание Государственного академического театра им. Евг. Вахтангова (№ 26/2)
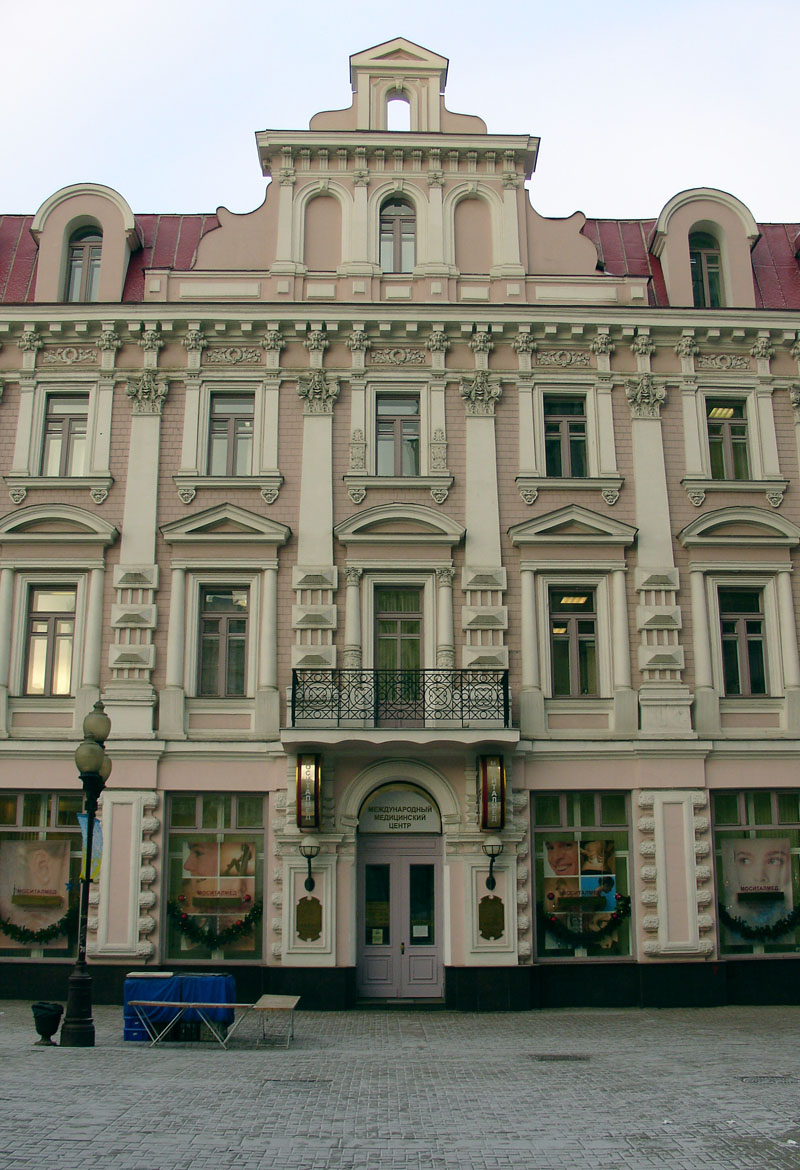
Доходный дом С. Скворцова (№ 28)
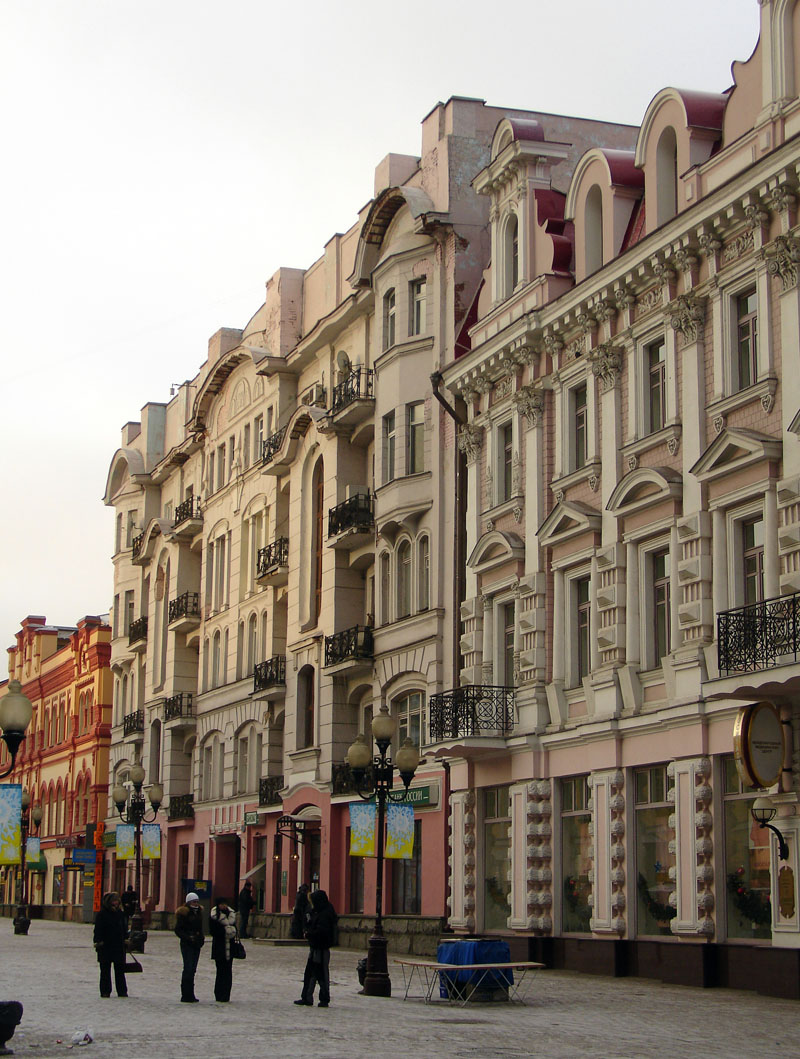
Доходный дом А. И. Титова (№ 30/3)

#### Доходный дом А. И. Урусова (№ 32)
Трёхэтажный доходный дом князя, известного адвоката А. И. Урусова — эклектическая постройка, декор которой содержит элементы русского стиля (нач. XIX в.; 1882 — надстройки и пристройки). Современный облик дом приобрёл в 1898 году, когда было произведено изменение его фасада по проекту архитектора С. П. Крошечкина. Урусов сдавал отдельные помещения внаём и сам жил в этом доме.

#### Доходный дом храма Спаса Преображения на Песках (№ 34)
Здание возведено в 1888 году по проекту архитектора В. П. Гаврилова как доходный дом близлежащего храма Спаса Преображения на Песках. Небольшой двухэтажный дом построен в период бурной застройки Арбата высокими доходными зданиями и резкого удорожания земли, что является довольно редким случаем.

#### Главный дом городской усадьбы И. А. Королёва — П. П. Страховой — Тестовых (№ 36/2)
Двухэтажный дом с мезонином стоит на углу со Спасопесковским переулком со 2-й половины XVIII века, пристройка справа сделана позднее. Дом перестраивался в 1810 году, 1-й трети XIX века и в 1857 году. В 1820-х годах в доме размещалась «Арбатская аптека» Богдана Панке, различные благотворительные училища и музыкальная школа. В конце 1860-х годов в одной из квартир жил профессор Московского университета, историк В. И. Герье. Со второй половины 1870-х годов в пристройках к главному дому работали приют для неизлечимых больных, больница и училище для слепых детей. В эти же годы в главном доме вела приём больных по женским и детским болезням врач 3. Н. Окунькова-Гольдингер. В 1891 году дом приобрёл хирург и благотворитель А. П. Разцветов.
В этом доме жил и скончался в 1899 году основоположник науки о лесе М. К. Турский. В начале XX века дом принадлежал братьям Тестовым — владельцам популярного «Ресторана Тестова». В 1913—1925 годах[уточнить] здесь размещалось издательство «Посредник», основанное при участии Л. Н. Толстого, В. Г. Черткова и И. Д. Сытина. Сам Толстой нередко бывал в этом здании. Бессменным руководителем издательства был педагог и публицист И. И. Горбунов-Посадов. Ему же принадлежал ещё восемь издательств, также размещавшихся в этом здании: «Календарь для каждого», «Борьба с пьянством», «Взаимная помощь», «Деревенское хозяйство и крестьянская жизнь», «Свободное воспитание», «Сельский и деревенский календарь», «Библиотека И. Горбунова-Посадова для детей и юношества» и «Учебные книги». Здесь же работала библиотека, носящая название одного из издательств — «Посредник». В 1910-х годах здесь работало фотоателье И. А. Аристакова.
В 1920-х годах в доме работало «Издательство М. и С. Сабашниковых», преобразованное в октябре 1930 года в издательство «Север», которое возглавил историк Д. М. Петрушевский. В 1930-х годах в доме размещалось кооперативное издательство «Труд и знание», выпускавшее наглядные пособия для школ, игры и игрушки; в 1950-х годах — магазин «Техническая книга» с отделом «Книга-почтой»; в начале 1970-х годов — магазин «Букинистическая книга». Здание является объектом культурного наследия регионального значения.
В настоящее время здесь расположен Московский Музей Парфюмерии. Продолжая благотворительные традиции прошлых поколений, в память об издательском прошлом дома, в осеннее и зимнее время года в Музее Парфюмерии работают библиотека, читальный зал и творческая мансарда, для всех желающих согреться, прочесть живую книгу и приятно скоротать время.

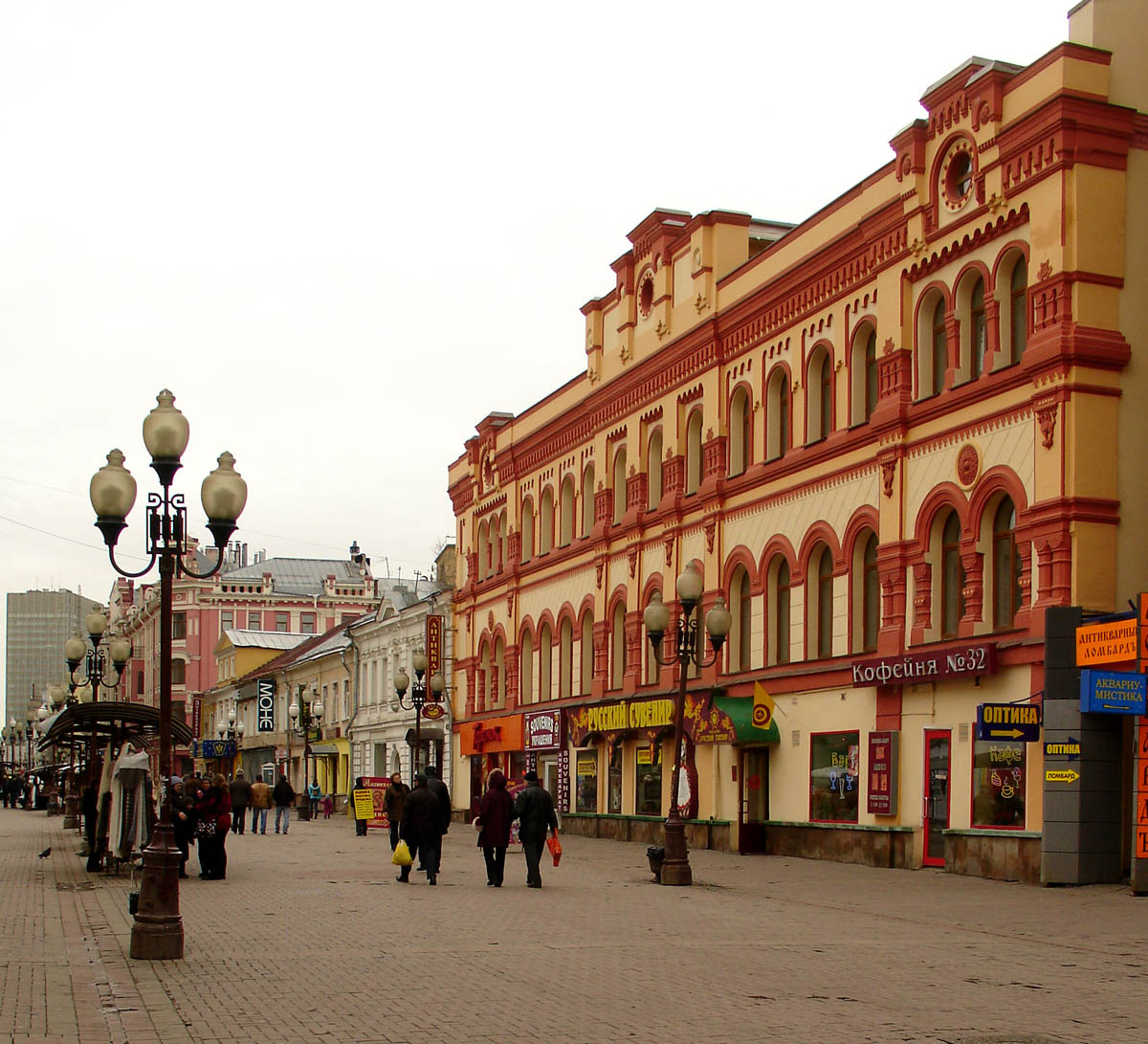
Доходный дом А. И. Урусова (№ 32)
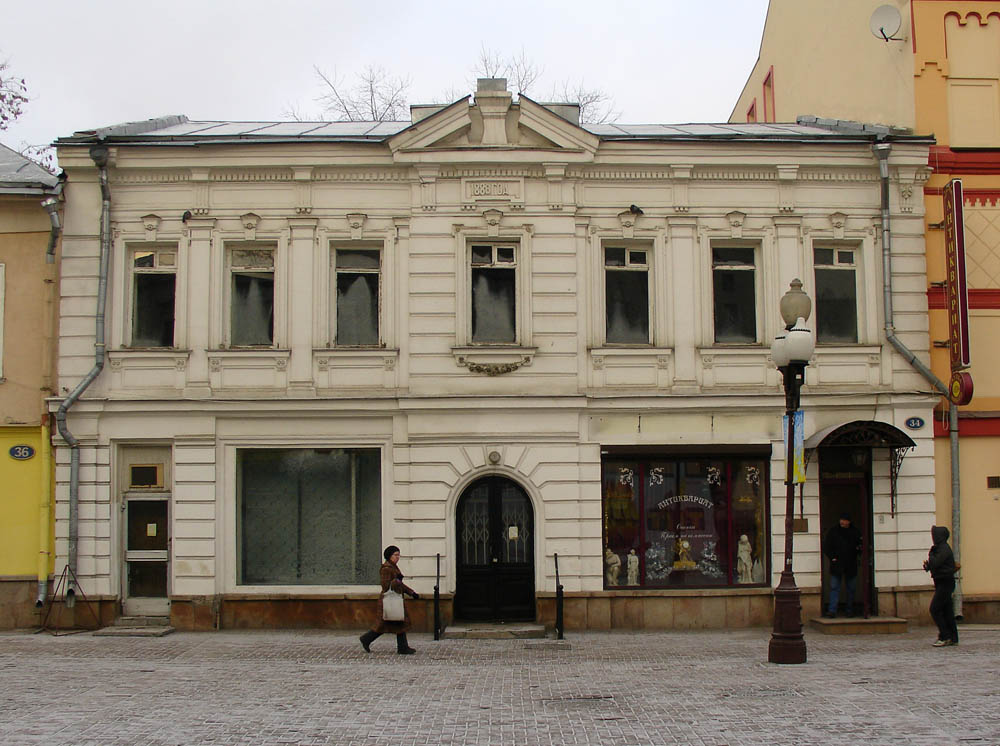
Доходный дом (№ 34)
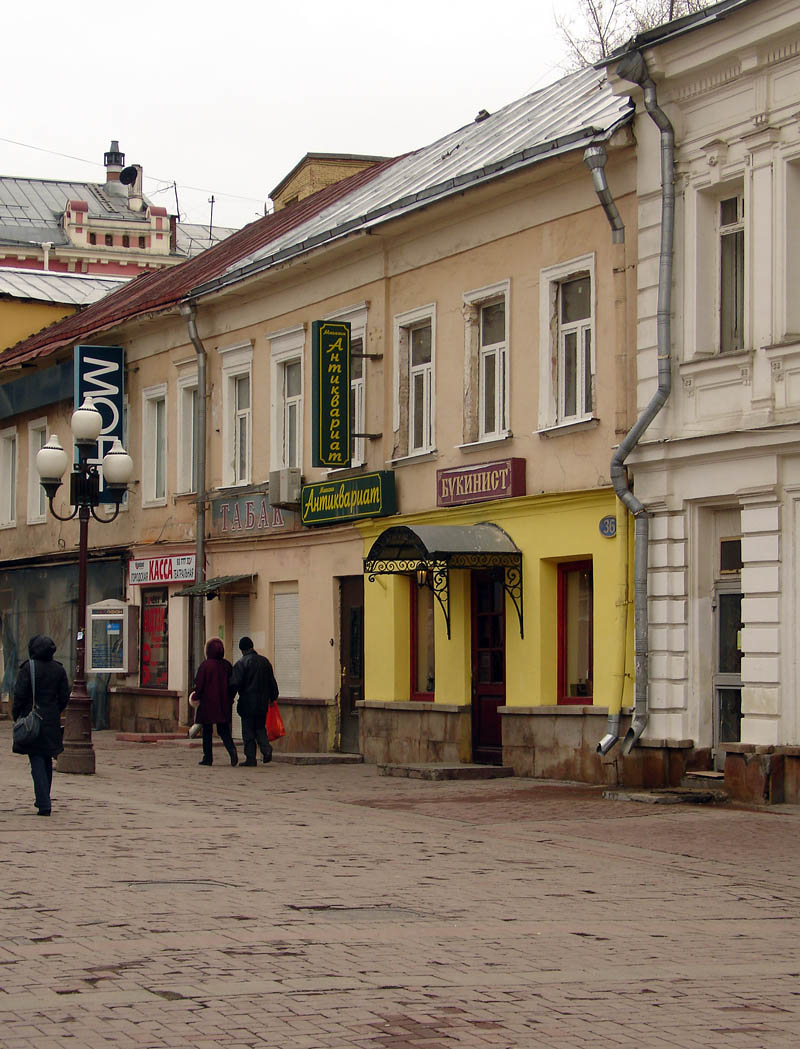
Главный дом городской усадьбы И. А. Королёва — П. П. Страховой — Тестовых (№ 36/2)

#### Доходный дом А. Ф. Чулкова (№ 38/1)
Ранее на этом месте стоял двухэтажный каменный дом, принадлежавший в конце XIX — начале XX веков купцу А. Ф. Чулкову. В 1901 году Чулков построил четырёхэтажный дом по Спасопесковскому переулку (№ 38/1, стр. 2) и надстроил до 4-х этажей дом фасадом по Арбату (стр. 1) по проекту архитектора Н. П. Матвеева. Постройка эклектична: декоративная кладка изначально неоштукатеренных фасадов доходного дома говорит о мотивах модерна; акцентирующий угол здания щипец решён в декоративных формах барокко. Форма щипца перекликается с оформлением оконных проёмов дома М. Скворцова (№ 28). Перед октябрьской революцией в доме Чулкова работал магазин «Грамотей», торговавший печатными картинами.
В крайнем от Арбата подъезде дома № 38/1 стр. 2 в квартире на четвёртом этаже жил прозаик Борис Зайцев, у которого бывали Л. Андреев, А. Белый, К. Бальмонт, М. Волошин, П. Муратов, В. Иванов. На квартире у Зайцева Иван Бунин познакомился со своей будущей женой Верой Николаевной. Зайцев посвятил Арбату рассказ «Улица Св. Николая» и это же название дал сборнику своих произведений 1923 года. В начале XX века в доме работала столовая с названием «Нормальная» и писчебумажный магазин Брокмана, размещалось 5-е Арбатское женское училище.

#### Доходный дом П. И. Громова (№ 40)
Пятиэтажный доходный дом П. И. Громова построен в 1910 году по проекту архитектора И. А. Германа.
В годы первой мировой войны часть первого этажа и подвал занимало фотоателье Г. Л. Бирганга «Идеал». В этой студии после Великой Отечественной войны работал фотомастер М. С. Наппельбаум, создавший собственную, только ему присущую творческую манеру исполнения студийного фотопортрета, автор первого портрета В. И. Ленина.
Здесь в разные годы жили психиатр Ю. В. Каннабих, гистолог и цитолог Г. К. Хрущёв. В пристройке к зданию со двора (№ 40, стр. 2) находится управа района «Арбат» и издательство муниципальной газеты «Арбатские Вести».

#### Дом капитанши Е. П. Хвощинской (№ 42)
Существующее здание — новодел, построенный в 1986 году для размещения культурного центра Грузии «Мзиури» («Солнечный»).
Стоявший на этом месте дом капитанши Е. П. Хвощинской — классический в своей основе одноэтажный деревянный дом был построен в 1820-х годах. В 1868 году здание было перестроено архитектором И. С. Каминским. Изменение фасада дома было произведено в 1875 году, в результате чего основное здание и пристройки получили украшение нарядным эклектичным декором.
В 1867—1872 годах домом владела Е. Н. Киселёва (в девичестве Ушакова), в альбом которой А. С. Пушкин вписал свой «Дон-Жуанский список» и посвятил строки одного из стихотворений. Муж Ушаковой, С. Д. Киселёв, служил с 1837 года московским вице-губернатором и был родным братом министра государственных имуществ П. Д. Киселёва и дипломата Н. Д. Киселёва. В советское время в доме некоторое время жил экономист, академик П. П. Маслов.
В период реконструкции Арбата в 1986 году дом был полностью разрушен и отстроен вновь в камне с воссозданием объёмных характеристик и декора. Однако, по наблюдению москвоведа К. П. Михайлова, новодел значительно отличается от оригинального дома Хвощинской. Перестройка дома Хвощинской — один из первых примеров распространившейся позднее в Москве практики создания муляжей на месте существовавших исторических зданий.

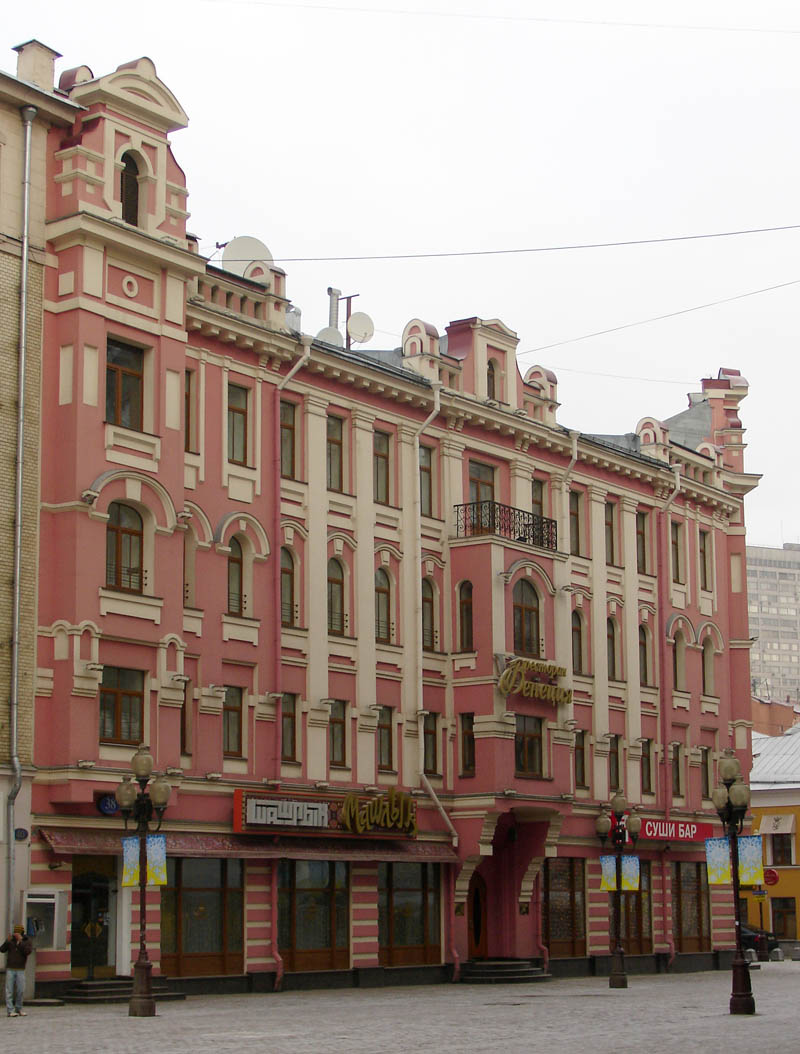
Доходный дом с магазином (№ 38)
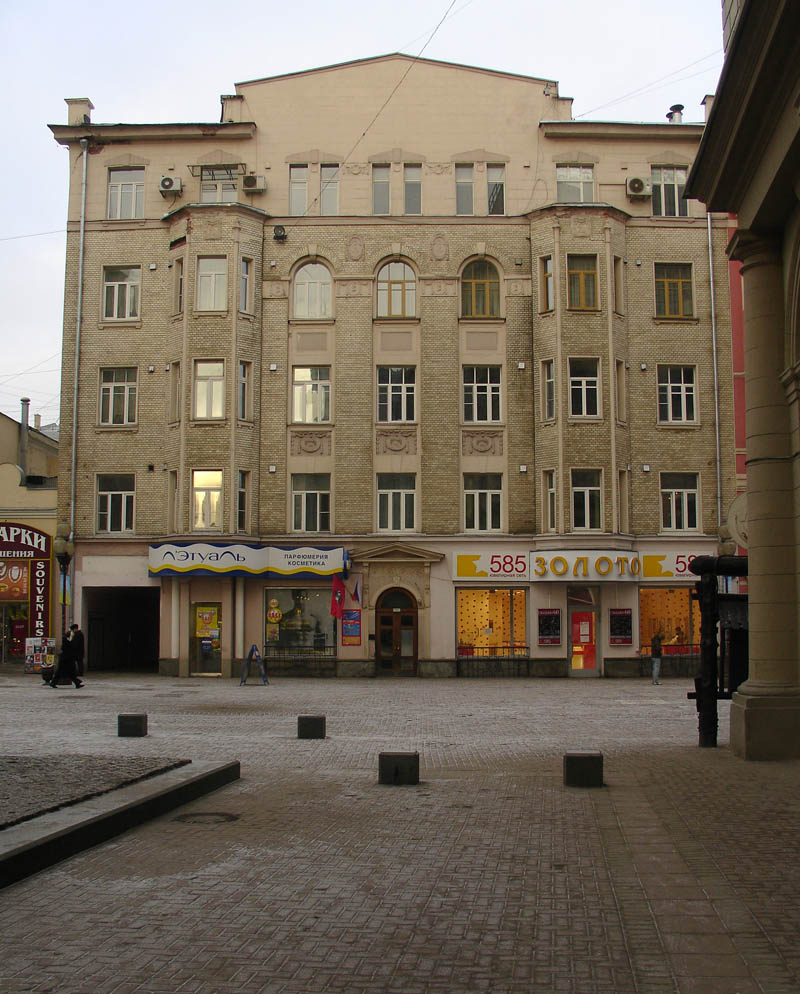
Доходный дом (№ 40)
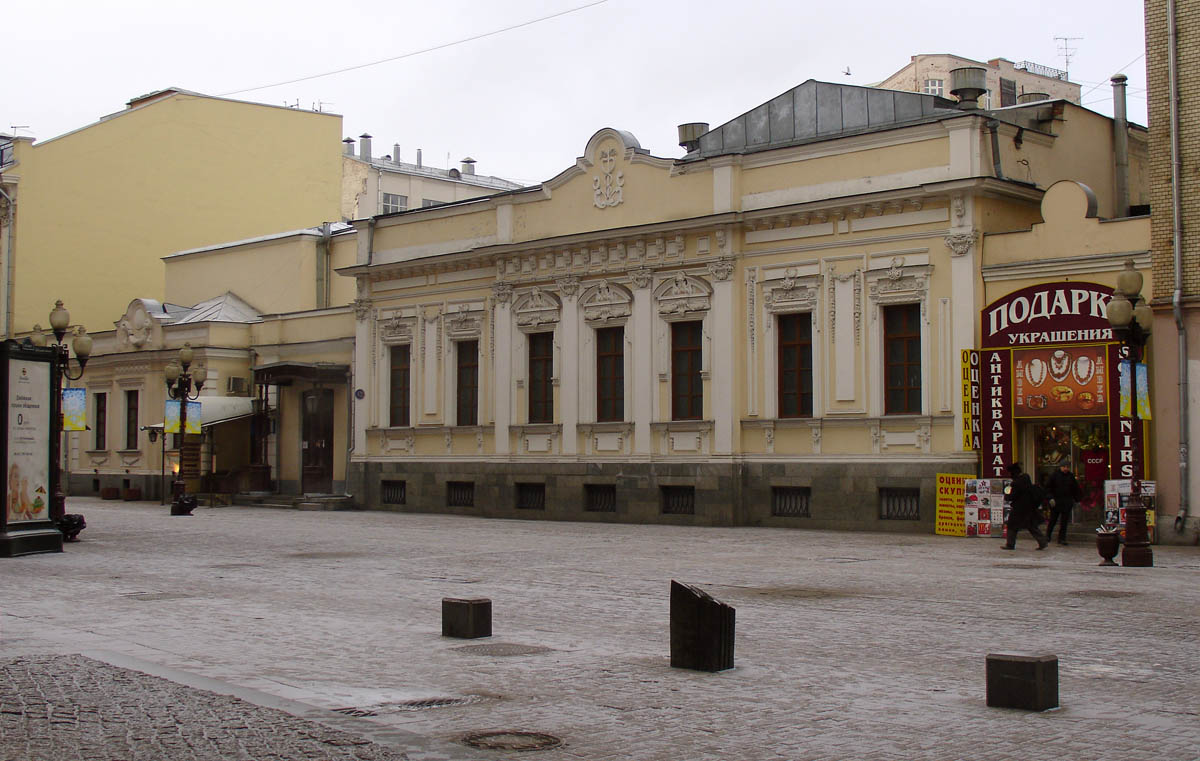
Дом капитанши Е. П. Хвощинской (№ 42)

#### Главный дом городской усадьбы Р. Тургенева (№ 44)
Дом построен в середине XVIII века. Перестраивался после пожара 1812 года с сохранением фундамента и коробки стен. В 1837 году окончательно восстановлен. В 1878 году в барочных формах был переделан фасад здания, а в 1909 году переделан фасад и появилась правая полукруглая пристройка. На месте дома находилось владение, принадлежащее прапрадеду И. С. Тургенева, а потом — бабушке Ф. И. Тютчева. В 1830-х годах здесь у своих знакомых Кикиных бывал А. С. Пушкин. Перед Октябрьской революцией в здании располагалась Московская зубоврачебная школа приват-доцента Г. И. Вильга, в работе которой деятельное участие принимал врач П. Г. Дауге — один из основоположников стоматологии в СССР. На основе этого учебного заведения в 1920 году была открыта кафедра стоматологии медицинского факультета Московского университета. В это же время в доме работал книжный магазин И. Я. Папышева.
По приезде в Москву в 1922 году в квартире № 5 жил писатель С. Д. Кржижановский. В 1942 году в находившейся в здании явочной квартире НКВД жил разведчик Д. Н. Медведев; в 1960-х годах — поэт Николай Глазков, который писал:
Живу в своей квартире

Тем, что пилю дрова.

Арбат, 44,

Квартира 22…
В настоящее время в здании размещается Hard Rock Cafe. Здание является выявленным объектом культурного наследия. Со двора к главному дому примыкает доходный дом (№ 44, стр. 2), построенный в 1906 году по проекту архитектора П. М. Самарина. Во дворе также сохранились остатки флигелей, конюшен и картеных сараев. У властей существуют планы по сносу дворовых строений.

#### Здание Арбатской АТС (№ 46)
Здание построено в 1928 году по типовому проекту инженера В. В. Патека в стиле конструктивизма для одной из первых в Москве Арбатской АТС. Построена по типовому проекту: аналогичные здания — на Большой Ордынке и Бакунинской улице. В стоявшем на это месте до постройки АТС здании в начале XX века работала «Ново-Арбатская лечебница» врача В. П. Матекина, обувные магазины Ремизова и Трофимова, шляпный магазин «Натали», кондитерская и бакалейный магазин товарищества «Ивановы и Марков».

#### Жилой дом (№ 48)
Владение состоит из двухэтажного ампирного дома начала XIX века (правая часть) и трёхэтажного здания, надстроенного в 1878 году архитектором А. О. Вивьеном (левая часть). Дом принадлежал генералу Старицкому. В этом доме прошли детские годы скульптора А. А. Мануйлова — автора памятника А. С. Грибоедову на Чистопрудном бульваре. У жившего здесь профессора И. А. Угримова бывал учёный-экономист А. И. Чупров. В 1910-е годы в доме работали писчебумажный магазин Волкова и книжный магазин Ф. И. Леонова. По воспоминаниям А. Белого, в доме работал колониальный магазин «„Выгодчиков“ (после „Когтев“, а после него — „Шафоростов“): чай, сахар, пилёный и колотый, свечи, колбасы, сардины, сыры, мармелад, фрукты, финики, рахат-лукум, сёмга, прочее — чего изволите-с»!
Как Выгодчикова мне забыть, коли первое слово моё продиктовано им: поднесли годовалым к окошку; в колониальном магазине Выгодчикова зажигали огонь; я затрясся; и первое слово, «огонь», — произнёс; Прометеев огонь для меня просто — «Выгодчиков».
В 1970-е годы в правой части владения (стр. 8-9) работала парикмахерская, а в левой части (стр. 1) — магазин «Рыба». В 1990—1991 годах правая часть строения частично была снесена, а на его месте выстроен новодел, напоминающий утраченное здание.. С 1992 года в комплексе зданий находится Государственное учреждение культуры Города Москвы Московский театрально-концертный центр и «Концертный зал Центра Павла Слободкина».

#### Дом с гастрономом «Смоленский» (№ 54/2, стр. 1)
Дом с гастрономом «Смоленский» (или «Гастроном» № 2) (бывший магазин «Торгсин» — торговля с иностранцами, где продажа шла за валюту либо в обмен на драгоценности), ныне гастроном «Азбука вкуса». Здесь происходит один из эпизодов романа «Мастер и Маргарита»). До Октябрьской революции здесь располагался ресторан Игнатия Александровича Зверева и лавки купца Троилина.
В 1928 году по проекту архитектора В. К. Олтаржевского на месте снесённых строений, со значительным отступом от прежней красной линии улицы, был построен дом для кооператива «Московское объединение». Здание имело 5 этажей, угловая часть была оформлена террасой, располагавшейся над трёхэтажным полукруглым эркером, и завершалась высоким пилоном с круглым окном и пирамидальным аттиком. Однако уже в начале 1930-х годов дом был перестроен архитектором В. М. Маятом: он надстроил 6-й этаж, поднял высоту башни на всю высоту прежнего аттика и придал ей гранёный характер. По торцам пилонов и над входным вестибюлем были высечены крупные рубленые надписи «Универмаг Торгсин». В 1936 г. Торгсин был упразднён (как и любое иное общение с иностранцами), и гастроном стал называться Смоленским (или № 2 после Елисеевского). Вплоть до середины 70-х годов XX в. в верхних этажах находились квартиры, в основном коммунальные. Здесь жил художник-гравёр, работавший в технике ксилографии и линогравюры П. Н. Староносов. Затем дом был расселён, а после ремонта верхние этажи отданы в распоряжение МИДа, основное здание которого находится рядом на Смоленской площади.

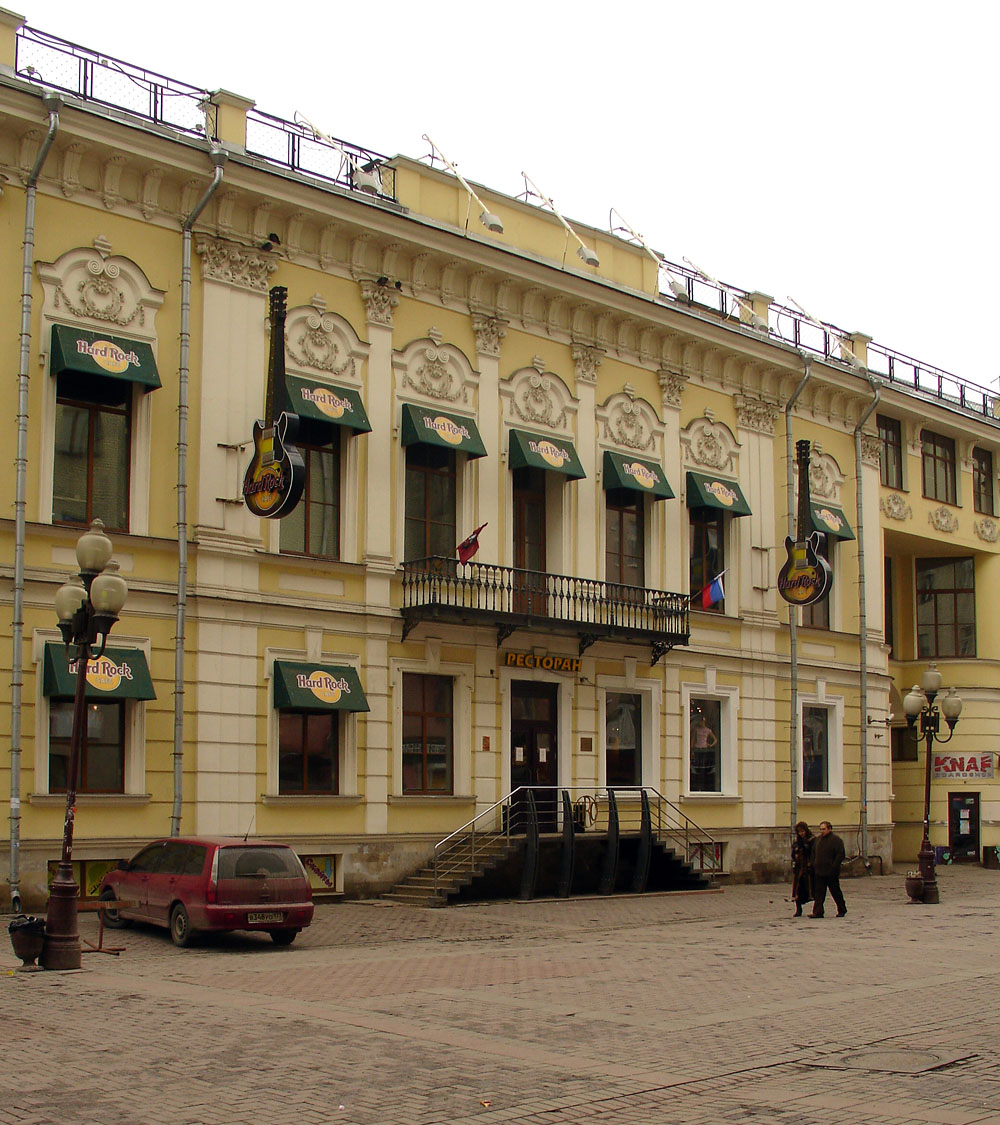
Главный дом городской усадьбы Р. Тургенева (№ 44)
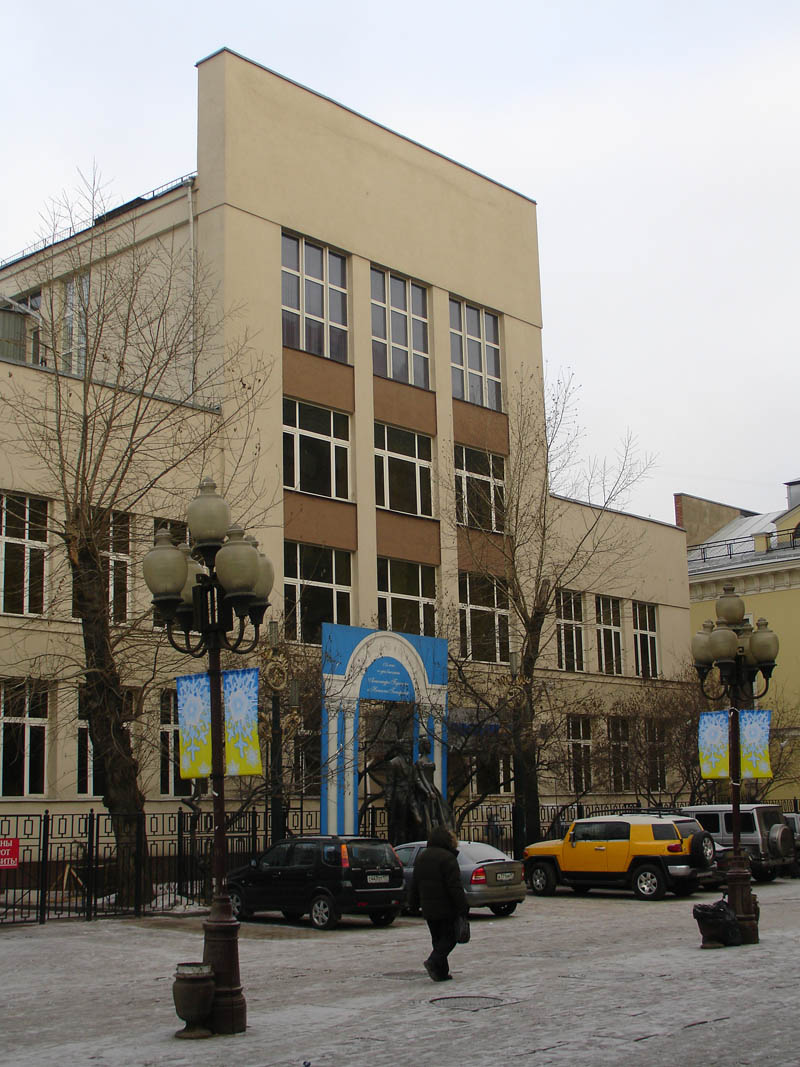
Здание АТС (№ 46)
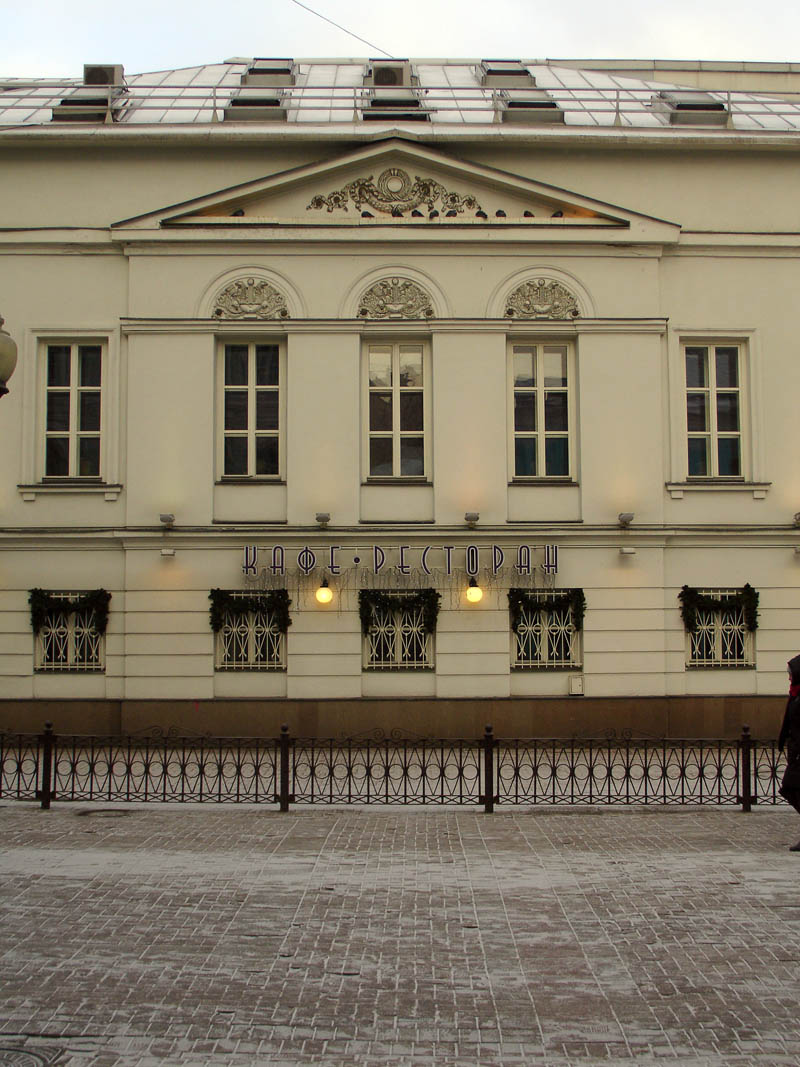
Жилой дом (№ 48)
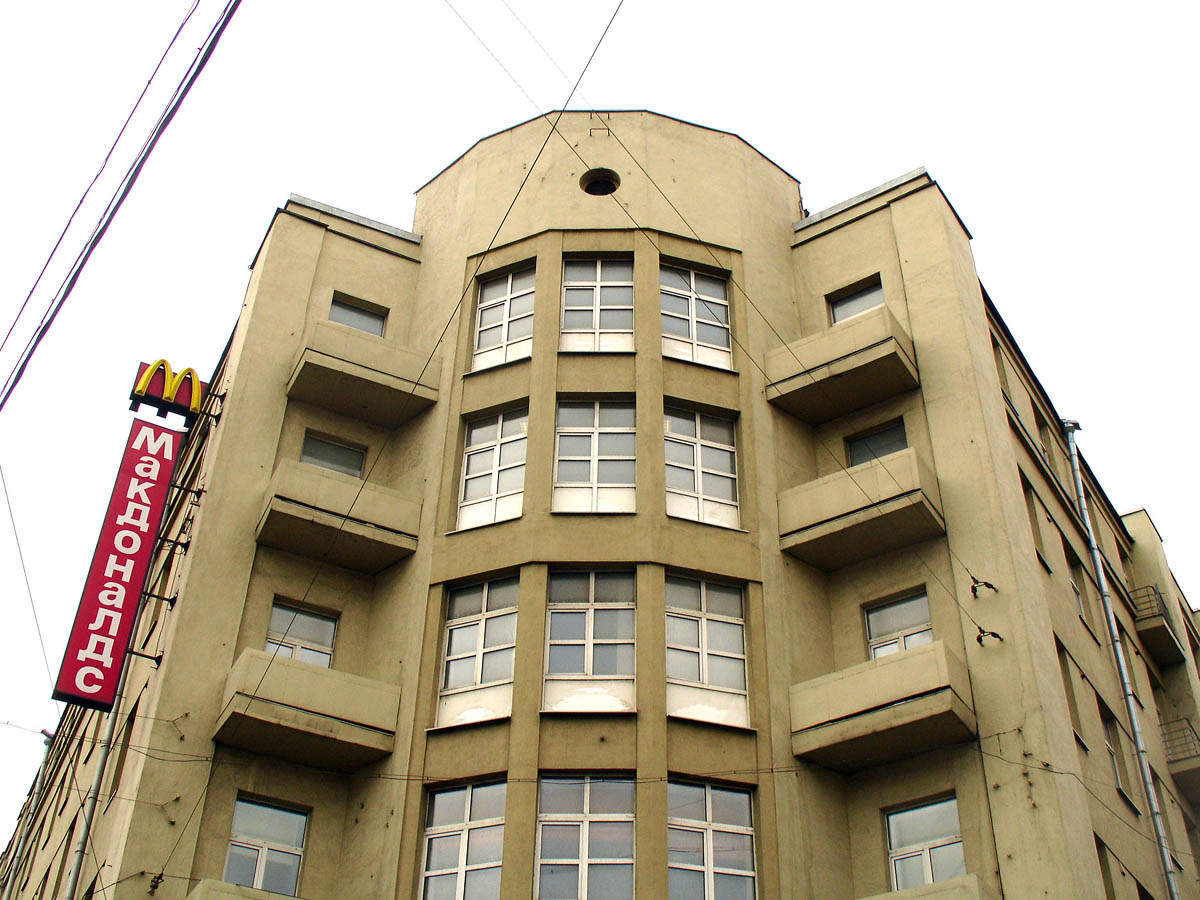
Дом с гастрономом «Смоленский» (№ 54/2, стр. 1)

## Памятники и мемориальные доски

### Памятники и скульптуры
- Б. Ш. Окуджаве (2002, скульптор Г. В. Франгулян, архитекторы И. Попов и В. Прошляков, на пересечении с Плотниковым переулком)[286].
- А. Ф. Лосеву (2006, бронза, гранит). Скульптор В. В. Герасимов, во дворе дома № 33/12)[287][288][289]
- Памятник «Александр Пушкин и Наталья Гончарова» (1999, бронза, гранит). Скульпторы А. Н. Бурганов и И. А. Бурганов, архитекторы Е. Г. Розанов, А. В. Кузьмин, Е. К. Шумов.[290] Литературный критик А. Шаталов воспринимает памятник как «чудовищную скульптурную группу, пародирующую великого национального поэта»[291].
- Фонтан «Принцесса Турандот» (1997, бронза, гранит, позолота). Скульптор А. Н. Бурганов, архитекторы М. А. Белов, М. Харитонов, З. Харитонова.[290][292]
- Памятник Лановому, Этушу и Яковлеву (2022, бронза). Скульпторы Филипп Трушин и главный художник Театра Вахтангова Максим Обрезков. Расположен за домом №33 по Арбату перед Симоновской сценой театра Вахтангова (Калошин переулок 10с2) [293].

### Мемориальные доски и памятные знаки
- Знак на месте снесённой церкви Николы Явленного (1996) — на заборе между домами № 16/2, стр. 2 и № 16/2, стр. 3;
- А. И. Зенину, Солдатам Арбата (2005, скульптор А. Н. Бурганов[290]) — на фасаде доме № 23;
- Д. В. Давыдову — импровизированная мемориальная доска на фасаде дома № 25;
- «Последний адрес» — В рамках гражданской инициативы «Последний адрес» на фасаде дома № 30 строение 1 установлены мемориальные знаки с именами врача В. М. Броннера[294], адвоката В. В. Бардина, полиграфиста М. И. Звирбула, служащего Х. А. Аристархова, инженеров А. А. Беймельбурга, Л. Е. Кацнельсона и А. Л. Малченко[295], расстрелянных органами НКВД в годы сталинских репрессий.
- С. В. Иванову (1967, 1991, скульптор Ю. П. Поммер, архитектор Л. М. Холмянский[296]), Ю. П. Казакову (2008, скульптор Г. И. Правоторов[238]) — на фасаде дома № 30/3;
- А. Ф. Лосеву (1993) — на фасаде дома № 33;
- М. С. Шагинян (1989, архитектор М. Ф. Борисенко[297]), И. Д. Папанину — на фасаде дома № 45;
- А. Н. Рыбакову (2000, скульптор А. Лягин[298]), А. А. Давиденко (1973, скульптор Б. В. Едунов, архитектор Л. Г. Голубовский[299]) — на фасаде дома № 51.
- «Последний адрес» — В рамках гражданской инициативы «Последний адрес» на фасаде дома № 51 установлены мемориальные знаки с именами радиоинженера М. Г. Марка, переводчика Л. К. Фрчека[300], языковеда М. А. Солонино, экономиста Н. А. Ергомышева, студента В. А. Гецельда[301], инженера Е. М. Зейгельмана[302], ихтиолога М. А. Козакова и служащего А. Н. Танкуса, расстрелянных органами НКВД в годы сталинских репрессий, а также с именем инженера В. Н. Танкуса, скончавшегося в заключении[303]. В базе данных правозащитного общества «Мемориал» есть имена 20 жильцов этого дома, расстрелянных в годы террора[304]. Число погибших в лагерях ГУЛАГа не установлено. После смерти Сталина все эти люди в 50-е годы были полностью реабилитированы.
- А. С. Пушкину — на фасаде дома № 53;
- А. Белому (1994[305]) — на фасаде дома № 55.

## В культуре
- В фильме Судьба барабанщика главный герой живет по адресу Арбат, д. 12, кв. 17.

### Сноски
1. ↑  Наименования зданий и сооружений приведены по:
  - Москва. Архитектурный путеводитель / Бусева-Давыдова И. Л., Нащокина М. В., Астафьева-Длугач М. И.. — М.: Стройиздат, 1997. — 512 с. — ISBN 5-274-01624-3. Архивировано 5 октября 2008 года.
  - Городской реестр недвижимого культурного наследия города Москвы. Официальный сайт Комитета по культурному наследию города Москвы. Дата обращения: 24 сентября 2012. Архивировано 1 февраля 2012 года.
2. ↑  Другой дом — Дом Пороховщикова — хрестоматийный памятник деревянной архитектуры в стиле «Русская изба», с уникальной пропильной резьбой, получивший получил премию на Всемирной выставке в Париже как олицетворение русского стиля, фасадом расположен на Староконюшенный переулок.
3. ↑  в некоторых источниках упоминается как доходный дом С. Скворцова
4. ↑  см.: Вся Москва. Адресная и справочная книга на 1914 год. — М.: Товарищество А. С. Суворина «Новое Время», 1914. — С. 44. — 845 с.

### Исторические путеводители и топонимическая литература
- Левин А. А. Арбат. Один километр России. — М.: Галарт, 2005. — 184 с. — 3000 экз. — ISBN 5-296-00928-5.
- Федосюк Ю. А. Москва в кольце Садовых. — 2-е, перераб. изд. — М.: Московский рабочий, 1991. — С. 109—120. — 496 с. — 50 000 экз.
- Федосюк Ю. А. Москва в кольце Садовых. — М.: Астрель, АСТ, 2009. — С. 94—103. — 448 с. — 3000 экз. — ISBN 5-239-01139-7.
- Сытин П. В. Из истории московских улиц (очерки). — 2-е. — М.: Московский рабочий, 1952. — С. 282—284. — 563 с. — 5100 экз.
- Васькин А. А. Я не люблю московской жизни, или Что осталось от пушкинской Москвы. М., 2010.
- Смолицкая Г. П., Горбаневский М. В. Топонимия Москвы. — Наука, 1982. — С. 142—146. — 176 с. — 190 000 экз.
- Мешков В. М. «Арбат предо мною…» М.: Русский мир, 2004. — 480 с. — ISBN 5-89577-032-0 («Большая Московская библиотека») — Автор-составитель, библиограф-москвовед Вячеслав Мешков собрал стихотворения об Арбате почти 500 поэтов с конца XVIII до начала XXI века.
- Двинский Э. Я. Москва от А до Я. — 2-е изд. — М.: Московский рабочий, 1976. — С. 47—50. — 456 с.
- Мартынов А. А., Снегирёв И. М. Москва. Подробное историческое и археологическое описание города. — 2-е изд. — М.: Издание А. Мартынова, 1875. — Т. 1. — С. XXVI. — LXXXVIII, 216, 20, II с.
- Колодный Л. Е. Хождение в Москву. — М.: Астрель, 2007. — С. 367—391. — 541 с. — ISBN 978-5-271-16477-4.
- Колодный Л. Е. Утраты. Арбат. — М.: Голос-Пресс, 2004. — 400 с. — (Москва в улицах и лицах). — ISBN 5-7117-0067-7.
- Москва: путеводитель / Е. А. Звягинцев, М. Н. Коваленский, М. С. Сергеев, К. В. Сивков. — М.: Издание Товарищества И. Н. Кушнерев и К°, 1915. — 702 с.
- Арбат: исторический путеводитель. — М.: Москва в кармане, 2004. — 40 с. — 1000 экз.
- Баранов Е. З. Московские легенды / Бокова В. — М.: Литература и политика, 1993. — 302 с. — 10 000 экз. — ISBN 5-86563-001-6.
- Митрофанов А. Г. Арбат. — М.: Ключ-С, 2010. — 272 с. — (Прогулки по Старой Москве). — 2000 экз. — ISBN 978-5-93136-108-6.
- Михайлов К. П. Москва, которую мы потеряли. — М.: Эксмо, 2010. — 496 с. — (Москва. Путеводитель памяти). — ISBN 978-5-699-43721-4.
- Романюк С. К. Москва. Утраты. — М.: ПТО «Центр», 1992. — 336 с. — ISBN 5-87667-001-4.
- Фёдоров Б. Г., Михайлов К. П. Хроника уничтожения старой Москвы: 1996—2006. — М., 2006. — С. 20—23. — 128 с. — ISBN 5-903228-01-1.
- Арбат / Билялитдинова Г., Тарасов А. — 2-е. — М.: Новая Элита, 2011. — 288 с. — ISBN 5-901642-07-4.
- Ленков Н. А. Новая и древняя топонимия Москвы. — М.: Вече, 2011. — С. 5—8. — 448 с. — ISBN 978-5-9533-5214-7.
- Городское путешествие. Москва неизвестная с Павлом Любимовым / Кочетова М. — М.: АСТ, 2010. — С. 46—61. — 255 с. — ISBN 978-5-17-060544-6.
- Адександровская, О. Храмы Арбата. М Наука 2008 г. 128с. мягкий переплёт, уменьшенный формат. (ISBN 978-5-02-036874-3 / 9785020368743)
- Арбатский архив / Под ред. С. О. Шмидта, составитель В. А. Бессонов. — М.: Тверская, 13, 1997. — Т. I. — 604 с. — ISBN 5-89-328-003-2.
- Арбатский архив: историко-краеведческий альманах / Под ред. С. О. Шмидта, составитель В. А. Бессонов. — М.: Наука, 2009. — Т. II. — 926 с. — ISBN 978-5-02-037081-4.
- Мельниченко В. Тарас Шевченко i Михайло Грушевський на Старому Арбатi. — М.: ОЛМА-ПРЕСС, 2006. — 655 с. — ISBN 5-224-05511-3.
- Мельниченко В. Арбат, 9 (феномен дома в истории Москвы арбатской). — М.: Агентство печати «Столица», 2012. — 800 с. — ISBN 978-5-98675-010-1. Архивировано 10 ноября 2013 года.

### Издания по архитектуре и градостроительству
- Гутнов А., Глазычев В. Мир архитектуры: Лицо города. М.: Молодая гвардия, 1990. С.219—223. — ISBN 5-235-00487-6.
- Москва: Архитектурный путеводитель / И. Л. Бусева-Давыдова, М. В. Нащокина, М. И. Астафьева-Длугач. — М.: Стройиздат, 1997. — С. 304—321. — 512 с. — ISBN 5-274-01624-3.
- Земляной город / Макаревич Г. В., Аренкова Ю. И., Домшлак М. И., Мехова Г. И., Розентуллер П. Б., Трубецкая Е. В.. — М.: Искусство, 1990. — С. 96—101. — 352 с. — (Памятники архитектуры Москвы). — 50 000 экз. — ISBN 5-210-00253-5.
- Сытин П. В. История планировки и застройки Москвы. Материалы и исследования (1762—1812) / Салов Ф. И. — М.: Музей истории и реконструкции Москвы, 1954. — Т. 2.
- Зодчие Москвы времени эклектики, модерна и неоклассицизма (1830-е — 1917 годы): илл. биогр. словарь / Гос. науч.-исслед. музей архитектуры им. А.В.Щусева и др. — М.: КРАБиК, 1998. — 320 с. — ISBN 5-900395-17-0.
- Иконников А. В. Каменная летопись Москвы: Путеводитель. — М.: Московский рабочий, 1978. — С. 156—168. — 352 с. — 75 000 экз.
- Нащокина М. В. Московский модерн. — 3-е изд. — СПб.: Коло, 2011. — 792 с. — 1250 экз. — ISBN 978-5-901841-65-5.
- Нащокина М. В. Архитекторы московского модерна. Творческие портреты. — 3-е изд. — М.: Жираф, 2005. — 535 с. — 2500 экз. — ISBN 5-89832-043-1.

### Справочники и энциклопедии
- Вся Москва. Адресная и справочная книга на 1914 год. — М.: Товарищество А. С. Суворина «Новое Время», 1914. — 845 с.
- Вся Москва. Адресная и справочная книга на 1917 год. — М.: Товарищество А. С. Суворина «Новое Время», 1917.
- Вся Москва. Адресная и справочная книга на 1923 год. — М.: Издание Государственного издательства, 1923. — 635 с.
- Москва в планах. Справочник-путеводитель. — М.: Мосрекламсправиздат, 1929. — 280 с. — 8000 экз.
- Вся Москва. Адресно-справочная книга, 1936 год. — М.: Московский рабочий, 1936. — 730 с. — 12 500 экз.
- Московская энциклопедия / С. О. Шмидт. — М.: Издательский центр «Москвоведение», 2007. — Т. I, Книга 1. — 639 с. — 10 000 экз. — ISBN 978-5-903633-01-2.
- Московская энциклопедия / С. О. Шмидт. — М.: Фонд «Московские энциклопедии», 2008. — Т. I,  Книга 2. — 623 с. — 10 000 экз. — ISBN 978-5-903633-02-9.

### Статьи
- Сорокин В. В. Памятные места заповедного Арбата (левая сторона) // Наука и жизнь. — 1985. — № 8. — С. 90—92.
- Сорокин В. В. Памятные места заповедного Арбата (правая сторона) // Наука и жизнь. — 1985. — № 7. — С. 83—86. Архивировано из оригинала 4 мая 2010 года.
- Сорокин В. В. Заповедный Арбат (недоступная ссылка — история) // Наука и жизнь. — 1985. — № 7. — С. 80—82.
- Романюк С. К. Пиши мне на Арбат, в дом Хитровой // Наука и жизнь. — 1979. — № 6. — С. 111—113. Архивировано 4 августа 2025 года.